# Faucon crécerelle
Falco tinnunculus
Vous lisez un « article de qualité » labellisé en 2023.
Espèce
Statut de conservation UICN

 LC  : Préoccupation mineure
Statut CITES

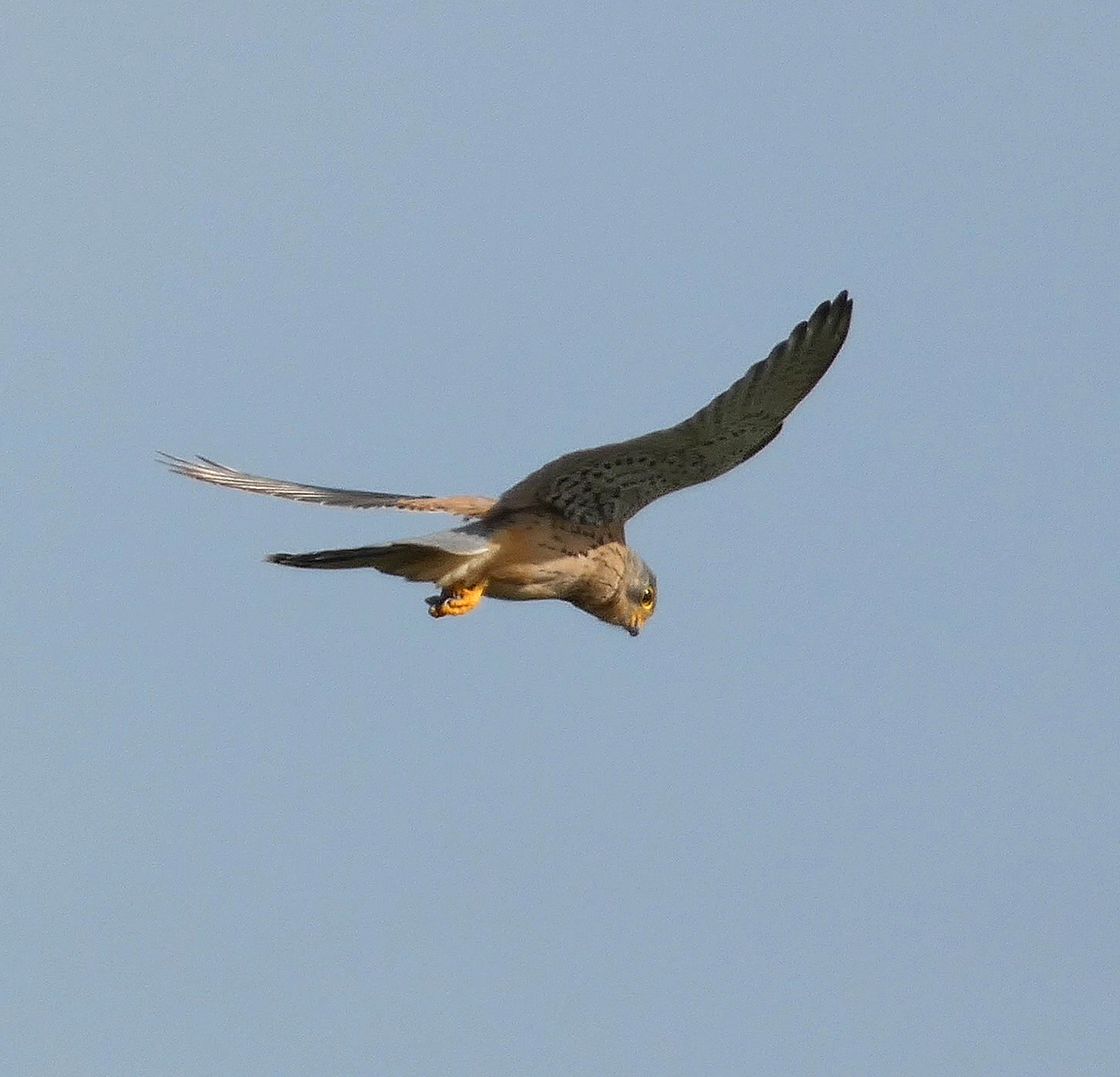
Mâle en chasse, à l'affût de campagnols ou autres petits rongeurs.

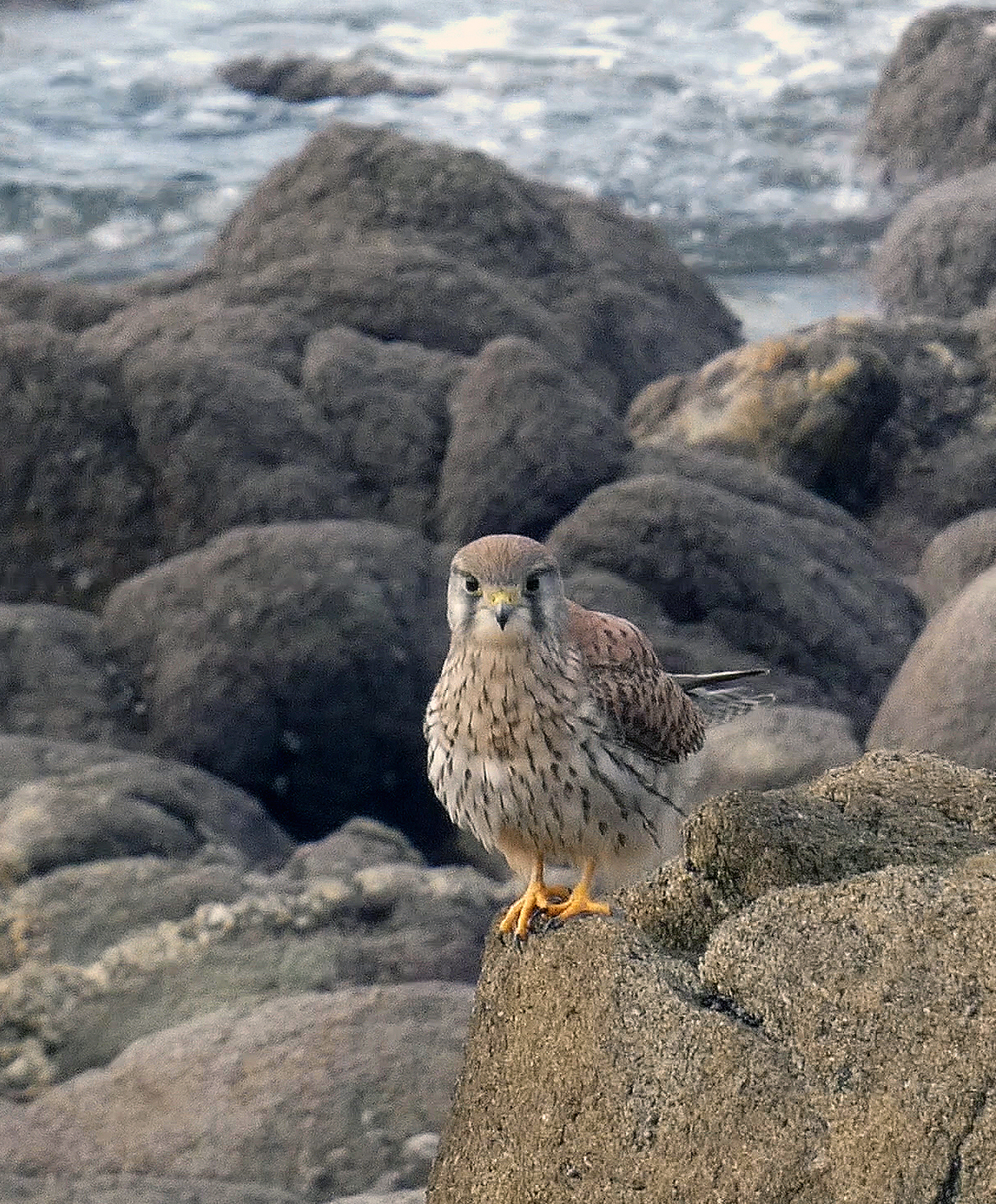
Femelle à la recherche d'oiseaux morts sur la côte du Croisic (France).

Le Faucon crécerelle (Falco tinnunculus) est une espèce de petits rapaces de la famille des Falconidae, présent dans la totalité de l'Europe, en Afrique, en Arabie et en Asie jusqu'au Japon, du semi-désert jusqu'aux régions subarctiques. Il est également appelé Crécerelle commune ou Crécerelle tout court dans son aire de répartition. Très adaptable, il fréquente les milieux ouverts et peu boisés, des bords de mer jusqu'aux montagnes, mais aussi les milieux urbains et suburbains, allant jusqu'à nicher en façade de la cathédrale Notre-Dame de Paris.
De la taille d'un pigeon, le Faucon crécerelle a un manteau roux tacheté de noir, avec le bout des ailes noirâtre, tandis que le dessous des ailes et le poitrail sont de couleur crème moucheté de noir. L'espèce présente un dimorphisme sexuel : la femelle adulte est plus grande que le mâle d'environ 20 %, avec la tête et la queue de couleur brune striée de noir, tandis que le mâle adulte a la tête gris-bleu avec la queue grise. Les juvéniles ressemblent à la femelle adulte. Sa silhouette en vol est caractéristique, avec ses ailes longues, étroites et pointues, et son vol stationnaire dit « en Saint-Esprit » est une observation fréquente en bord de route.
Il présente une forte adaptabilité alimentaire : spécialiste des micromammifères en Europe du Nord et de l'Ouest, c'est un prédateur généraliste dans les zones plus arides, se nourrissant aussi d'oiseaux, d'insectes, de reptiles, d'amphibiens et de chauves-souris. Sa technique de chasse principale consiste en un vol sur place, tête baissée, pour rechercher ses proies à terre. Il peut également chasser au sol, depuis un perchoir, ou attraper des insectes en vol.
Sa période de reproduction s'étend de début février à fin juillet. Comme tous les faucons, il ne bâtit pas de nid, mais réutilise celui d'autres oiseaux, généralement des corvidés, ou exploite des sites existants, que ce soit sur une vire de falaise, dans un creux d'arbre ou dans un bâtiment, d'où le nom fréquemment donné en Europe de « faucon des tours ». Il adopte aussi volontiers les nichoirs. La femelle pond le plus souvent quatre ou cinq œufs, qu'elle incube seule, pendant que le mâle la ravitaille. Les jeunes naissent aveugles et nus, mais croissent très vite et quittent le nid vers 35 jours avant de se disperser.
Selon les populations, il est migrateur total ou partiel, ou bien sédentaire : migrateur en Europe du Nord, il devient de plus en plus sédentaire au fur et à mesure que l'on descend au sud, certains individus franchissant la mer Méditerranée et le Sahara.
Le plus vieux Faucon crécerelle bagué retrouvé était âgé de 20 ans et 5 mois, mais la longévité de l'espèce dans la nature est beaucoup plus faible : les deux tiers des jeunes meurent au cours de leur première année. L'espérance de vie totale d'une crécerelle adulte (âgée de deux ans) est de quatre à cinq ans, peu d'oiseaux atteignant l'âge de dix ans.
Vénéré par les Égyptiens comme une manifestation du dieu Horus, le Faucon crécerelle a été embaumé et enterré comme offrande votive dans des lieux sacrés de la vallée du Nil. En revanche, il a été peu utilisé en fauconnerie. Persécuté aux XIXe et XXe siècles en raison de ses déprédations sur le gibier à plumes, le Faucon crécerelle est en déclin dans les pays développés, principalement en raison de l'appauvrissement des milieux.
Grâce à sa propension à s'installer en nichoir et à son abondance, le Faucon crécerelle est l'un des faucons les plus étudiés par la science, aussi bien sur le terrain qu'en laboratoire.

## Noms et étymologie
Le nom générique Falco vient du bas latin et signifie « faucon, oiseau de proie ». Dès l'époque où le bas latin était parlé, dans l'antiquité tardive, il est rapproché du latin classique falx, la faux ou la serpe, en raison de la forme recourbée de ses doigts. L'épithète spécifique tinnunculus est un diminutif du latin tinnulus, « qui rend un son clair », qui décrirait ses appels.
En français, « faucon » est un nom vernaculaire désignant des rapaces diurnes de la famille des Falconidae ; il est issu de l'ancien français falcun, lui-même emprunté au bas latin falco. Le mot « crécerelle » (parfois crécelle) est issu du latin crepitare, « craquer », là encore par analogie avec les cris de l'oiseau. Dans son aire de répartition, le terme « crécerelle » tout court désigne le Faucon crécerelle. La crécerelle partage avec l'Épervier d'Europe les noms vernaculaires « émouchet » ou « mouchet », termes d'origine incertaine, mais qui pourraient renvoyer à la moucheture de son plumage. En Suisse, le Faucon crécerelle est désigné sous le nom de criblette.
Son nom anglais standard, kestrel, est dérivé du français, mais il existe aussi plusieurs noms vernaculaires locaux, comme staniel, utilisé notamment par Shakespeare dans La Nuit des rois (du vieil anglais stānġilla, littéralement stone crier, « crieur de rochers ») ou windhover, de to hover, voler de manière stationnaire et wind, le vent. En allemand, la crécerelle est le Turmfalke, faucon des tours. L'espagnol cernícalo est également d'étymologie incertaine, mais renverrait au verbe cernerse, « planer », en parlant des oiseaux. L'italien gheppio dérive du grec αἰγυπιός / aigupios, le vautour.

## Description

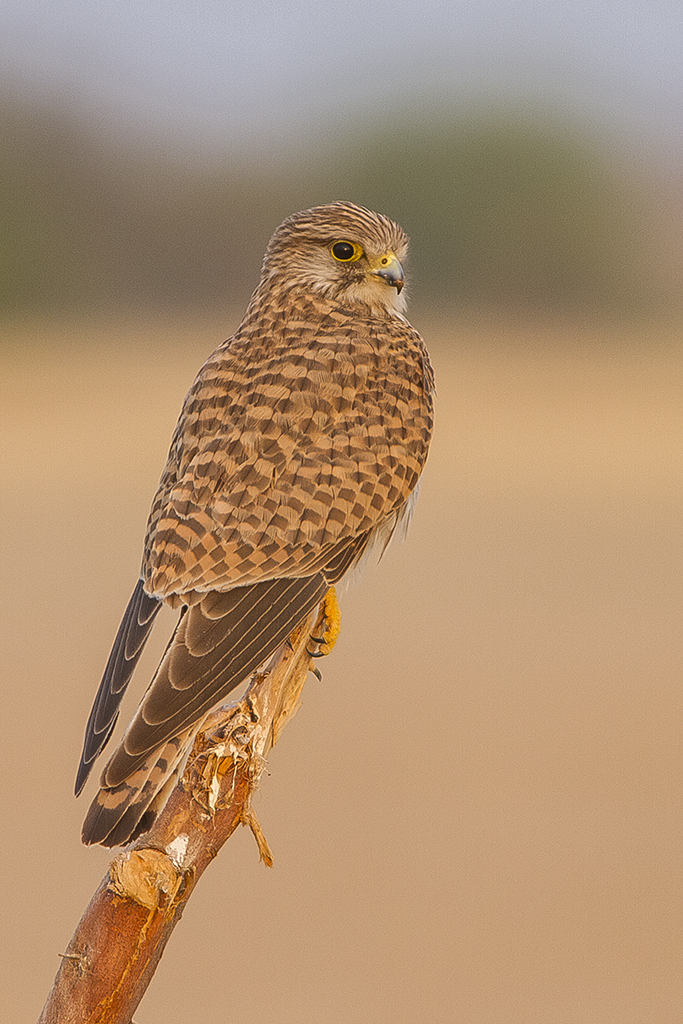
Femelle dans le sanctuaire de Tal Chhapar (État du Rajasthan, Inde).

Le Faucon crécerelle présente la silhouette typique du genre Falco : ailes fines, longues et pointues, tête ronde, yeux sombres, bec court et crochu avec une dent tomiale.

### Dimensions
La taille est de 32 à 35 cm du bout du bec jusqu'à l'extrémité de la queue. L'aile est longue de 25,6 ± 0,8 cm chez la femelle contre 24,6 ± 0,6 cm chez le mâle, pour une envergure de 57 à 79 cm. La longueur de la queue est de 17,1 ± 0,7 cm chez la femelle contre 16,3 ± 0,6 cm chez le mâle. La masse est de 190 à 230 g pour le mâle et de 220 à 280 g pour la femelle, sachant que le poids varie au cours de l'année, particulièrement pendant la saison de reproduction. Comme souvent chez les faucons, l'espèce présente un dimorphisme sexuel inversé, le mâle étant 20 % plus petit que la femelle, mais cette différence de taille est rarement visible sur le terrain.

### Apparence
Chez la sous-espèce nominale, le mâle adulte a la calotte et la nuque gris ardoise, avec la joue pâle et une bande malaire noire sous les yeux. Le manteau est roux tacheté de noir, mais ces marques peuvent être absentes chez les individus âgés. La queue est d'un gris cendré uniforme, avec une large bande subterminale noire et la pointe blanche. Le dessous est couleur crème moucheté de brun. L'iris est noir, avec une cire du même jaune que les tarses et les serres. Les ongles sont noirs. Le bec est bleu-gris avec la pointe plus sombre.
La femelle est plus grande et massive. Le dessus, calotte et nuque comprise, est roux cannelle avec des taches plus abondantes et plus sombres que pour le mâle. La moustache est identique à celle du mâle, mais usuellement moins marquée. Le dessous est chamois, plus moucheté que celui du mâle. La queue est rousse barrée de noir, avec une large bande subterminale noire et la pointe blanche. On met parfois en avant la queue uniforme du mâle comme critère de distinction d'avec la femelle quand la tête n'est pas visible, mais certains mâles présentent des barres parfois assez marquées, tandis que certaines femelles ont la queue grisâtre au lieu d'être rousse.
Le Faucon crécerelle naît couvert de duvet clairsemé et blanc. À partir de l'âge de huit jours, il acquiert un second duvet crème à grisâtre, plus pâle sur le dessous. Les plumes apparaissent vers 14 jours. À 28 jours, le duvet a pratiquement disparu et toutes les plumes sont formées, à l'exception des rémiges primaires et des rectrices.
Les juvéniles ressemblent fortement aux femelles et peuvent être très difficiles à départager sur le terrain. Ils sont plus pâles et plus fortement rayés sur le dessous. En plumage frais, à l'automne, les rémiges, les couvertures primaires et les grandes couvertures sus-alaires présentent de larges pointes pâles formant des fines barres alaires. Les juvéniles sont classiquement considérés comme pratiquement impossibles à sexer, mais dans une étude menée par l'université de Groningue, les chercheurs ont pu déterminer correctement le sexe de 191 juvéniles sur 193 grâce aux rectrices collectées dans le cadre du programme national de baguage des Pays-Bas : celles des juvéniles femelles sont brunes, au lieu de grises pour les juvéniles mâles, et les stries sombres sont plus larges.
Les juvéniles commencent à muer dès qu'ils ont quitté le nid, mais le calendrier de mue varie beaucoup selon les individus, beaucoup commençant pendant les mois d'hiver. Avant l'achèvement de cette première mue, l'âge des mâles peut être déterminé par le plumage de type femelle qui persiste dans la queue et le dessus de l'aile. Même après la mue, certains mâles conservent des nuances roussâtres sur la calotte et la nuque qui permettent de les identifier comme des oiseaux de deuxième année. En revanche, les femelles de deuxième été sont impossibles à distinguer des femelles adultes.

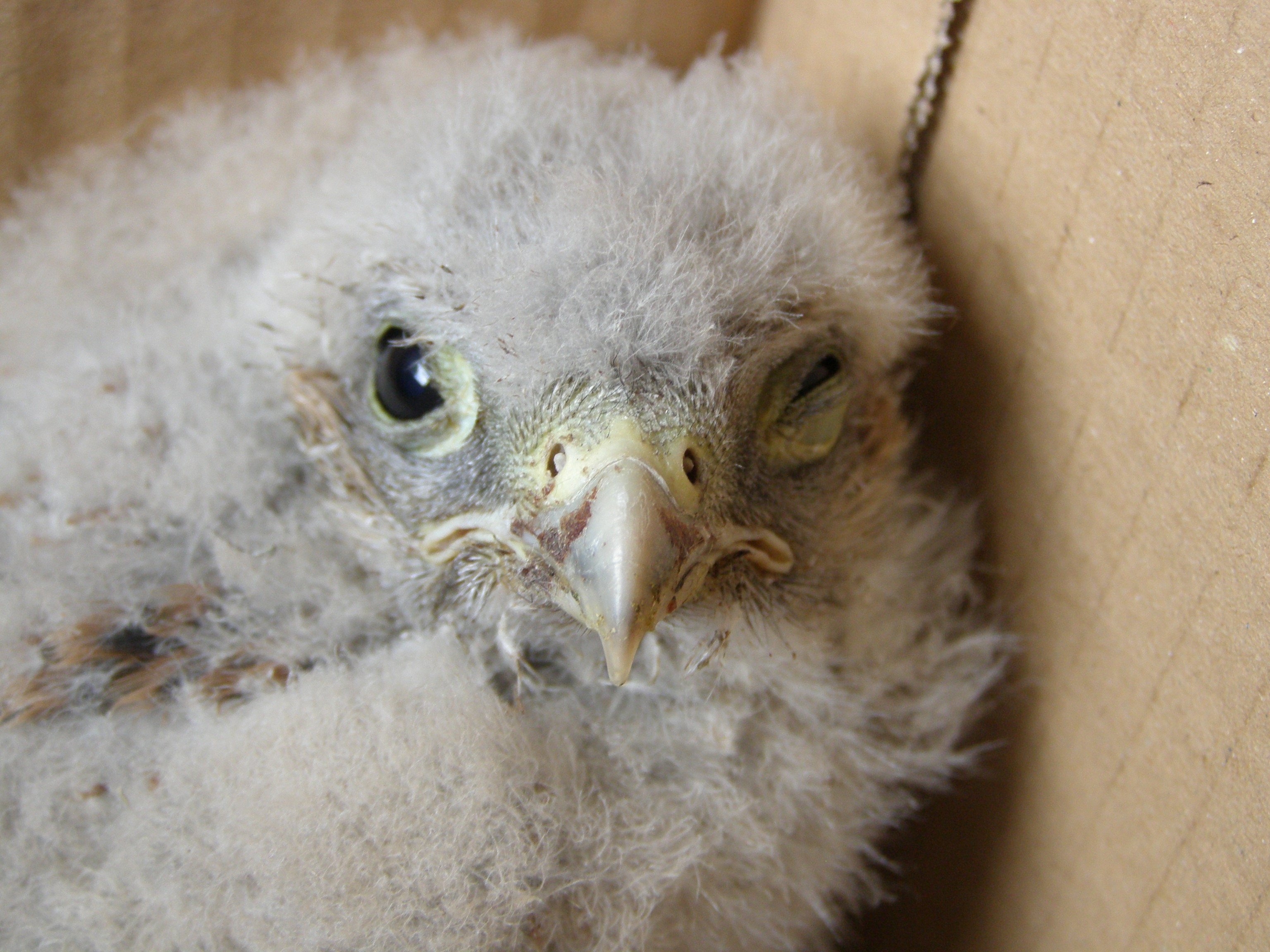
Poussin en duvet, Tchéquie.
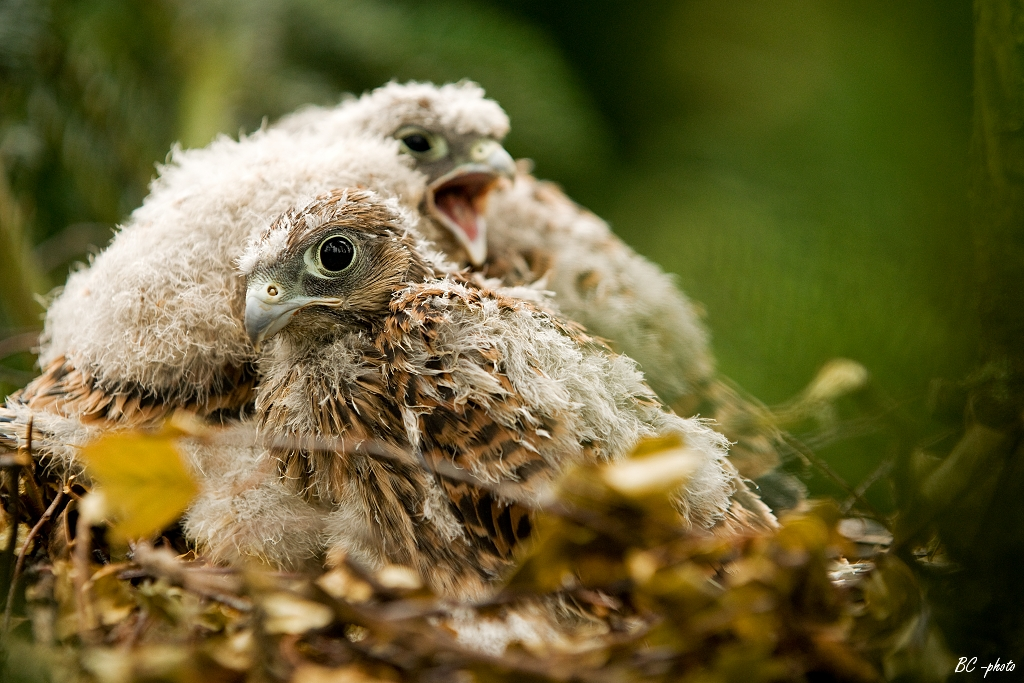
Poussins avec début de plumage, Tchéquie.
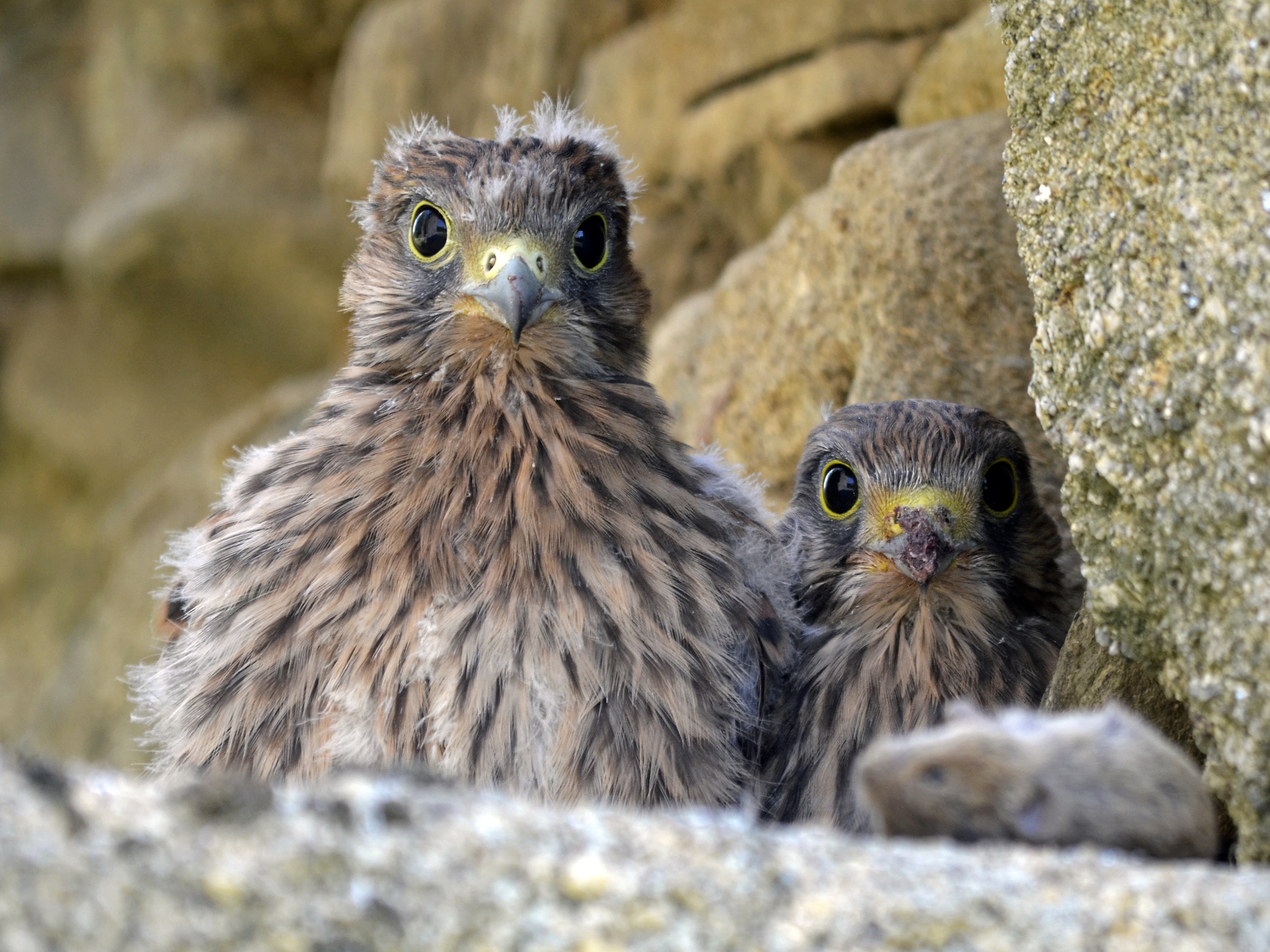
Poussins n'ayant pratiquement plus de duvet, Vendée, France.
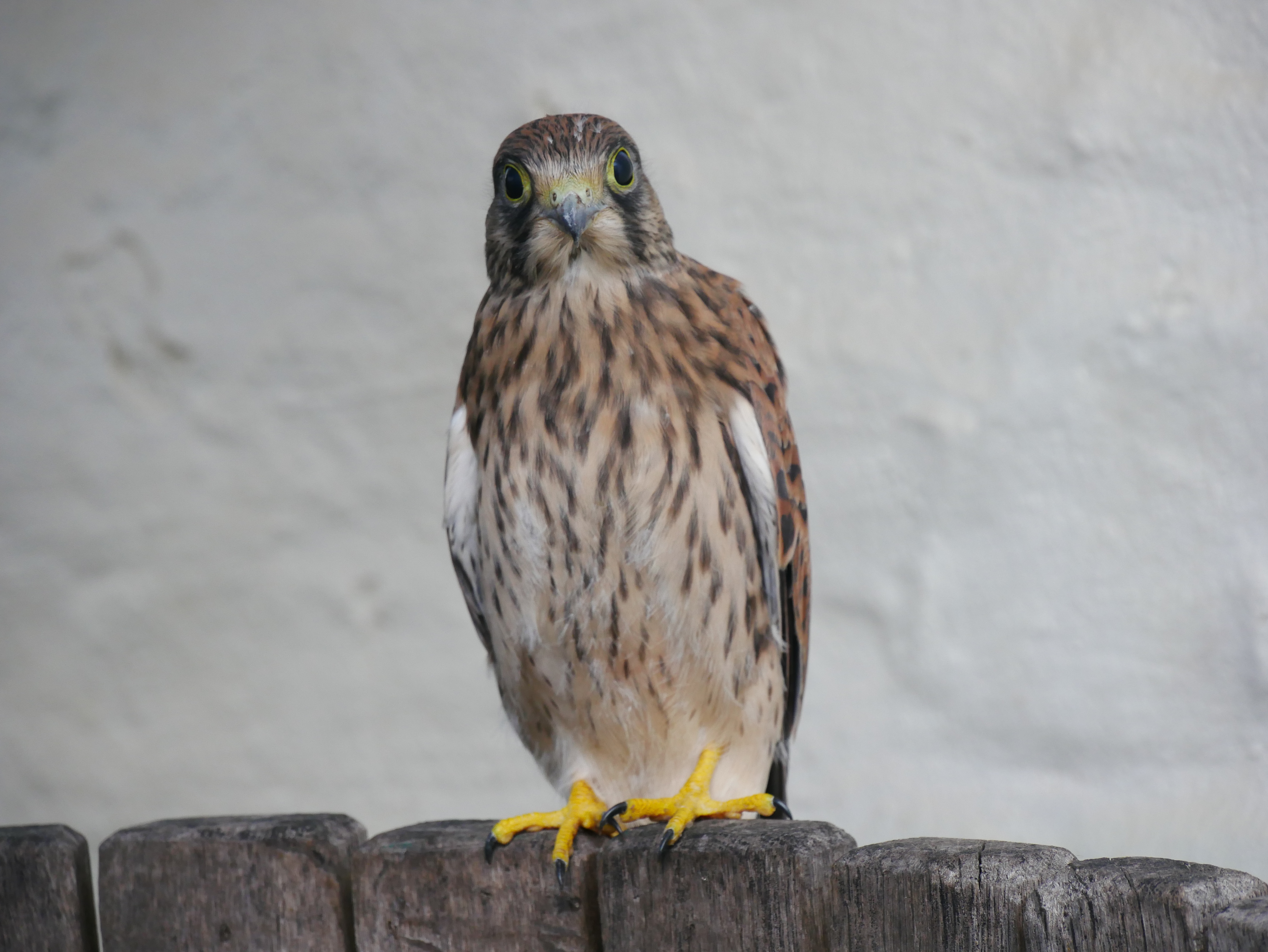
Juvénile un jour après avoir quitté le nid, Écomusée Roscheider Hof, Allemagne.
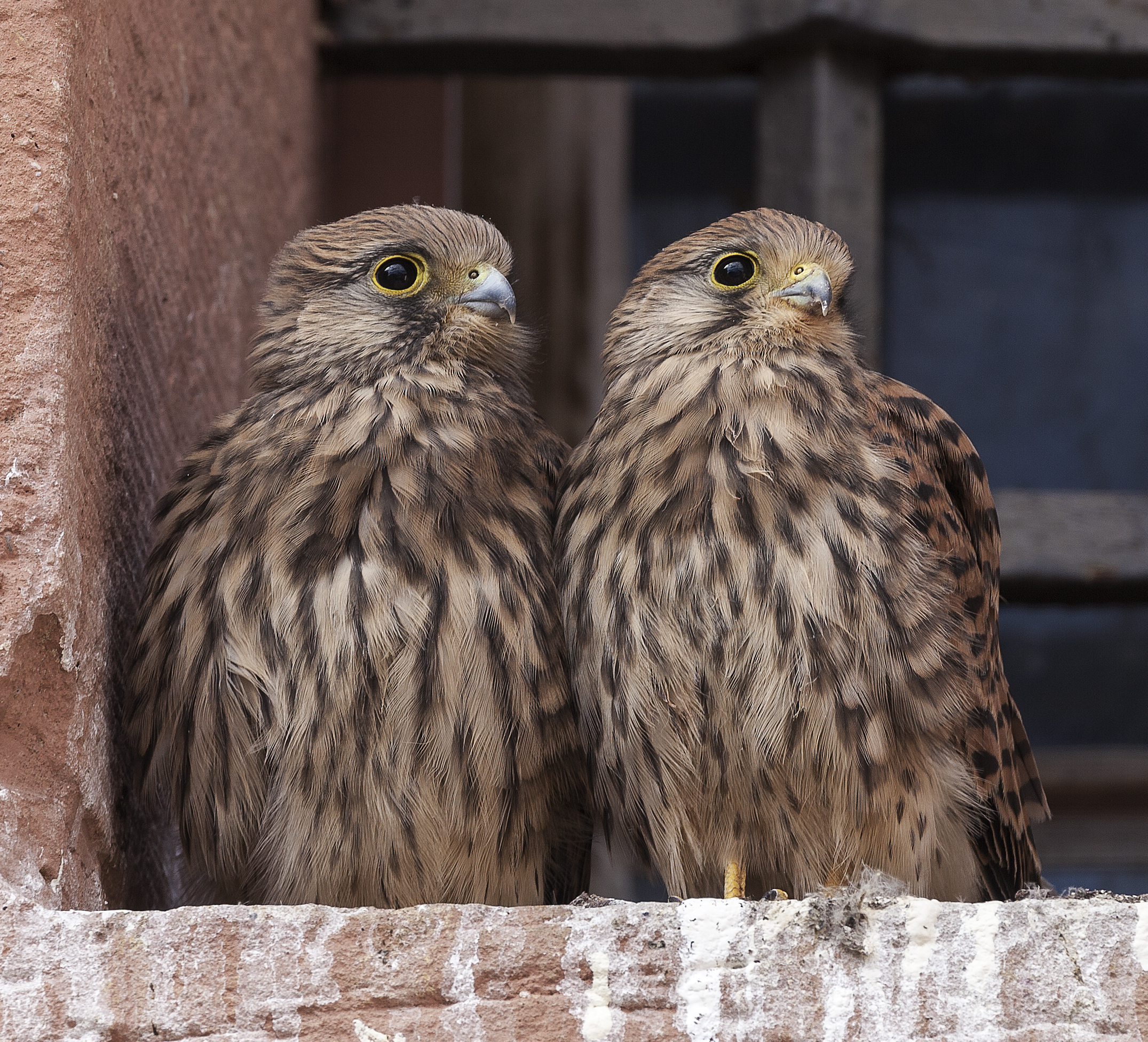
Deux jeunes crécerelles, pas encore capables de voler, en attente de nourriture, Rhénanie-Palatinat, Allemagne.
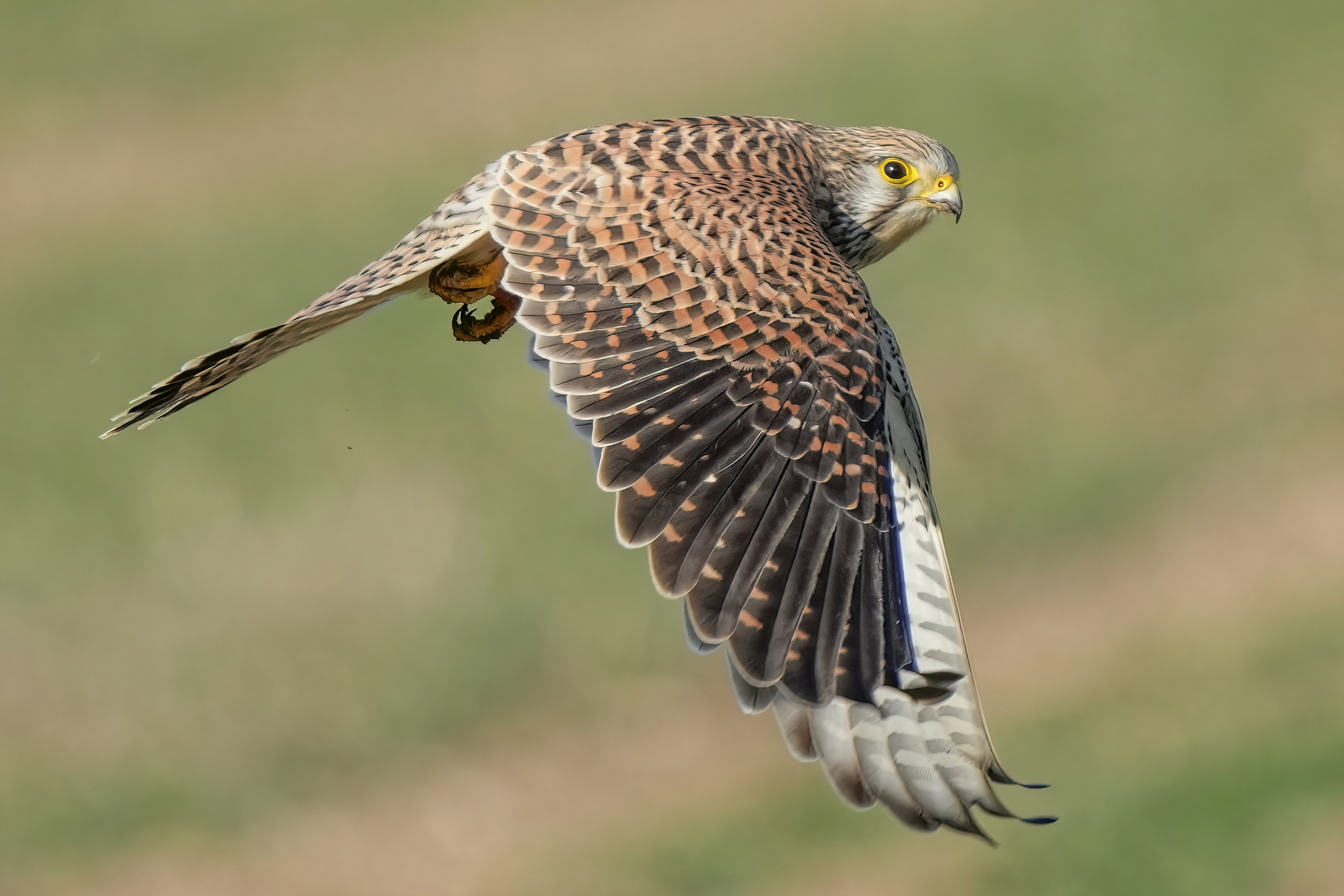
Un faucon crécerelle en vol dans le parc naturel régional Pfyn-Finges, Suisse.
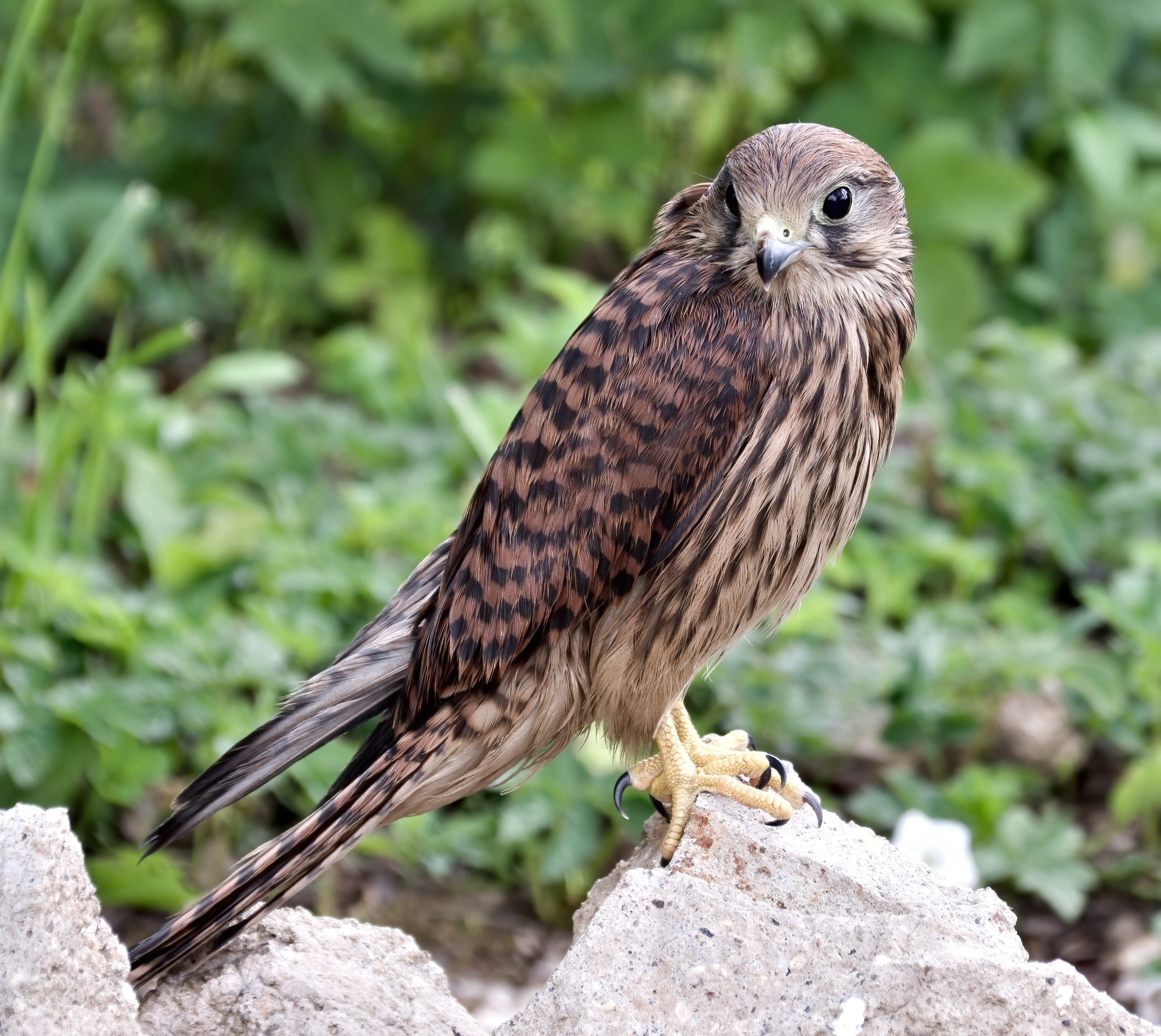
Faucon crécerelle femelle près de Moscou.

### Mue
Comme tous les oiseaux, le Faucon crécerelle se toilette régulièrement. La baignade a été rarement observée, mais est attestée. Une mue annuelle est néanmoins nécessaire pour maintenir le plumage en bon état. Les femelles commencent à muer en mai, quelques jours après avoir pondu leur premier œuf, les mâles une quinzaine de jours plus tard. Ce décalage est sans doute lié à la nécessité pour le mâle de chasser pour ravitailler sa femelle et ensuite ses poussins. En effet, la mue requiert de l'énergie, de l'ordre de 129 kJ/g, soit une hausse du métabolisme de base allant jusqu'à 30 % pour la femelle. En outre, le processus de renouvellement des plumes de vol compromet les capacités de chasse, même si l'oiseau parvient à maintenir ses performances malgré un taux important de plumes manquantes ou endommagées.
Mâle et femelle terminent la mue en même temps, ce qui signifie que le mâle mue plus rapidement que la femelle. La durée totale de la mue est d'environ 180 jours, dont 136 jours pour les plumes de vol (rectrices et rémiges) chez la femelle et 122 chez le mâle. La fabrication d'une rémige primaire prend environ 25 jours. Le Faucon crécerelle est par ailleurs capable de suspendre sa mue, probablement en raison du manque de proies pendant la période d'élevage des poussins.
La mue adulte commence par la queue et se poursuit par les couvertures alaires et le dessous, puis se termine par le dos et la tête. La séquence de mue des rémiges primaires est 4-5-6-3-7-8-2-9-10-1, deux ou trois plumes pouvant muer simultanément, celle de la demi-queue 1-6-2-3-4-5. La mue est usuellement symétrique sur les ailes et les deux côtés de la queue.

### Risques de confusion

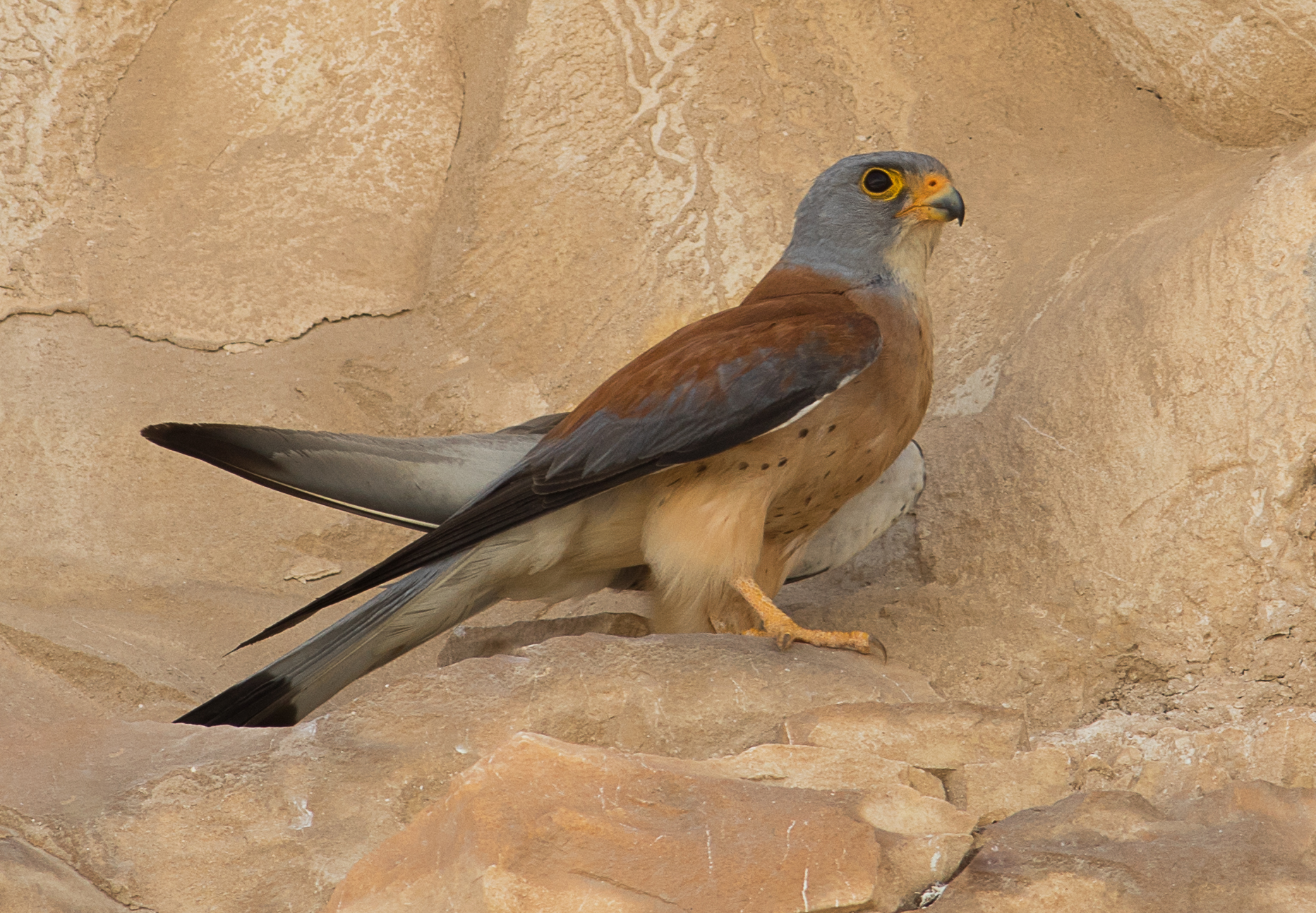
Faucon crécerellette en Israël.

En règle générale, la crécerelle se distingue assez facilement des autres rapaces par son dessus roux, contrastant avec le bout de l'aile noirâtre, et des autres faucons par le dessous des ailes pâles. En vol, surtout à contrejour, elle peut se confondre avec les autres petits faucons, voire avec l'Épervier d'Europe.
La distinction avec le Faucon crécerellette est plus délicate et représente un défi d'identification majeur quand l'oiseau est en vol. Lorsque les deux espèces sont vues ensemble, par exemple lors de la migration, la crécerellette se reconnaît à ce qu'elle bat des ailes plus rapidement en vol stationnaire. Chez la crécerellette, la moustache est moins marquée, le dessus est d'un roux plus soutenu et le dessus des ailes est faiblement barré, voire sans barres, avec une pointe grisâtre diffuse au bout de l'aile. Les deux espèces ne présentent pas la même formule alaire, ce qui donne à l'aile une allure différente, plus longue chez la crécerellette. Les ongles sont blancs et non noirs chez la crécerellette. Toutefois, les critères de plumage sont en pratique impossibles à distinguer en vol. Enfin, le cri n'est pas le même : il est plus sonore et enroué chez la crécerellette, rappelant celui de la perdrix.

## Répartition et habitat

### Répartition

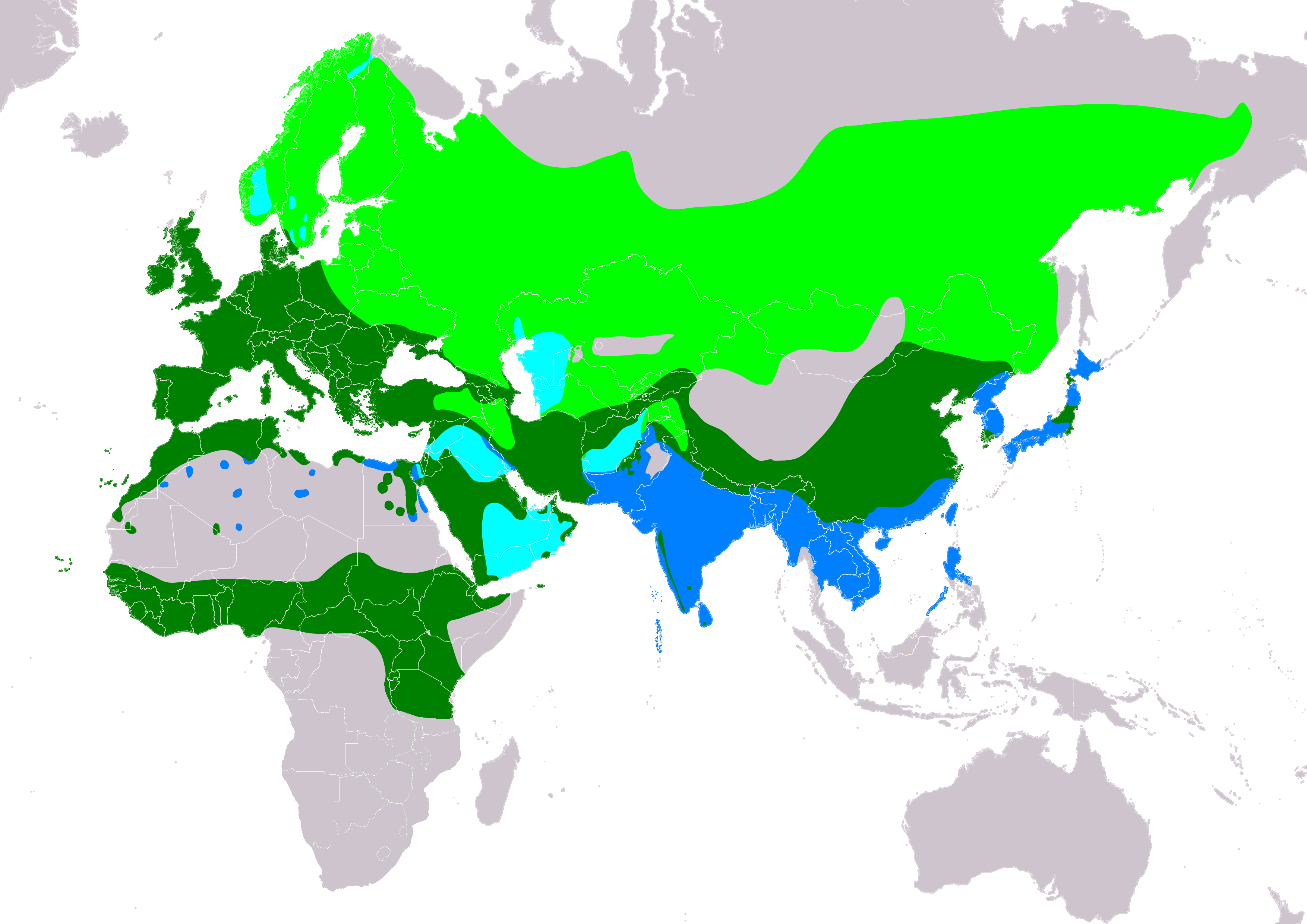
Distribution :
Résidence
Nidification
Hivernage
Migration

Le Faucon crécerelle est, parmi le groupe des crécerelles, celui qui présente la distribution la plus large. C'est aussi le faucon le plus abondant de l'Ancien Monde, avec une estimation préliminaire de 4 à 6,5 millions d'individus. On le retrouve dans la totalité de l'Europe, en Afrique, en Arabie et en Asie jusqu'au Japon.
En Europe, ses effectifs comptaient, en 2015, 819 000 à 1,21 million de couples selon Birdlife International. Jusqu'au début du XXIe siècle, il a probablement été le rapace le plus abondant en Grande-Bretagne, avant de perdre ce titre en raison du déclin de sa population et de l'augmentation des effectifs de la Buse variable. En France, il était en 2002 le rapace le plus répandu et le deuxième le plus abondant derrière la Buse variable, avec 72 500 à 101 000 couples.
Le tableau ci-dessous fournit les effectifs et leur tendance dans tous les pays où le Faucon crécerelle est documenté quantitativement, sur la base des données de BirdLife International en 2017. La qualité des données est décrite comme suit :
- en italique : bon état de connaissance — donnée quantitative fiable disponible pour l'ensemble du pays et sur toute la période ;
- en typographie normale : état de connaissance moyen — données à disposition médiocres, périmées ou incomplètes ;
- (entre parenthèses) : état de connaissance médiocre – peu connu, sans donnée quantitative disponible.

| Pays               | Nombre d'individus | Tendance depuis 2000 |
| ------------------ | ------------------ | -------------------- |
| Albanie            | 1 000-3 000        | baisse               |
| Allemagne          | 88 000-148 000     | fluctuations         |
| Andorre            | 70-80              | ?                    |
| Arménie            | 500-800            | ?                    |
| Autriche           | 15 000-24 000      | stabilité            |
| Azerbaïdjan        | (2 000-10 000)     | ?                    |
| Belgique           | 8 400-13 000       | stabilité            |
| Biélorussie        | 2 400-3 400        | stabilité            |
| Bosnie-Herzégovine | (6 000-8 000)      | ?                    |
| Bulgarie           | 8 800-19 200       | stabilité            |
| Chypre             | 6 000-10 000       | stabilité            |
| Croatie            | (18 000-20 000)    | ?                    |
| Tchéquie           | 13 140-18 980      | baisse               |
| Danemark           | 3 000              | baisse               |
| Espagne            | 45 000-68 000      | baisse               |
| Estonie            | 1 200-1 800        | hausse               |
| Finlande           | 15 400-17 400      | hausse               |
| France             | 88 000             | baisse               |
| Géorgie            | 3 000-6 000        | stabilité            |
| Gibraltar          | 16-22              | stabilité            |
| Grèce              | 16 000-24 000      | stabilité            |
| Hongrie            | 12 400-84 880      | ?                    |
| Irlande            | 24 200-84 880      | stabilité            |
| Italie             | (16 000-24 000)    | hausse               |
| Kosovo             | 500-600            | ?                    |
| Lettonie           | 256-506            | ?                    |
| Liechtenstein      | 30-50              | stabilité            |
| Lituanie           | 600-800            | hausse               |
| Luxembourg         | 1 000-1 400        | stabilité            |
| Macédoine          | (3 000-5 000)      | ?                    |
| Moldavie           | 300-400            | baisse               |
| Monténégro         | 800-1 200          | ?                    |
| Norvège            | (4 000-8 000)      | fluctuations         |
| Pays-Bas           | 6 920-10 380       | baisse               |
| Pologne            | 9 800-10 200       | stabilité            |
| Portugal           | 5 000-15 000       | ?                    |
| Roumanie           | (40 000-100 000)   | (baisse)             |
| Royaume-Uni        | 92 000             | baisse               |
| Russie             | (100 000-150 000)  | ?                    |
| Serbie             | 8 000-10 000       | stabilité            |
| Slovaquie          | 12 000-20 000      | stabilité            |
| Slovénie           | 4 000-5 000        | ?                    |
| Suède              | 9 000-16 800       | hausse               |
| Suisse             | 8 000-12 000       | hausse               |
| Turquie            | (14 000-20 000)    | (baisse)             |
| Ukraine            | 18 000-28 800      | fluctuations         |

### Habitat
Le Faucon crécerelle est un oiseau des milieux ouverts : terres cultivées, landes, pâturages, garrigues, zones marécageuses, berges de rivières et lisières de forêts. Il fréquente également les espaces définis par l'homme : accotements de routes ou de chemins de fer, bords de canaux, clairières créées par les coupes de bois. En revanche, il ne se trouve ni dans la toundra, ni dans la taïga.
Si en Grande-Bretagne il niche rarement au-delà de 500 m, son espace de vie peut s'étendre bien plus haut en altitude. En France, sa reproduction a été prouvée dans le haut Dauphiné à 2 450 m d'altitude et il a été observé à 3 580 m en Vanoise. Il a été vu à 2 540 m dans les Alpes kamniques, en Slovénie, à 2 200 m dans la province autrichienne de Carinthie et à plus de 3 000 m dans les Alpes suisses.

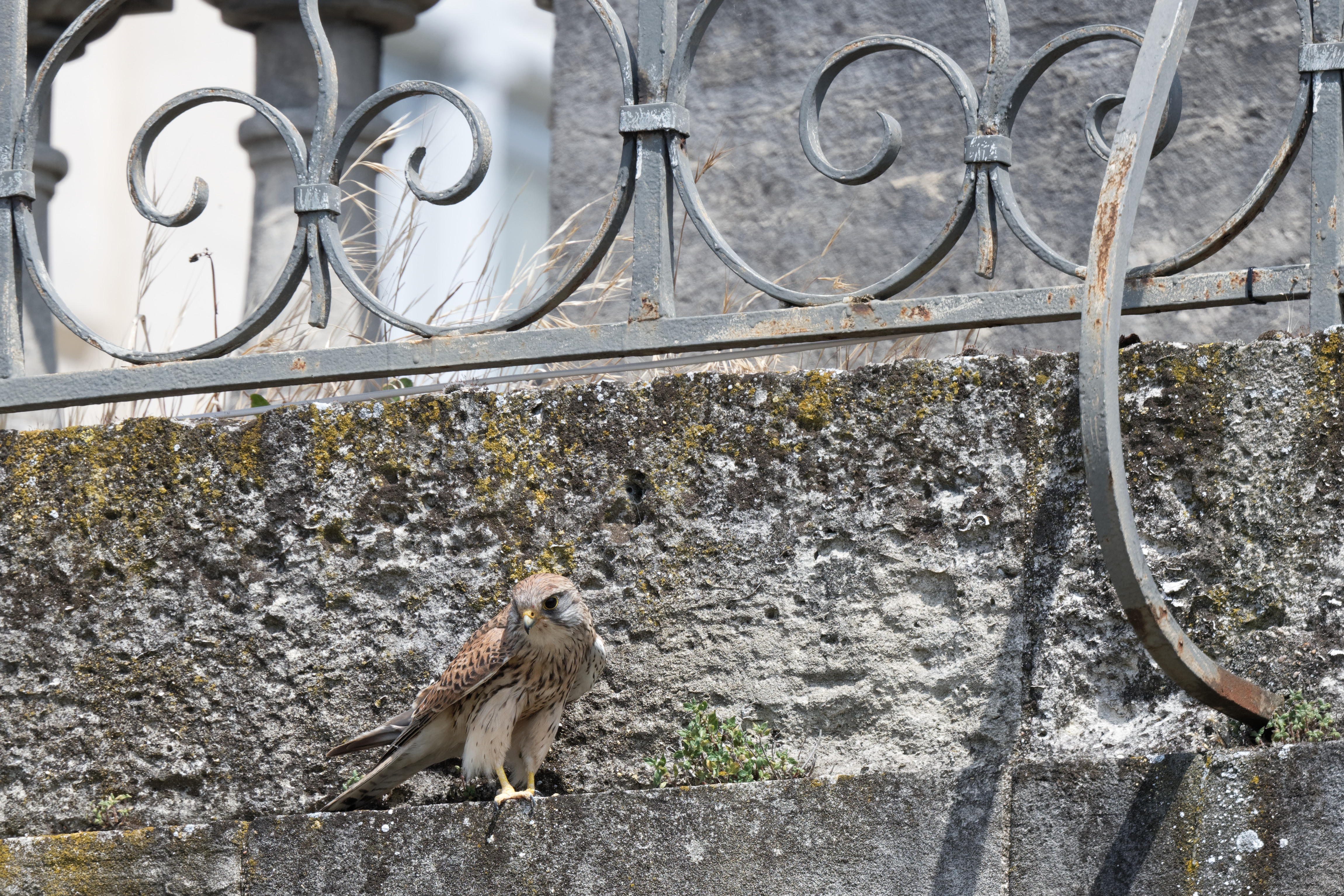
Faucon crécerelle de type femelle sur le mur extérieur du château de Vincennes, en France.

Depuis la seconde moitié du XIXe siècle, il se plaît en ville, où il tire parti des rongeurs et des oiseaux urbains, au point que sa densité a augmenté dans les aires urbaines au cours des dernières décennies. Ces populations urbaines ont été décrites notamment à Barcelone, à Berlin, à Bratislava, à Paris, à Rome, à Varsovie ou à Vienne, en Autriche. À Paris, sa nidification est signalée dès 1840 sur la cathédrale Notre-Dame de Paris, à l'église Saint-Étienne-du-Mont et au lycée Henri-IV. En 2015-2018, ses effectifs étaient estimés à 25-35 couples intra-muros et 150-200 couples dans le Grand Paris, en baisse sur dix ans, avec des nids notamment à Notre-Dame, l'Arc de triomphe de l'Étoile, le Dôme des Invalides ou le château de Vincennes, qui a abrité jusqu'à douze couples en 2019.
Plusieurs travaux ont porté sur le régime alimentaire et le succès reproducteur de la crécerelle en milieu urbain. En Tchéquie, en Pologne et en Italie centrale, le taux de reproduction s'est avéré meilleur en ville que dans des zones rurales, mais ces études ne prenaient pas en compte la différence de type de nid — nids naturels ouverts à la campagne et cavités de bâtiments, plus protégées, en ville. À Berlin, qui compte 200 à 250 couples nichant surtout dans des nichoirs, le succès reproducteur a été identique entre le centre-ville, une zone mixte et la banlieue. Vienne possède la densité la plus élevée de crécerelles urbaines non-coloniales, avec 89–122 couples reproducteurs aux 100 km2 en 2010 : les crécerelles tirent parti des nombreuses cavités dans les bâtiments historiques. Le taux d'éclosion est moindre et le nombre de jeunes à l'envol est plus faible que dans la banlieue de la ville, sans doute en raison d'une nourriture moins disponible : les micromammifères présents mènent une vie nocturne, alors que la crécerelle est un prédateur essentiellement diurne, qui ne chasse pas sous les lumières artificielles. En s'installant en ville, les Faucons crécerelles pourraient donc se tromper sur la qualité réelle de leur environnement et tomber dans un piège écologique.

### Migration
Selon les régions, les Faucons crécerelles sont migrateurs, migrateurs partiels, erratiques ou sédentaires. Migrateurs en Europe du Nord, ils sont de plus en plus sédentaires au fur et à mesure que l'on descend au sud. Les reprises de bagues ornithologiques montrent par exemple que les crécerelles de Finlande hivernent entre le Portugal et la Bulgarie, ceux de Bavière en Espagne, ceux de Malte en Tunisie, et ceux du Schleswig-Holstein de l'Italie du Nord à l'Espagne. Les distances peuvent toutefois être beaucoup plus importantes, avec traversée du Sahara : une étude menée sur 3 070 crécerelles baguées en Allemagne montre des trajets allant de 2 375 à 4 548 km pour les juvéniles. De manière générale, les juvéniles et les femelles parcourent des distances plus importantes respectivement que les adultes et que les mâles. Les populations des villes, des îles et à proximité des côtes atlantiques sont sédentaires. En France, la population est quasi-sédentaire, même si en cas d'hiver rigoureux les oiseaux peuvent descendre massivement au sud.
Le front de migration de la crécerelle est assez large. On n'observe donc pas de grandes concentrations dans de hauts lieux de migration. Ainsi n'ont été recensés que 699 oiseaux en 2001 à Falsterbo, à l'extrême sud de la Scanie, 660 au maximum à Skagen, à l'extrême nord du Jutland, et moins de cent au détroit du Bosphore. En comparaison, près de 7 000 Bondrées apivores et des milliers de Buses variables rapaces passent à Falsterbo chaque année.
La migration d'automne est lancée par les juvéniles en septembre et octobre. La migration de printemps commence en février dans le sud de l'Europe et début mars en Afrique. Elle peut durer assez longtemps : des oiseaux bagués en Bavière ont été repris début mai au cap Bon, à la pointe nord-est de la Tunisie.

## Écologie et comportement

### Territoire et domaine vital

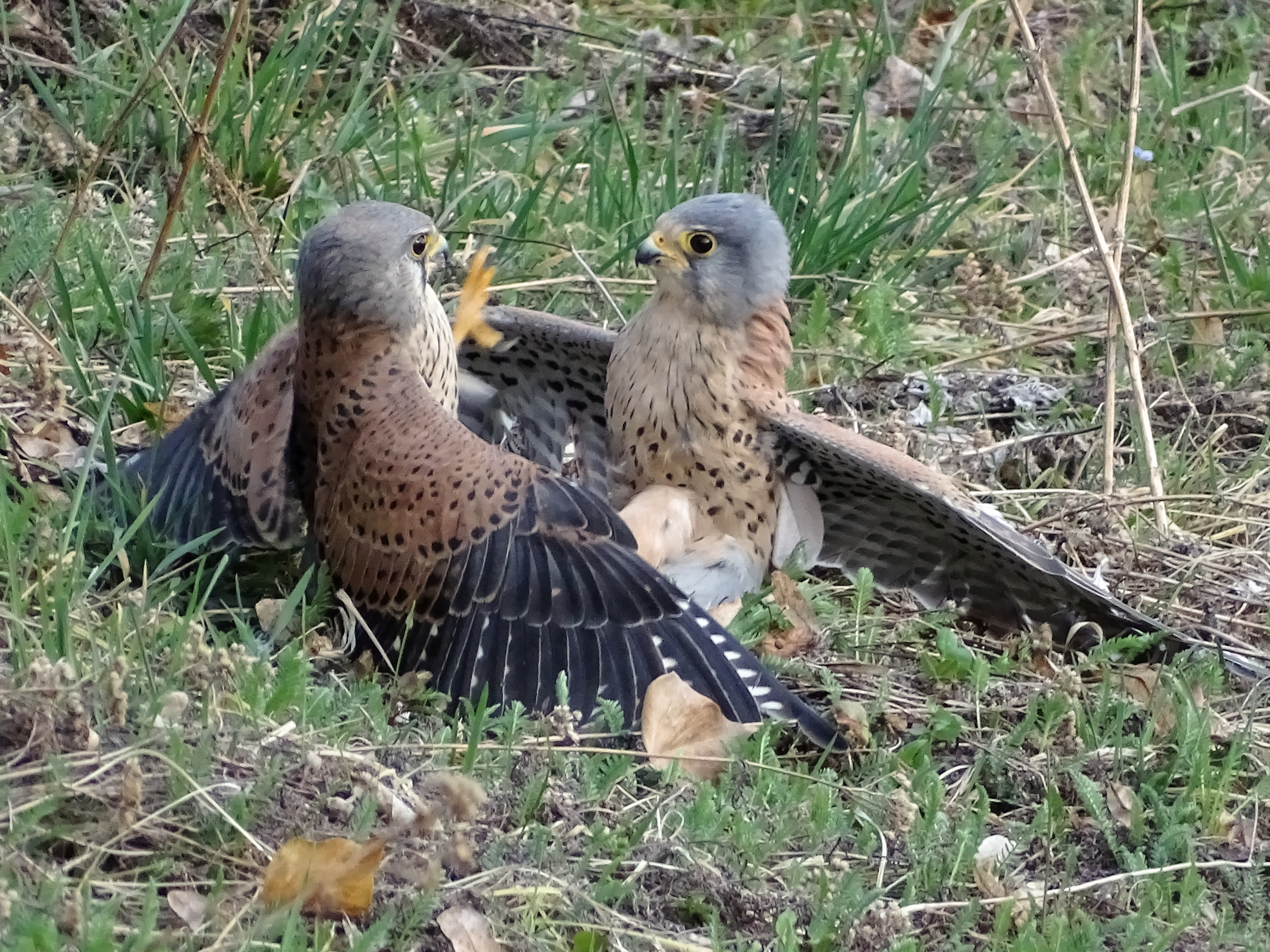
Deux Faucons crécerelles mâles en train de se battre au sol en Styrie, Autriche.

Le territoire est l'espace défendu par le Faucon crécerelle, entre autres contre les autres crécerelles, tandis que son domaine vital est l'espace dans lequel il vaque à ses activités quotidiennes et notamment recherche sa nourriture. Le domaine vital peut être plus étendu que le territoire, mais jamais l'inverse. Sa superficie varie d'environ 5 km2 quand la densité en campagnols est faible, à moins de 1 km2 quand les campagnols abondent, en automne.
Le comportement territorial des crécerelles varie suivant le type d'habitat et la période de l'année. Une étude britannique a porté sur deux zones différentes. Dans les terres agricoles du centre-est de l'Angleterre, les crécerelles sont majoritairement sédentaires, les couples tendent à rester ensemble toute l'année et les territoires sont stables. Dans les prairies à moutons d'Eskdalemuir, en Écosse, les crécerelles sont largement migratrices : un ou les deux membres du couple partent après la période de reproduction et de nouveaux oiseaux arrivent pour prendre possession de territoires d'hiver. Au fur et à mesure, le nombre de crécerelles décline et les oiseaux restants en profitent pour accroître la taille de leur territoire. Au printemps, les crécerelles migratrices reviennent et se taillent de nouveaux territoires aux dépens des faucons hivernants. Celles qui se sont déjà reproduites là précédemment sont alors susceptibles de reformer un couple avec leur conjoint précédent, s'il est également présent. Les couples continuent en été de défendre un territoire autour du nid dont la taille varie selon les couples et les années, mais les domaines vitaux peuvent se recouper avec ceux des voisins.
La défense du territoire contre les autres crécerelles peut aller du simple raccompagnement à la frontière au combat au sol, serres contre serres. Quand les mâles en chasse se rencontrent sur une portion commune de leurs domaines vitaux, l'été, une brève joute aérienne peut se produire, puis chacun reprend sa chasse de son côté. À l'automne, il est fréquent de voir plusieurs jeunes crécerelles non apparentées chasser au même endroit, avec des combats sporadiques mais parfois assez violents entre jeunes ou entre jeunes et résidents.

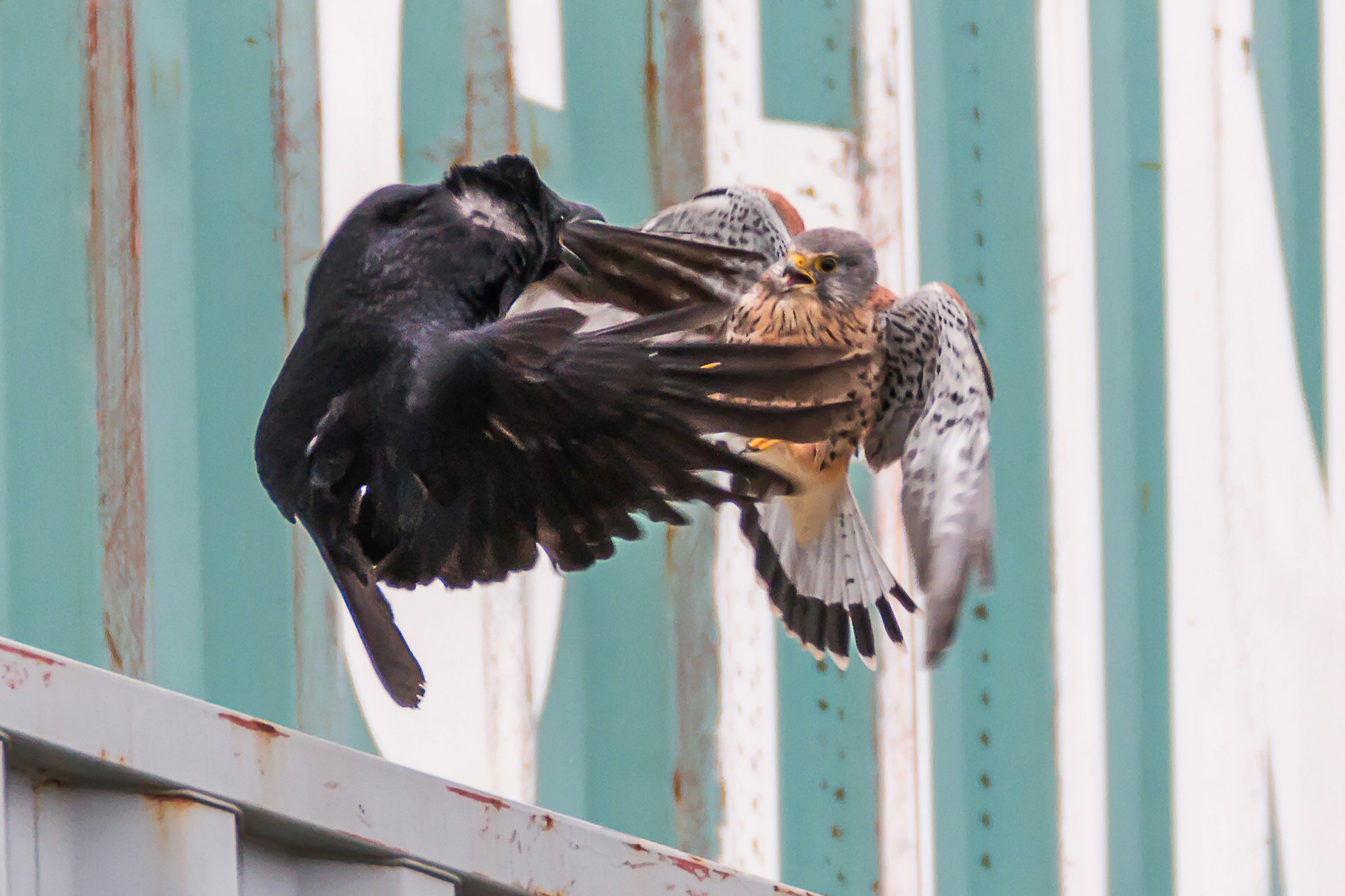
Combat entre une Corneille noire (à gauche) et une crécerelle mâle (à droite), dans le Suffolk, au Royaume-Uni.

Ces comportements de défense peuvent avoir plusieurs finalités : en hiver, le but est plutôt de protéger l'approvisionnement en nourriture. En été, cette nécessité est moindre du fait de l'abondance des proies. Il s'agit alors pour la crécerelle de protéger l'accès à son partenaire : dans une expérience où des crécerelles sauvages ont été mises en présence d'un individu en cage, les mâles ont systématiquement répondu agressivement à la présence d'un autre mâle, mais ont effectué des parades nuptiales dans un tiers des cas quand il s'agissait d'une femelle. Inversement, les femelles se montrent agressives vis-à-vis des autres femelles avant la ponte et après l'éclosion, mais la moitié sollicite l'intrus mâle.
La crécerelle défend également avec vigueur son territoire contre les autres rapaces, même beaucoup plus gros qu'elle. Elle attaque à vue les corvidés, en particulier la Pie bavarde, identifiée comme le premier prédateur des juvéniles au nid dans une étudie menée en Westphalie orientale. La Buse variable est l'une des victimes les plus fréquentes des attaques de crécerelle. Pendant la période de reproduction, le Faucon crécerelle s'en prend également à tout autre intrus considéré comme un danger pour le nid, y compris par exemple le Goéland marin ou le Faucon kobez. Inversement, les jeunes crécerelles sont fréquemment houspillées par les corvidés à l'automne.

### Alimentation

#### Régime alimentaire

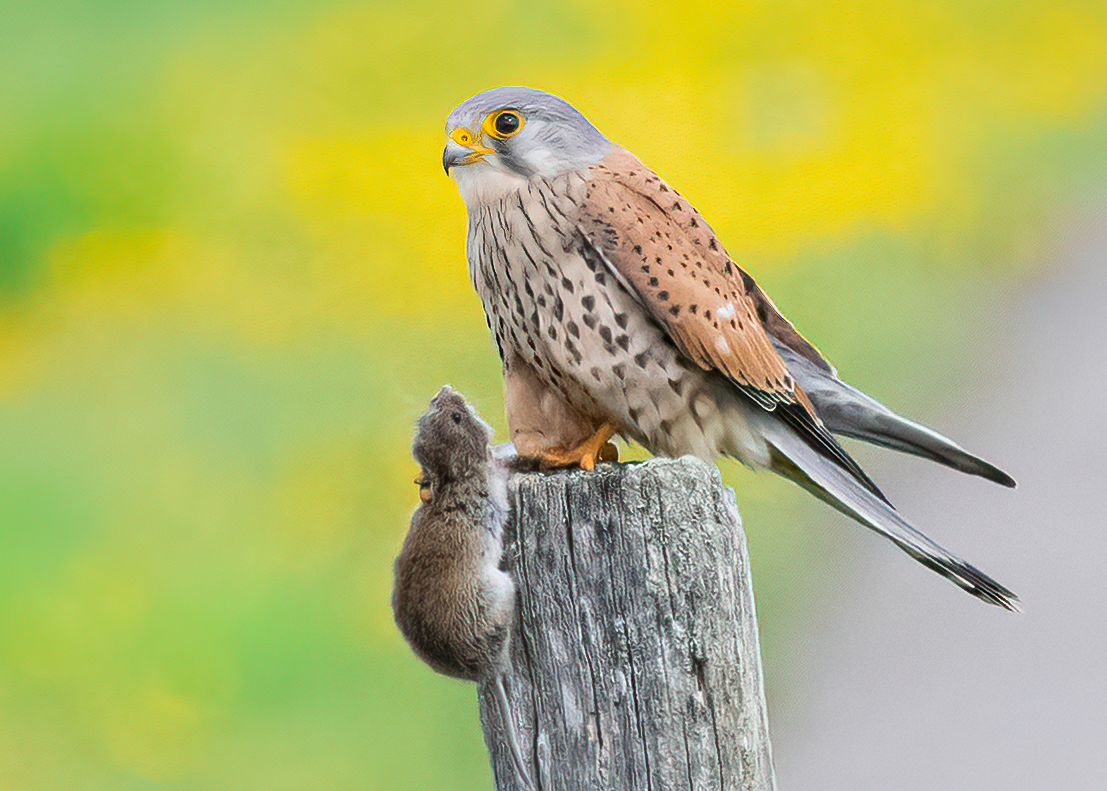
Mâle ayant attrapé un campagnol, parc national De Biesbosch, Pays-Bas.

Le Faucon crécerelle est très adaptable et se nourrit pratiquement de tout ce qu'il peut tuer. Son régime alimentaire est donc variable selon les populations et même les individus, mais aussi selon la période de l'année. Dans le nord de l'Europe, le Faucon crécerelle est un spécialiste des micromammifères,, tandis que dans le pourtour méditerranéen, c'est un prédateur généraliste qui se nourrit également de passereaux, d'insectes, de reptiles, d'amphibiens, de chauves-souris et de vers de terre.
Comme beaucoup d'oiseaux, le Faucon crécerelle produit des pelotes de réjection composées des éléments non digérés de son alimentation (poils, os, etc.), régurgitées 24 heures après l'ingestion. Ces pelotes sont faciles à trouver près de son dortoir et de son nid, ce qui permet à son régime alimentaire d'être bien connu, mieux que celui d'autres rapaces diurnes. En revanche, cette méthode conduit à sous-estimer la part des proies formées de tissus mous ou encore des oiseaux, dont les plumes sont réduites en poudre dans le gésier. L'analyse doit donc être complétée par l'observation de l'oiseau en chasse ou des restes trouvés près des nids.
Parmi les mammifères, la crécerelle se nourrit avant tout de campagnols du genre Microtus et plus minoritairement de mulots et de souris, au point que sa productivité dépend des cycles reproductifs (pullulations) des campagnols. Dans des études menées près d'Eskdalemuir, en Écosse, et dans le centre-est de l'Angleterre, le Campagnol agreste représente respectivement 80 % et 75 % des pelotes recueillies. Dans le polder du Flevoland de l'Est, aux Pays-Bas, les Campagnols des champs composaient 87 % des mammifères proies. Cette prépondérance des rongeurs se retrouve dans d'autres zones du monde, par exemple dans la réserve naturelle de Zuojia, dans le nord-est de la Chine, où pendant la saison de reproduction, ils forment 93,9 % en nombre de proies et 97 % en biomasse. Faute de ses proies favorites, le Faucon crécerelle peut s'attaquer à de jeunes lapins de garenne, lièvres, écureuils ou rats. Il se nourrit également de taupes, voire de musaraignes, même si, du fait de leur goût désagréable, les juvéniles au nid ne les mangent que s'ils n'ont pas d'autre choix. La capture de belettes est rare, mais a été attestée par piège photographique.

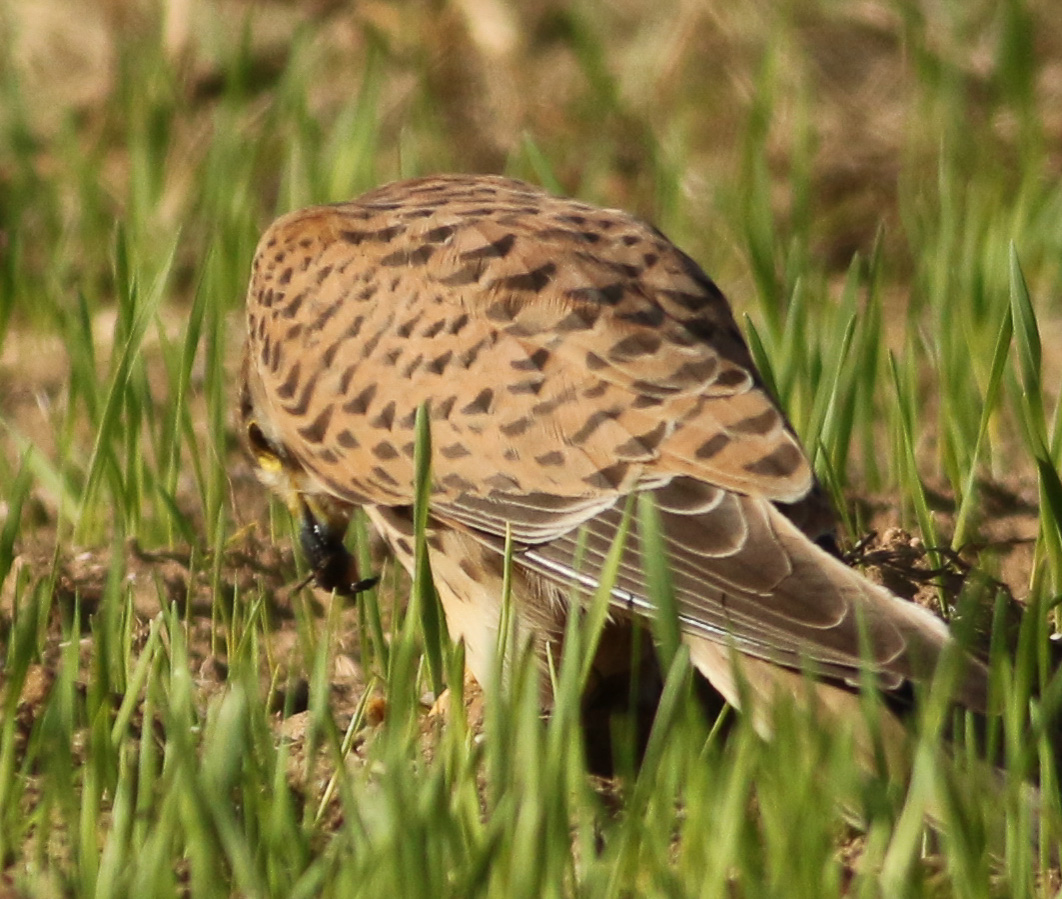
Femelle mangeant un coléoptère, Israël.

La crécerelle se nourrit également d'insectes, aussi bien de grands orthoptères (grillons, sauterelles et criquets) que d'espèces plus petites, comme les fourmis et les termites. Dans une étude menée dans la province d'Alicante, une zone semi-aride du sud-est de l'Espagne, des insectes ont été trouvés dans 89,9 % des 571 pelotes analysées, contre 7,5 % d'oiseaux, 2,5 % de mammnifères et 0,08 % de reptiles. Les mammifères représentaient toutefois 62,3 % de la biomasse ingérée, contre 23,80 % pour les oiseaux et 12,28 % pour les insectes. Ces derniers étaient à plus de 50 % des orthoptères, à près de 15 % des hyménoptères et à 13,3 % des coléoptères. Des pelotes analysées en Écosse, dans les Pentland Hills, au sud-ouest d'Édimbourg, montrent les restes de Géotrupes des bois, de plusieurs coléoptères de la famille des Carabidae et des Silphidae parmi les mâchoires de Campagnol agreste et les queues de lézard.
Comparée à d'autres rapaces, comme l'Épervier d'Europe et le Faucon pèlerin, la crécerelle n'est pas un très bon chasseur d'oiseaux. Dans une étude menée quatre hivers durant en East Lothian, en Écosse, les Faucons crécerelles ont visé les oiseaux qui partagent leur habitat : le Pipit des prés, l'Alouette des champs et l'Étourneau sansonnet en habitat ouvert, le Moineau domestique en zone urbaine. Dans l'île de Bardsey, au pays de Galles, l'analyse de 300 pelotes sous le dortoir d'un mâle a montré 40 Troglodytes mignons, 49 Roitelets huppés, 20 Rouges-gorges familiers, des Accenteurs mouchets, des Pouillots véloces, des Pinsons des arbres, un Pipit farlouse, un Pipit spioncelle et une Alouette des champs. La crécerelle est capable de s'en prendre à des oiseaux de même gabarit qu'elle, comme la Tourterelle des bois, la Tourterelle turque, le Choucas des tours, le Vanneau huppé ou la Bécassine des marais. Elle a été observée cherchant (en vain) à capturer des poussins de Moineau domestique encore au nichoir ou encore des canaris en cage sur un balcon. En saison, elle fait des razzias parmi les juvéniles dans les dortoirs, notamment de Sterne naine. Elle exploite les élevages de gibier à plume non protégés, ce qui lui vaut sa mauvaise réputation auprès des garde-chasses : si elle est incapable de s'en prendre aux adultes, elle prélève les juvéniles de Faisan de Colchide, de Perdrix grise, voire de Lagopède d'Écosse.

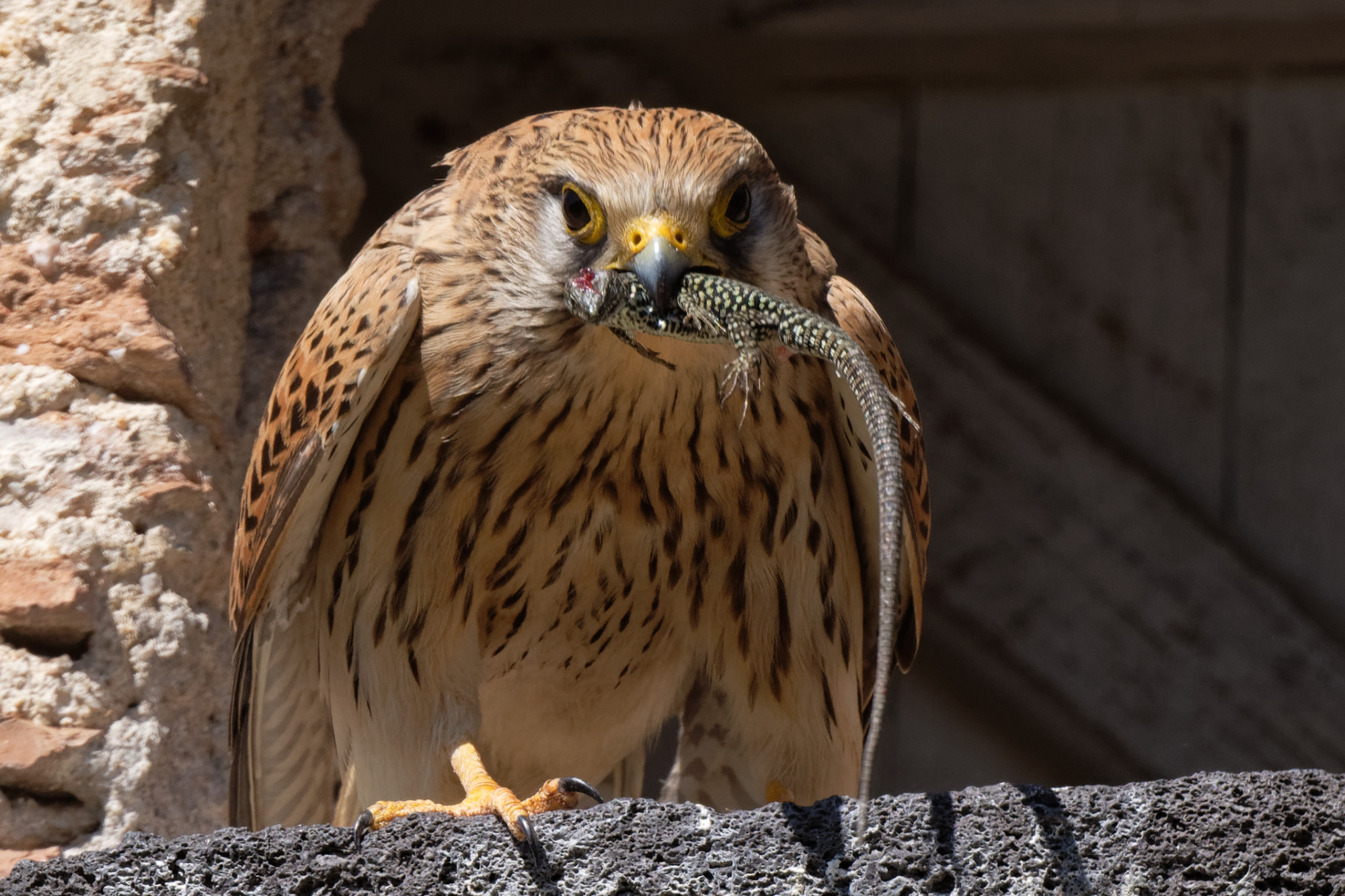
Femelle à son aire avec un lézard, Auvergne.

Les reptiles peuvent constituer la majorité des vertébrés consommés dans les zones les plus chaudes de son aire de répartition. Les proies incluent le Lézard des murailles, le Lézard sicilien, le Lézard vivipare, le Lézard des souches, l'Orvet commun et plus rarement des serpents, même si certaines populations semblent s'être spécialisées. Ainsi, dans une zone urbaine d'Algérie, 12 % des proies étaient des serpents, notamment des Couleuvres fer-à-cheval, des Couleuvres vipérines et des Couleuvres de Montpellier,. Les amphibiens semblent beaucoup plus rares et ne sont sans doute mangés que pendant leur brève période de reproduction.
Oiseau crépusculaire aussi bien que diurne, le Faucon crécerelle chasse également les chauves-souris. Dans une étude menée auprès de crécerelles urbaines à Bardejov, une petite ville fortifiée de Slovaquie, les rapaces se sont spécialisés dans la chasse des Martinets noirs et des chauves-souris (la Noctule commune et des oreillards), en utilisant notamment une technique originale : ils attendent en embuscade, posés en haut d'un bâtiment, 50 cm au-dessus d'une bouche d'aération servant de dortoir aux martinets ou aux chauves-souris, avant de fondre sur leur proie dès qu'elle émerge de son refuge.
Plus anecdotiquement, le Faucon crécerelle a déjà été vu en Grande-Bretagne attraper du poisson et des crabes. Des restes d'escargots ont été trouvés dans ses pelotes dans la vallée du rift du Jourdain, en Israël.

#### Techniques de chasse

##### Capacités visuelles

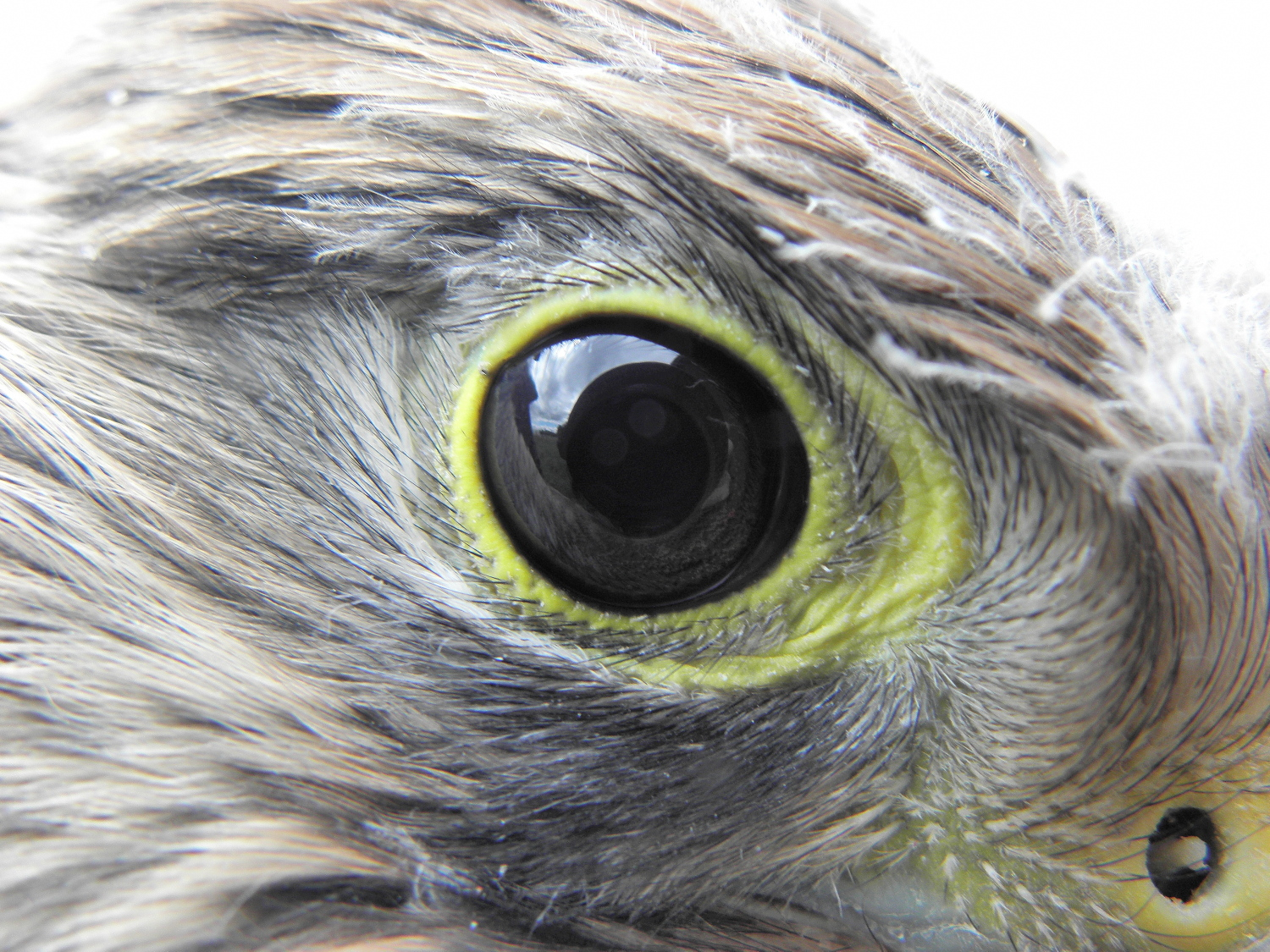
Œil d'un Faucon crécerelle.

Pour localiser ses proies, le Faucon crécerelle s'appuie sur son sens de la vue. Comme tous les falconiformes, il dispose de deux fovéas, zones de la rétine où la vision des détails est la plus précise, contre une seule chez l'humain. Une étude réalisée sur la Crécerelle d'Amérique montre que son acuité visuelle est comparable à celle de l'humain malgré une taille de l'œil deux fois moindre, tandis que d'autres études suggèrent une acuité deux fois meilleure pour les rapaces que pour les humains, mais une dégradation rapide quand la luminosité baisse. Les faucons sont également capables de décomposer des mouvements plus rapides que l'œil humain, ce qui leur permet de suivre plus facilement les proies en déplacement.
Une étude de 1995 suggère que le Faucon crécerelle verrait dans l'ultraviolet, ce qui lui permettrait de suivre les traces d'urine et de fèces laissées par les campagnols, ces traces étant visibles en lumière ultraviolette (320-400 nm). Toutefois, une expérience de 2013 montre que le facteur de transmission des ultraviolets dans l'œil des faucons chute sensiblement en deçà de 400 nm pour atteindre zéro à 340 nm. Les chercheurs ont également mesuré la réflectance UV de l'urine et des fèces du Campagnol des bois et du Campagnol agreste, sans retrouver les chiffres publiés en 1995, et concluent que davantage de recherches sont nécessaires. La question reste donc ouverte.

##### Vol «en Saint-Esprit»

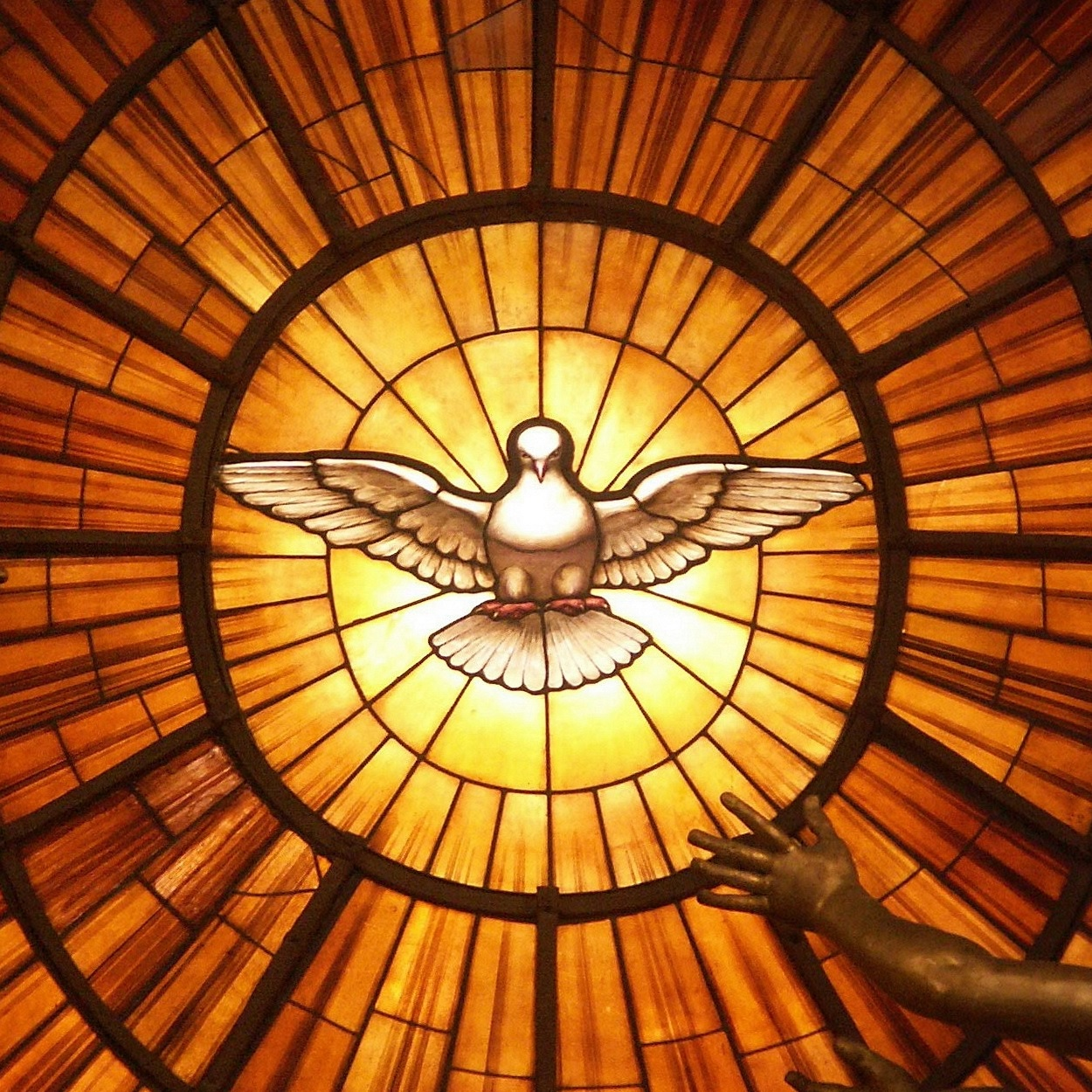
Le Saint-Esprit représenté comme une colombe à la basilique Saint-Pierre de Rome.

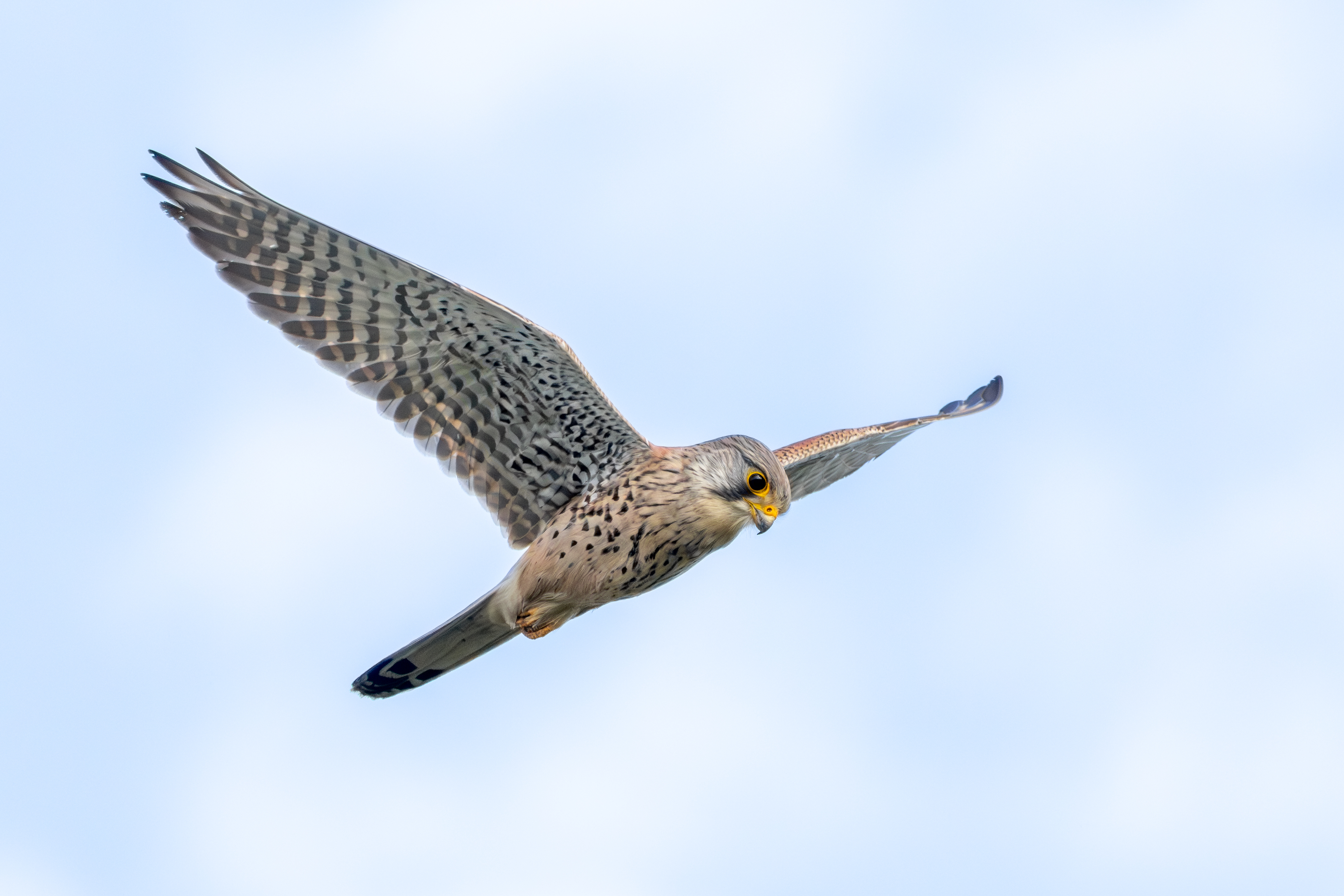
Faucon crécerelle en vol stationnaire à la recherche d'une proie, Val-d'Oise, France.

Pour rechercher ses proies, le Faucon crécerelle possède deux méthodes principales. Dans le vol dit « en Saint-Esprit », il arrive en vol sur un lieu choisi et après une brève montée en altitude, pratique un face au vent en battant des ailes continuellement et en baissant la tête pour observer le sol pendant quelques secondes, avant de repartir vers un autre lieu pour renouveler son vol stationnaire. Même s'il n'est pas le seul rapace à pratiquer cette technique, elle lui est étroitement associée, au point qu'en anglais, l'un de ses noms vernaculaires est windhover, de to hover, voler de manière stationnaire et wind, le vent.
Au contraire des oiseaux-mouches, la crécerelle n'est pas capable d'un vrai vol stationnaire : en l'absence de vent, elle ne peut rester sur place qu'une à deux secondes. Elle a besoin d'un minimum de vent pour générer de la portance qui, additionnée à la poussée des ailes, permet d'équilibrer les forces de poids et de traînée. Le vol du Saint-Esprit se décompose donc en périodes de vol battu et de vol plané, la proportion entre les deux variant selon la vitesse du vent et l'inclinaison du sol. Ainsi, quand il est au-dessus d'une pente, le Faucon crécerelle ne pratique le vol en Saint-Esprit que du côté au vent. Durant une séquence de Saint-Esprit, il garde la tête parfaitement fixe : dans une étude réalisée avec une caméra haute vitesse, l'oiseau a bougé la pointe du bec de moins de 6 mm dans chaque direction par un vent de 17 à 27 km/h.
Le vol en Saint-Esprit est très efficace : une étude menée aux Pays-Bas montre que son rendement moyen est de 2,82 proies par heure, contre 0,31 pour l'utilisation des courants aériens et 0,21 pour le vol depuis un perchoir. Ainsi, la chasse en vol du Saint-Esprit représentait 76 % des proies capturées. Pour autant, la crécerelle y consacre relativement peu de temps, de l'ordre de deux heures par jour, là où les passereaux passent le plus clair de leur journée à chercher de la nourriture. La différence tient à ce que le vol en Saint-Esprit est particulièrement énergivore. Plus il incorpore de vol plané, plus il économise de l'énergie : dans le film haute vitesse mentionné plus haut, l'oiseau a plané entre 7 et 21 % à chaque séquence de Saint-Esprit, ce qui lui a permis d'économiser 25 à 44 % de l'énergie qui aurait été nécessaire pour un vol battu à cette vitesse de vent.

##### Chasse au perchoir
Le Faucon crécerelle peut aussi chasser depuis un perchoir, technique qui requiert une faible dépense énergétique et est donc beaucoup utilisée pendant la saison froide. Il utilise n'importe quel promontoire d'où il peut surveiller les alentours : poteaux de téléphone ou d'électricité, arbres, bâtiments, piquets de clôture et même véhicules à l'arrêt. Il change de perchoir à peu près toutes les 5 à 10 minutes. Quand il a repéré sa proie, il fond directement sur elle ou prend de l'atltitude pour passer en Saint-Esprit.

##### Cleptoparasitisme
Le Faucon crécerelle pratique le cleptoparasitisme, c'est-à-dire qu'il vole sa proie à un autre prédateur : autre crécerelle, Épervier d'Europe, Faucon hobereau, Pie bavarde, Hibou des marais, mais aussi des mammifères comme la belette. Ce comportement est plus fréquent quand il ne peut pas se nourrir de manière classique, notamment du fait du mauvais temps. Dans une étude menée dans les marais de Rochefort, dans l'ouest de la France, des crécerelles ont régulièrement tenté de voler des Campagnols des champs à des Hiboux des marais, une espèce pourtant plus grande qu'elles, en particulier quand les vents étaient trop faibles pour chasser en Saint-Esprit. Un couple de crécerelles opérait de concert : la femelle prenait l'initiative de l'attaque, puis les deux oiseaux harcelaient le hibou jusqu'à ce qu'il lâche sa proie et le mâle piquait pour récupérer la proie avant qu'elle ne touche terre.
Réciproquement, la crécerelle peut être victime de cleptoparasitisme de la part de mêmes espèces qu'elle cible : Épervier d'Europe, Hibou des marais, Faucon pèlerin. Dans une étude menée près de Chełm, dans le sud-est de la Pologne, sur trois ans, elle a également été l'objet de tentatives de vol de la part de plusieurs Corvidés : Corneille mantelée, Choucas des tours, Corbeau freux et Grand Corbeau. Dans cette étude, le phénomène a concerné 19,3 % des proies capturées (21,3 % en biomasse), au point que certains individus ont abandonné cette zone de chasse.

##### Autres techniques de chasse

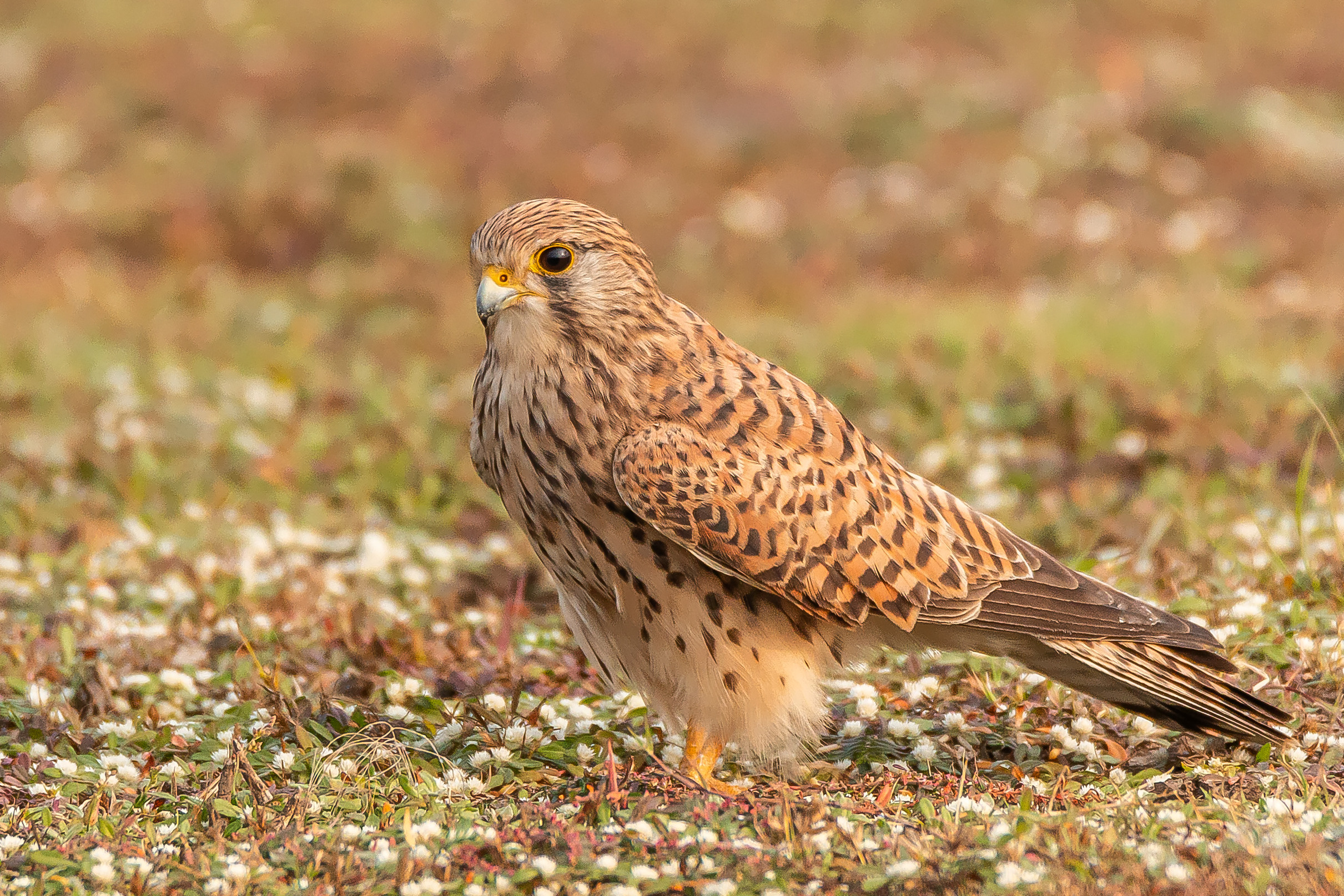
Femelle chassant des insectes au sol, Hyderabad, Inde.

Le Faucon crécerelle pratique également le vol à voile, c'est-à-dire qu'il vole en profitant des courants ascendants, mais cette technique est moins utilisée que le vol en Saint-Esprit, parce qu'elle requiert des courants adaptés, mais aussi parce qu'elle est moins efficace pour rechercher des petits rongeurs, sa proie principale dans certaines zones. Elle l'est en revanche beaucoup plus pour capturer de petits oiseaux, car elle permet l'élément de surprise. Durant ces séquences, le faucon se déplace constamment, en s'arrêtant parfois pour passer en Saint-Esprit.
La crécerelle chasse fréquemment au sol, notamment une fois qu'elle s'y trouve après une attaque infructueuse depuis un vol en Saint-Esprit ou depuis un perchoir. Cette technique de chasse concerne surtout des petites proies, typiquement des coléoptères.
En règle générale, le Faucon crécerelle n'est pas charognard, mais il a été observé se nourrissant d'animaux tués en bord de route, par exemple de lapins et de faisans dans le Galloway, en Écosse.

##### Mise à mort des proies

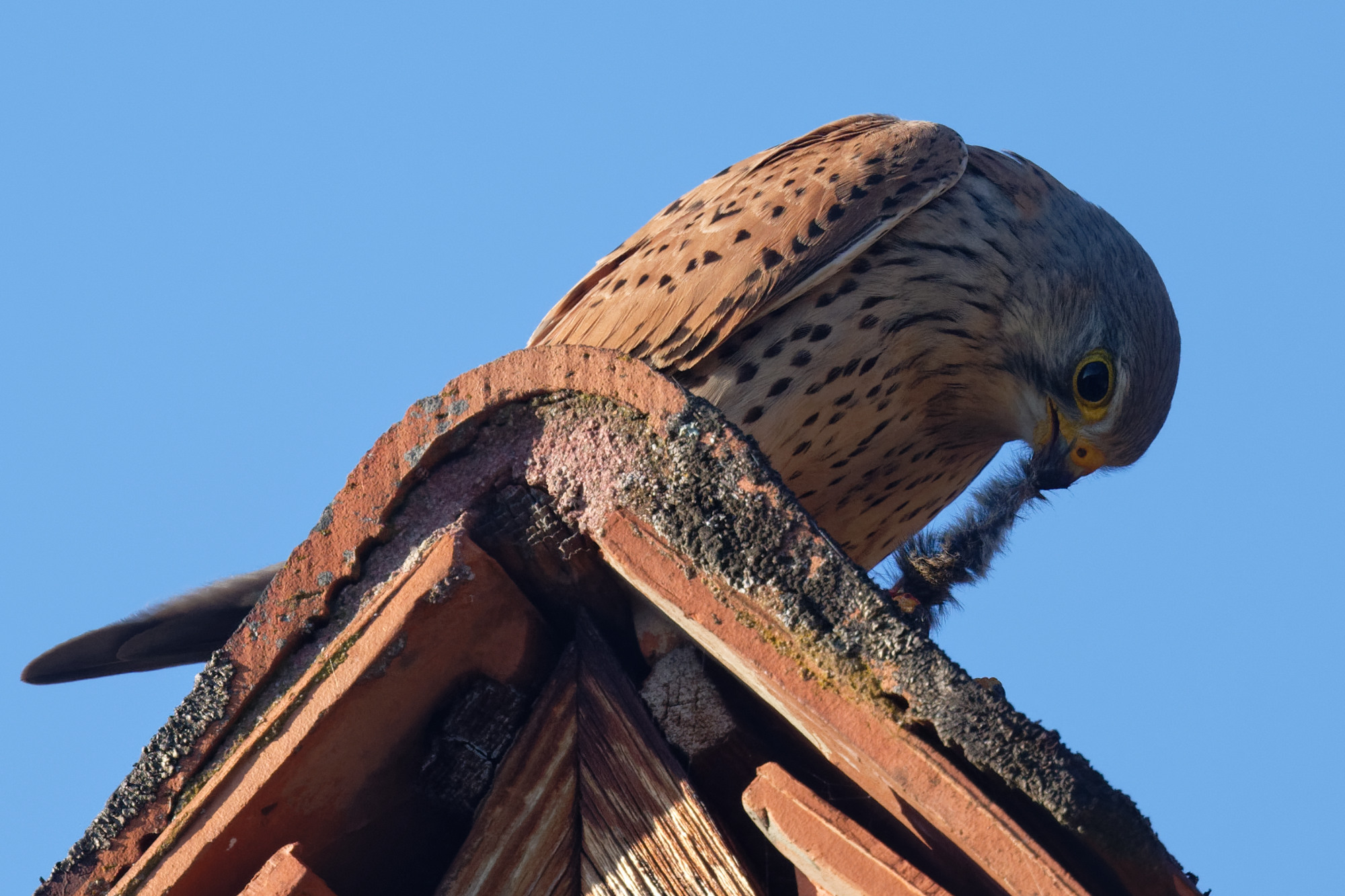
Mâle en train de dépecer un micrommamifère en Auvergne, France.

La proie localisée, le Faucon crécerelle interrompt son vol stationnaire et fond sur elle en piqué dans un vol silencieux pour la surprendre et l'attraper avec ses serres. Les invertébrés sont généralement dévorés à terre, tandis que les mammifères et les oiseaux sont transportés jusqu'à un perchoir. La crécerelle administre ensuite un ou deux coups de bec à la base du cou. On a longtemps pensé que ces coups de bec servaient à tuer la proie, mais des études suggèrent que le but est plutôt de neutraliser le système nerveux central de sa proie pour l'empêcher de fuir, la pression exercée par les serres étant suffisante pour étouffer la proie par compression thoracique. Les oiseaux sont plumés avant d'être mangés, tandis que les mammifères peuvent être dépecés et sont généralement vidés. Les juvéniles au nid tendent à avaler les rongeurs tout entiers, probablement pour éviter la compétition entre membres de la fratrie.
Un faucon met environ 2 minutes pour manger une musaraigne de 10 g, mais près de 10 minutes pour un campagnol de 30 à 40 g. Les oiseaux requièrent souvent plus de temps, du fait de la nécessité de les plumer et de la taille souvent importante des proies : dans une observation, une crécerelle a passé plus de 45 minutes à dévorer un Pigeon ramier, sans parvenir à le finir.

##### Comportement de cache
Comme tous les faucons, y compris les individus utilisés en fauconnerie, les crécerelles cachent leur nourriture, surtout quand celle-ci est abondante. Une étude menée aux Pays-Bas montre que les adultes tendent à consommer les petits Campagnols des champs, à donner les moyens à leurs juvéniles et à cacher les plus gros. Les oiseaux comptent plus particulièrement sur leurs caches quand le mauvais temps les empêche de chasser. Les caches se trouvent le plus souvent au sol, sous une touffe d'herbe ou au pied d'un poteau, et sont exploitées le jour même ou tôt le lendemain.

### Budget énergétique

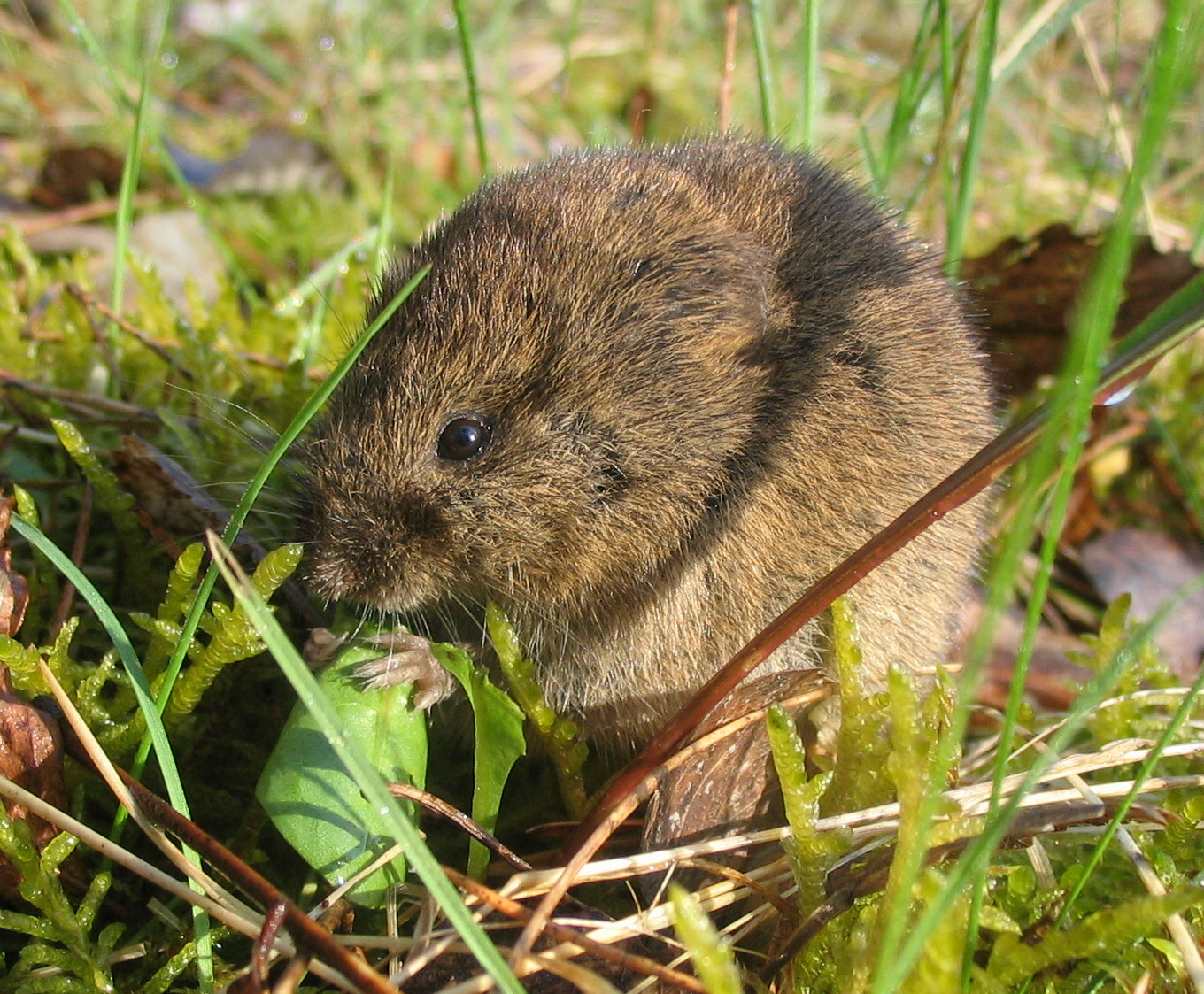
Le Campagnol des champs représente un quart des besoins énergétiques du Faucon crécerelle pendant l'hiver.

Sur la base de sept ans d'observations sur le terrain, l'apport énergétique d'une crécerelle adulte a été évalué à 270 kJ en moyenne par jour en hiver, pour le mâle comme pour la femelle, ce qui équivaut grossièrement à quatre campagnols. En été, il monte à 400 kJ/jour pour le mâle et à 317 kJ/jour pour la femelle, soit respectivement huit et six campagnols.
La femelle atteint sa consommation maximale pendant la ponte et l'incubation, puis elle la réduit lorsque les jeunes éclosent : elle leur donne la plupart des proies apportées par le mâle et compense le déficit sur les réserves qu'elle a accumulées les semaines précédentes. Pour le mâle, le pic de consommation se situe lors des dix premiers jours après l'éclosion, quand il consacre beaucoup de temps à chasser en Saint-Esprit, pratique particulièrement énergivore. Inversement, les apports énergétiques sont les plus faibles pour les deux sexes lors de la mue.

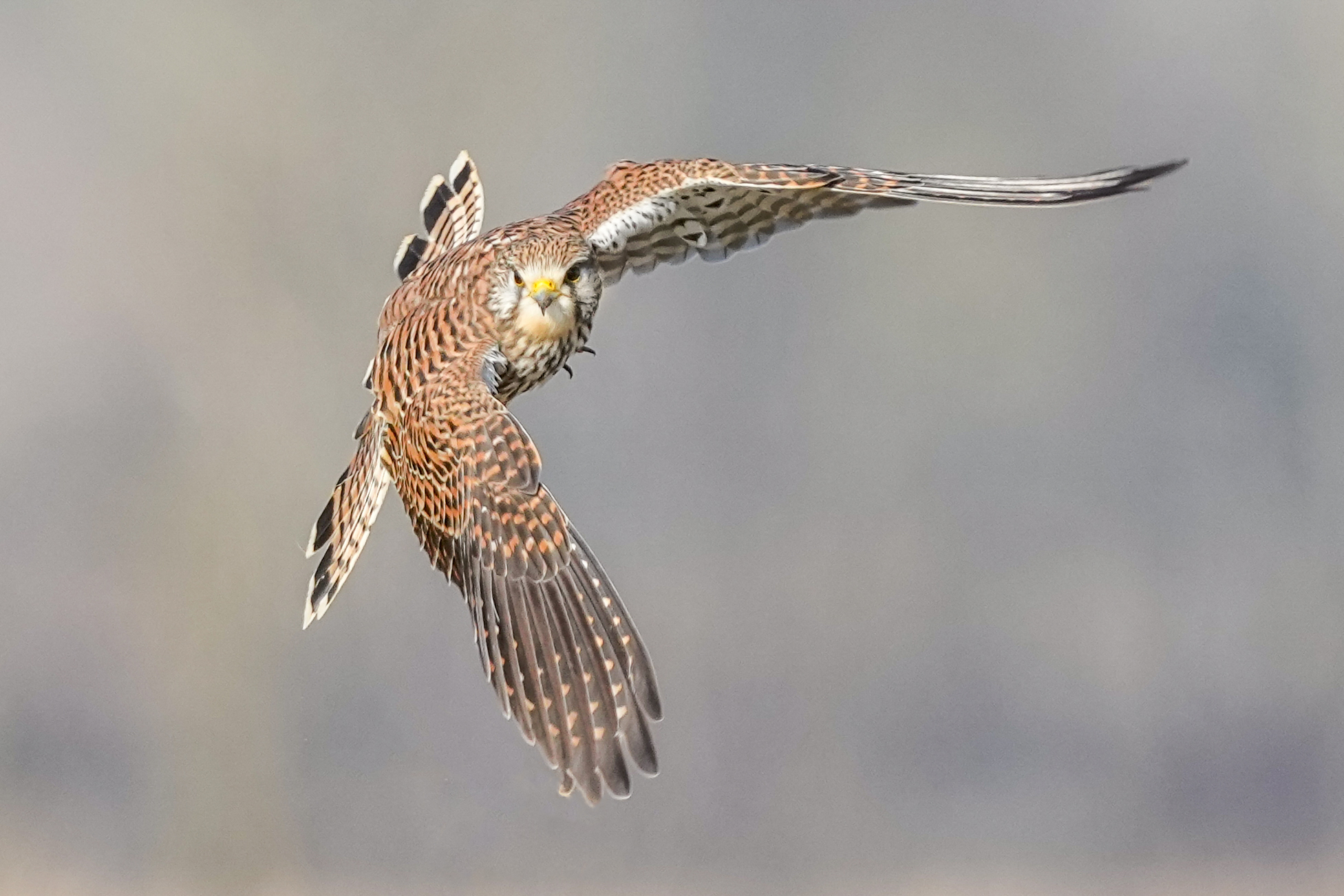
Le vol, une activité particulièrement énergivore.

Pour évaluer les dépenses énergétiques des crécerelles, les chercheurs ont utilisé la méthode du budget temporel, qui consiste à décompter le temps consacré par les oiseaux à leurs différentes activités et à évaluer le coût énergétique de ces dernières. Ainsi, la puissance dépensée pour voler est de 62 W/kg, aussi bien en Saint-Esprit qu'en vol directionnel. En comparaison, le sprinteur Usain Bolt développait une puissance de 29,1 W/kg pour remporter la finale du 100 mètres masculin aux Jeux olympiques d'été de 2012 et le cycliste Geraint Thomas atteignait 11 W/kg en sprint lors du Tour de France 2018. Si la crécerelle peut utiliser des courants ascendants pour compenser la gravité (vol suspendu), le coût énergétique du vol tombe à 11 W/kg.
Il en ressort que la femelle connaît un creux de dépense énergétique durant la phase de parade, quand une large part de sa nourriture est apportée par le mâle : elle constitue des réserves en vue de la ponte. Quand elle commence à pondre, son poids accuse une chute marquée, de 33 % par rapport au pic précédent et de 20 % par rapport à son poids moyen sur l'année. Elle ne peut reconstituer ses réserves que lorsqu'elle se met de nouveau à chasser, une dizaine de jours après l'éclosion.
En parallèle, les dépenses énergétiques du mâle restent élevées pendant toute la période, car il doit chasser pour ravitailler la femelle et les petits. Dans des travaux menés aux Pays-Bas, le mâle étudié, d'un poids de 192 g, devait chasser en Saint-Esprit 4,6 heures par jour pour faire face à ses besoins. Chasser plus longtemps entraînait une perte de poids, car la crécerelle ne parvient pas à métaboliser ses proies suffimment vite pour compenser la dépense due au vol en Saint-Esprit.
Dans une autre étude, toujours aux Pays-Bas, les chercheurs ont réduit artificiellement la quantité de nourriture apportée aux jeunes, afin de forcer les deux adultes à chasser davantage. Le couple a réagi en recourant au vol suspendu pour chasser davantage, mais avec des dépenses énergétiques réduites. Le mâle a ainsi pu chasser jusqu'à 11 heures par jour en limitant sa perte de poids à 10 %. La femelle, elle, n'a pas pu recourir autant au vol suspendu et a vu son poids chuter linéairement avec son temps de chasse.

### Vocalisations
La crécerelle est un oiseau assez bavard, en particulier pendant la période de reproduction. Son cri le plus commun, le cri d'alarme, est une succession rapide de sons aigus ki-ki-ki émis de façon répétée, ce qui lui a valu son nom de crécerelle. On dit que le faucon « réclame ». Employée par le mâle comme par la femelle, cette vocalisation est produite pour défendre le nid ou pour houspiller un rapace ou un corvidé.
Un second cri, trillé, transcrit wrii ou trri-trri, est utilisé entre membres du couple ou par la femelle quand elle quémande auprès du mâle. La femelle qui nourrit ses petits ou le mâle qui apporte de la nourriture emploient un cri bref et aigu, transcrit clip, kit ou tsick. Les juvéniles au nid réclament d'être couverts ou nourris par un plaintif zirr zirr. Plus grands, ils utilisent les mêmes cris que les adultes.

### Reproduction

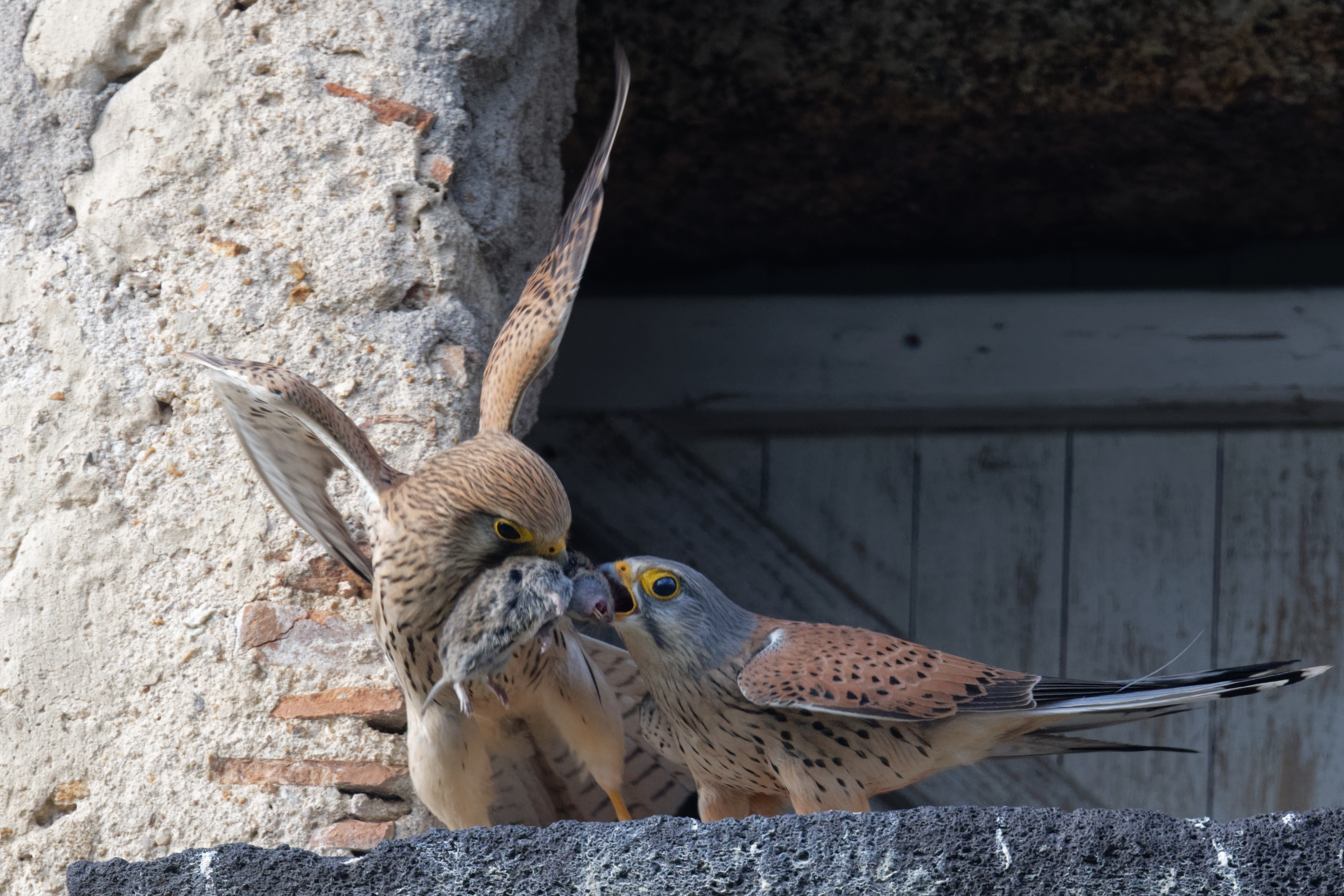
Échange de proie au nid entre le mâle (à droite) et la femelle (à gauche).

Le Faucon crécerelle est sexuellement mature à un an, mais ne commence généralement à se reproduire qu'à l'âge adulte, c'est-à-dire dans sa deuxième année. Quand des jeunes de première année forment des couples, ils le font généralement entre eux. Les couples mixtes existent, mais moins que par l'effet du hasard, et presque exclusivement des mâles adultes avec des femelles de première année et non l'inverse. L'explication tient sans doute à ce que le mâle porte une responsabilité importante dans le succès de la reproduction : c'est lui qui doit apporter suffisamment de nourriture pour permettre à la femelle de pondre et de couver. En-dehors de l'âge, les critères par lesquels les couples se forment ne sont pas connus avec certitude.
Les couples de Faucons crécerelles sont monogames. La polygynie est attestée par plusieurs études, mais ne dépasse pas 1 à 2 % des couples. Elle est probablement réservée aux mâles adultes les années à campagnols. La polyandrie semble encore plus rare.
Le début des parades nuptiales varie suivant la région : mi-février en Écosse, dans le Sussex ou au Danemark, début avril dans le sud de la Finlande et fin avril-début mai en Sibérie. Ces parades sont de plusieurs types : vol horizontal avec mouvement de roulis pour montrer son dessous, attaques feintes de la femelle par le mâle, vol avec les ailes en arrière (en V) ou vol en vibrant des ailes. Pendant la période de parade, la femelle cesse de chasser et le mâle lui apporte des proies tout en assurant la surveillance du territoire. Au début, les échanges de nourriture peuvent avoir lieu en vol ou au perchoir ; une fois que l'incubation a commencé, ils prennent systématiquement place au nid.

#### Nidification
Comme tous les membres du genre Falco, les Faucons crécerelles ne construisent pas leur nid eux-mêmes, mais réutilisent le nid d'autres espèces, pratiquent des cuvettes dans une vire de falaise ou au sol, ou encore exploitent une anfractuosité de mur ou un trou d'arbre. Ils peuvent également nicher dans les bâtiments et adoptent volontiers les nichoirs. En fait, les crécerelles sont susceptibles d'utiliser à peu près n'importe quelle structure offrant une protection contre les mammifères prédateurs, convenablement abritée et capable de contenir des œufs. Cet éclectisme et cet opportunisme, couplés à son adaptabilité alimentaire, expliquent en partie le succès de la crécerelle en tant qu'espèce.
Une analyse des archives du British Trust for Ornithology (BTO) de 1937 à 1987 montre qu'en Grande-Bretagne, les falaises, parois rocheuses et carrières représentent 27 % des nids, les nids de branchettes abandonnés 17 %, les trous d'arbres 20 %, les bâtiments 16 % et les nichoirs 15 %. 83 % de ces nids de branchettes sont ceux de la Corneille noire, 11 % ceux de la Pie bavarde, 2 % respectivement l'Épervier d'Europe et la Buse variable. Les autres espèces dont le nid est réutilisé sont le Grand Corbeau, le Pigeon ramier, le Geai des chênes, le Corbeau freux et le Héron cendré. Deux nids d'Écureuil gris sont également relevés. Dans cette même étude, 45 % des arbres mis à contribution sont des pins.
En règle générale, les crécerelles n'expulsent pas les propriétaires d'un nid de branchettes, mais le réutilisent après qu'il a été abandonné par ces derniers. Les nids de corneilles tendant à s'affaisser après un an, les crécerelles grattent le substrat pour former une cuvette où pondre les œufs. Si la coupe interne est restée intacte, la femelle pond directement dedans, sans autre formalité. Les nids ne résistent généralement pas à ces deux saisons de reproduction, mais un exemple existe en Touva (Sibérie orientale) de nid de pie utilisé en 2004 et 2005, puis de nouveau en 2010 par un mâle né dans ce même nid en 2004.
Les crécerelles peuvent également utiliser des cavités d'arbres, du moment qu'elles sont suffisamment grandes pour contenir la femelle, mais semblent éviter les trous profonds de plus de 75 cm, qui sont plus susceptibles d'accueillir la Chouette effraie. Ces trous peuvent être naturels ou initialement creusés par des Pics verts. L'essence de l'arbre semble importer peu aux crécerelles, du moment que la cavité répond à leurs besoins. Ils tolèrent les voisins au sein du même arbre : dans l'analyse des données historiques du BTO citée plus haut, treize arbres étaient partagés avec des Chouettes effraies, sept avec des Choucas des tours, six avec des Pigeons colombins, quatre avec des Tadornes de Belon, trois avec des Chevêches d'Athéna, deux avec des Chouettes hulottes et un avec un Rougequeue noir. Dans certains cas, les deux espèces se partageaient même la même entrée. Ces observations sont d'autant plus remarquables que les grands rapaces sont des prédateurs des crécerelles ou de leurs œufs, alors que d'autres espèces figurent parmi les proies de la crécerelle.
L'habitude des crécerelles de nicher dans des tours est déjà relevée par Buffon à la fin du XVIIIe siècle et est responsable de leur nom allemand, Turmfalke ou « faucon des tours ». Ils exploitent en fait n'importe quelle structure de bâtiment répondant à leurs besoins — clochers, gazomètres, cheminées désaffectées, granges, ponts, grues, pylônes électriques et même jardinières à la fenêtre d'immeubles de grande hauteur — tout en faisant preuve d'une très grande tolérance au dérangement humain. Ainsi, un nid contenant deux œufs a été trouvé sur le profil creux d'une poutrelle à l'extérieur d'une brasserie de Birmingham par un ouvrier chargé de la peindre. L'ouvrier a déplacé les deux œufs, peint la poutrelle et reposé les œufs. La femelle crécerelle est revenue pondre trois œufs supplémentaires, a incubé sa ponte et les cinq petits ont été élevés avec succès malgré les allées et venues sur le chantier,.
La crécerelle peut également nicher au sol, mais le fait est rare. Un exemple souvent cité est la population de l'archipel des Orcades, qui utilise des tunnels dans la bruyère ou des terriers de lapins. Il est à noter que l'endroit n'offre pas d'autre site adéquat et qu'il ne compte pas de prédateurs terrestres comme le renard. Toutefois, d'autres rapaces comme le Faucon émerillon ou le Busard Saint-Martin nichent au sol, même en présence de prédateurs.
Les Faucons crécerelles s'installent volontiers dans les nichoirs disponibles, un aspect important pour la conservation de l'espèce, car le nombre de sites de nidification appropriés est un facteur limitant de la reproduction dans des habitats où la nourriture disponible est pourtant suffisante. Ainsi, 200 nichoirs ont été installés sur des pylônes électriques dans le centre de l'Italie dans le cadre d'une étude de grande ampleur. Vingt nichoirs ont été occupés par d'autres espèces et sur les 180 restants, 52,6 % ont été occupés la première année d'installation. Les nichoirs situés en deçà de 10 mètres de hauteur ont été légèrement moins utilisés que ceux situés à 10-15 mètres ou plus de 15 mètres. Ceux avec le meilleur taux d'occupation ont été ceux orientés vers le sud. Beaucoup de nichoirs sont réutilisés, même si les couples changent : dans une étude menée en Chine de l'Est, les crécerelles ont préféré aux nichoirs propres ceux portant les traces d'occupations précédentes, c'est-à-dire ceux ayant démontré leur intérêt comme lieu de nidification. Les nichoirs présentent également l'intérêt de réduire la prédation : dans une étude menée dans le centre de l'Espagne, les couples en nichoir ont mené plus de jeunes à l'envol que ceux dans des nids naturels. Le risque de prédation était également moindre, même si la charge parasitaire était plus élevée.
Les auteurs ne s'accordent pas sur qui choisit le lieu de nidification : certains considèrent que le choix relève du mâle seul, tandis que d'autres estiment que la responsabilité est partagée. Il est possible que le mâle sélectionne des sites possibles, tandis que la femelle opère le choix final,.

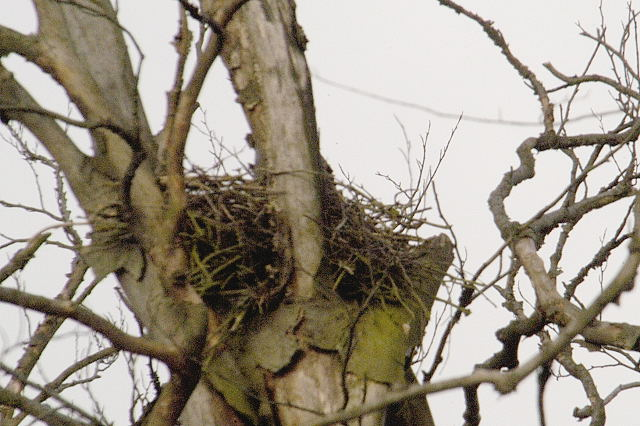
Nid en branchettes à Commanster, au Luxembourg belge.
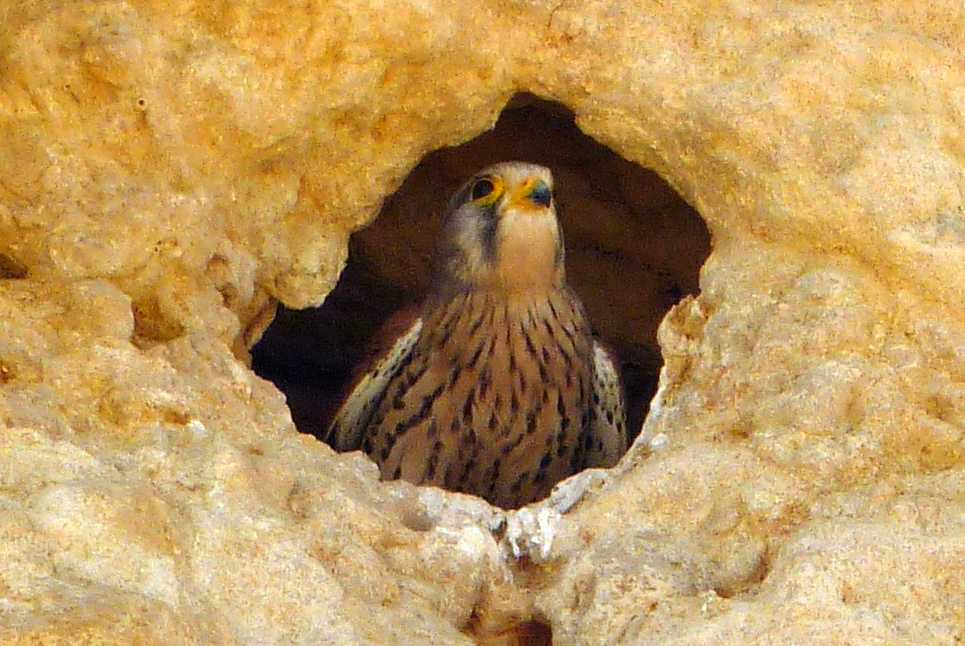
Nid dans une falaise en Algarve, au Portugal.
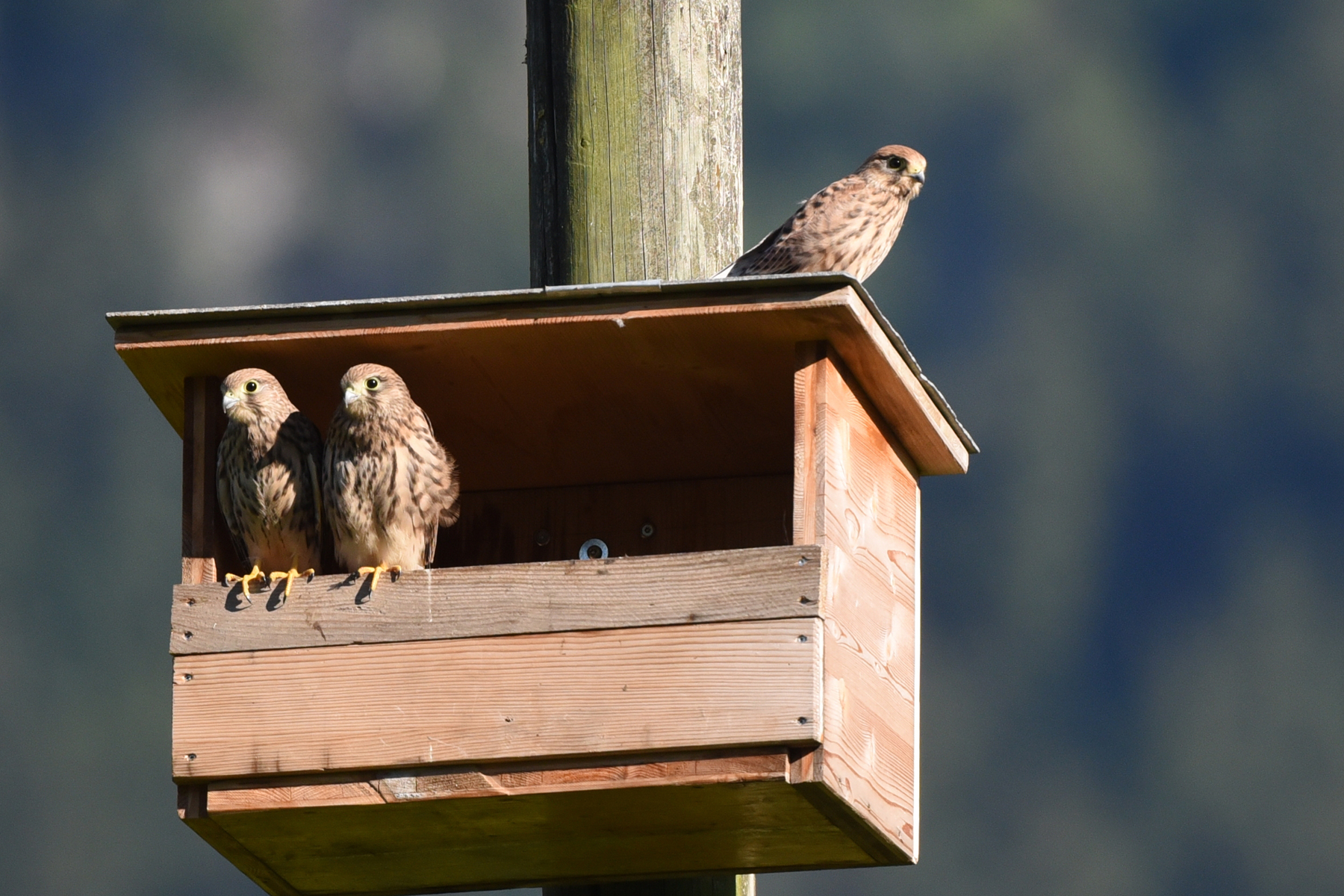
Juvéniles sur un nichoir situé dans un verger, Valais central.

La densité des nids varie significativement suivant la zone : en France, en 2004, elle allait de 1,4 couple/100 km2 en Picardie à 150-200 couples/100 km2 en plaine en Corse, avec un record à 15 couples pour 300 ha dans la réserve naturelle nationale de Moëze-Oléron grâce à la mise à disposition de nichoirs. On distingue trois grands types de distribution :
- l'espacement irrégulier, où la distance entre nids voisins est très variable et dépasse généralement les quelques centaines de mètres ;
- la reproduction groupée, où les nids se trouvent à moins de 200 m les uns des autres, généralement en milieu urbain ou suburbain ;
- la reproduction coloniale, rare mais documentée dans quelques pays (Allemagne[149], Espagne[150], Japon[151],[152], Norvège[153]), où les nids sont distants les uns les autres de quelques mètres, par exemple sur une falaise rocheuse, dans une corbeautière ou une carrière[154],[155].

#### Copulation

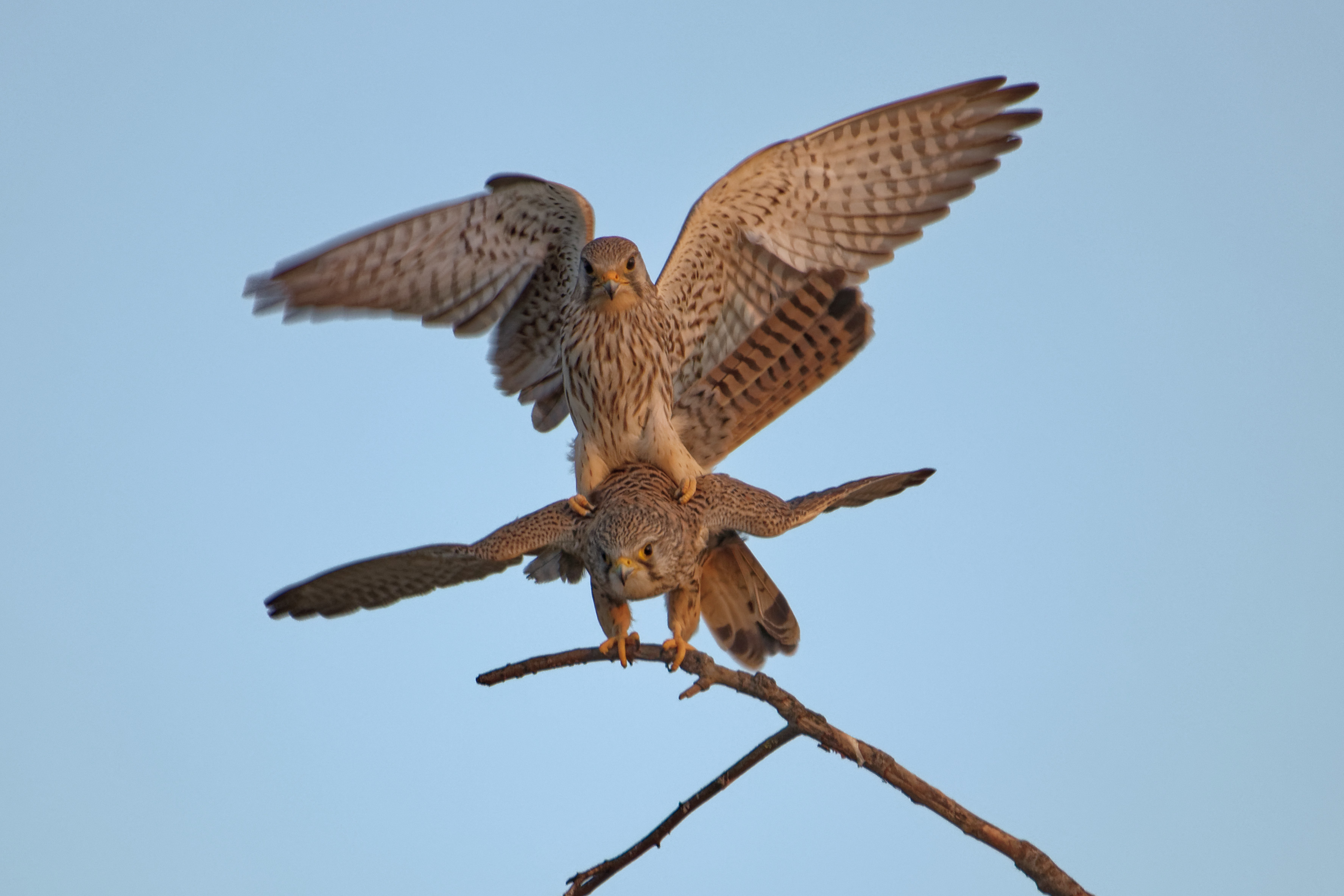
Accouplement en avril, dans le nord de la France.

La copulation démarre bien avant la ponte, parfois dès l'automne précédent. La femelle l'initie en poussant le cri clip. Elle se penche en avant, écarte les ailes, lève la queue et la positionne sur le côté, tandis que le mâle la monte en poussant le cri d'alarme ki-ki-ki. L'acte prend quelques secondes. Les copulations se font plus fréquentes au fur et à mesure que la date de ponte approche, pour culminer à 7 à 8 par jour. Elles se produisent donc plus souvent que nécessaire pour fertiliser les œufs. Il s'agit probablement d'un moyen pour éviter les copulations en dehors du couple. Celles-ci sont assez faibles chez le Faucon crécerelle comparé à d'autres espèces d'oiseaux : dans une étude menée en Finlande sur trois saisons de reproduction, elle a varié entre 0 et 5,4 %.

#### Ponte

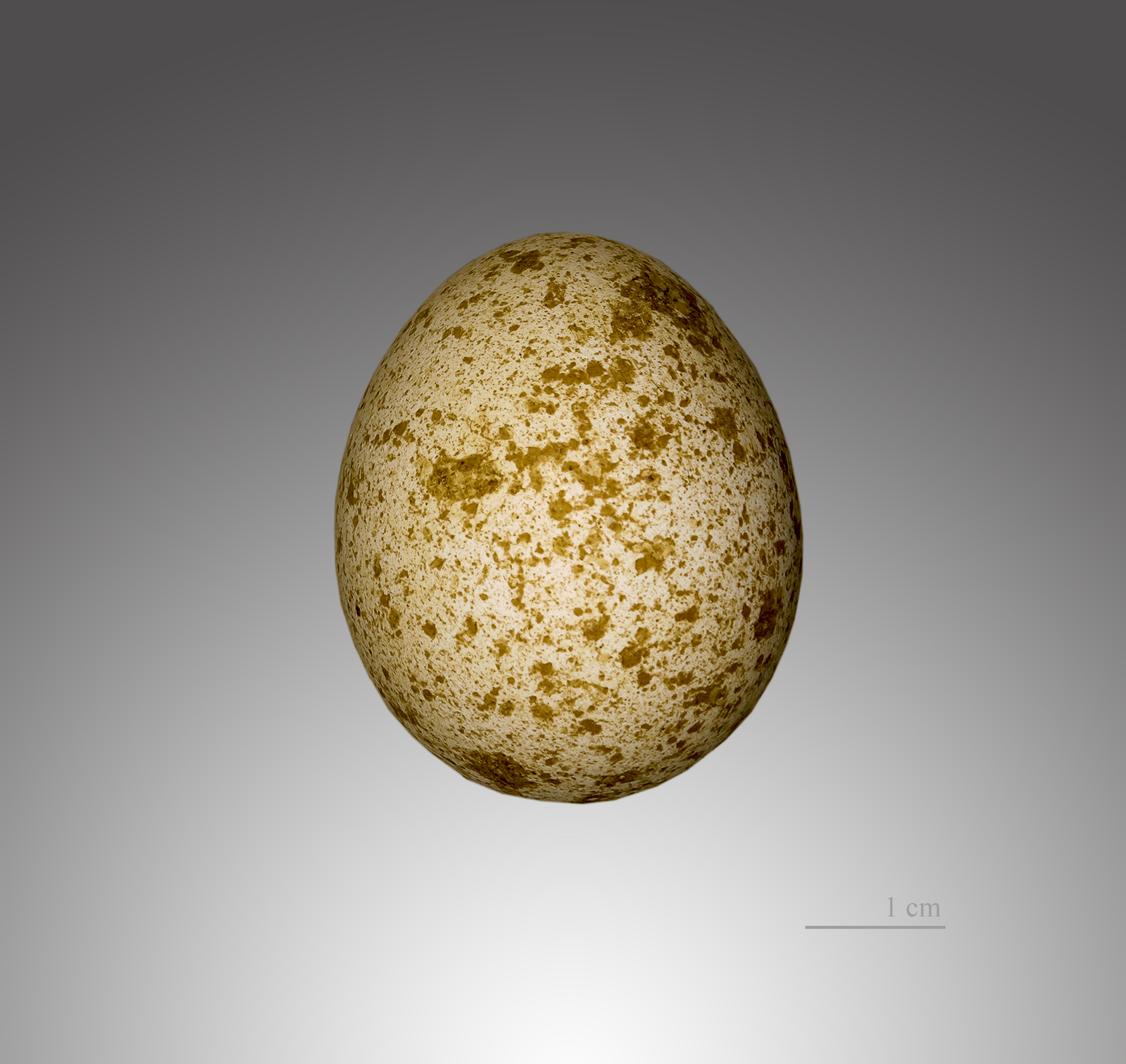
Œuf, muséum de Toulouse.

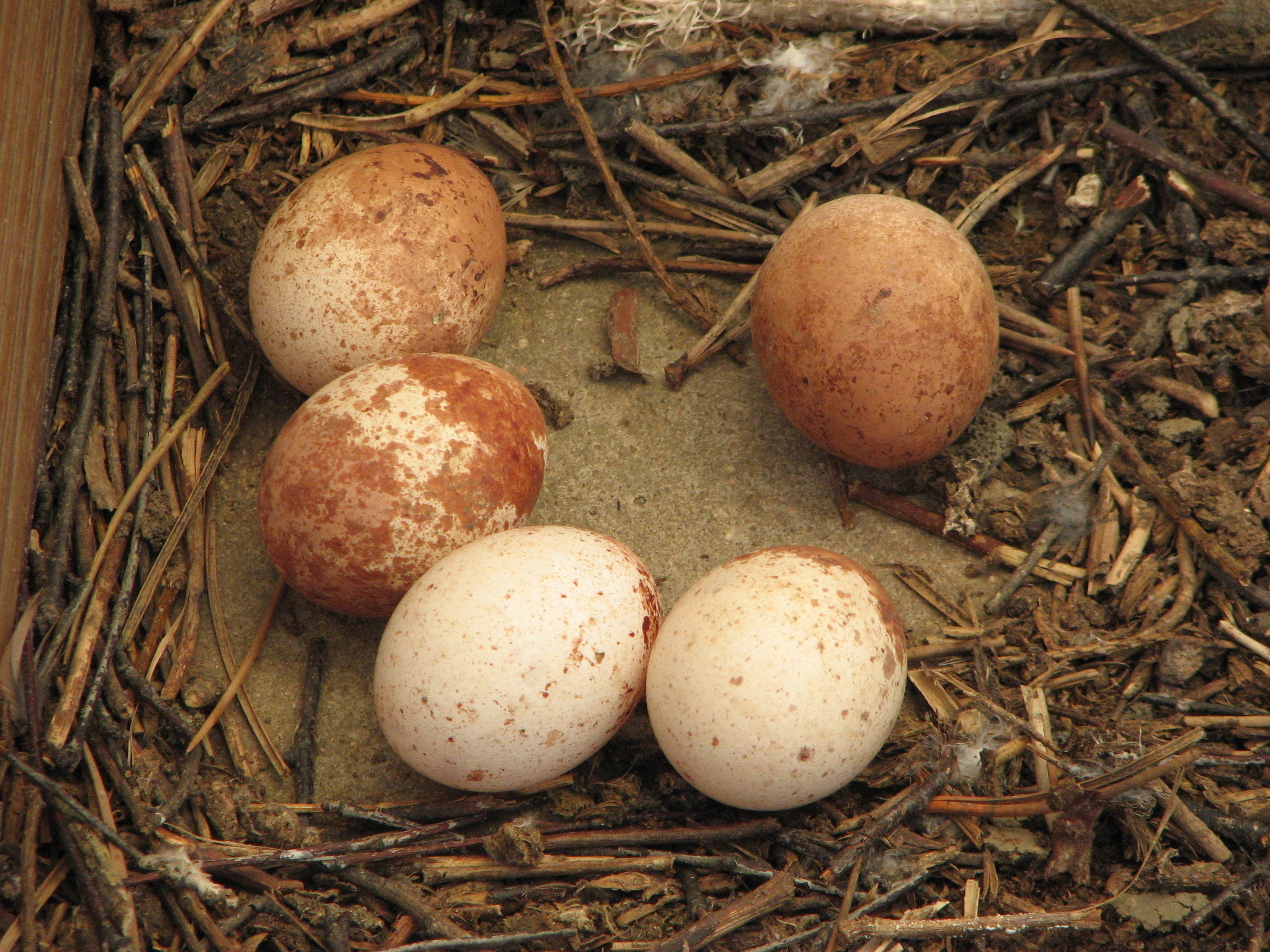
Nid contenant cinq œufs de coloration variable, Tchéquie.

La date de début de ponte est très variable : elle va de la mi-mars à début juin en Europe du Nord et de mars à avril en Europe du Sud, en Afrique du Nord et dans le subcontinent indien. Plusieurs facteurs entrent en jeu. La photopériode (durée du jour) semble être un critère important. La disponibilité en nourriture joue également : les crécerelles se reproduisent plus tôt dans l'année et ont des pontes plus larges les années à campagnols. Ainsi, des faucons néerlandais ayant reçu de la nourriture supplémentaire ont pondu plus tôt dans l'année les années « sans » campagnols. Inversement, des crécerelles en captivité n'ont pas pondu alors que leur nourriture était rationnée. Enfin, les conditions climatiques sont aussi un critère déterminant : en Italie centrale, les femelles retardent la ponte quand le temps est froid et humide. Ces expériences montrent que les femelles sont capables, dans certaines populations et dans une certaine mesure, de déterminer leur date de ponte. En revanche, tel n'est pas le cas dans des études portant sur d'autres populations, comme en Finlande.
En règle générale, la femelle pond un jour sur deux. La ponte peut aller d'un à sept œufs, mais ces extrêmes sont très rares. En Grande-Bretagne, 70 % des pontes comptent quatre ou cinq œufs ; cinq est le nombre le plus fréquent. Plus la ponte est tardive, moins elle est abondante. Les crécerelles des régions nordiques (en l'occurrence l'Europe continentale) tendent également à pondre plus d'œufs que leurs conspécifiques du sud (Majorque, Tenerife et Israël) : les oiseaux d'Europe continentale ont davantage de ressources à leur disposition, mais bénéficient également d'une durée de jour plus longue pour chasser à cette époque de l'année.
Les œufs sont ellipsoïdaux et mesurent 34 à 47 mm sur le grand axe et 27 à 39 mm sur le petit. Ils pèsent environ 20 g. Leur taille peut varier d'une femelle à l'autre, mais aussi à l'intérieur d'une même ponte, sans que l'on sache précisément pourquoi. Ils sont de couleur blanche à crème, marquée de rouge brique.
La crécerelle ne pond généralement qu'une fois, mais une deuxième ponte est possible si la première a échoué, par exemple parce que la femelle a été dérangée pendant la ponte ou en raison des prédateurs. Dans 60 % des cas, la deuxième ponte se fait dans le même nid que la première ; dans les cas restants, elle a lieu dans un nid jusqu'à 200 m plus loin. Il arrive que les faucons laissent la première ponte dans le nid et que la femelle incube les deux en même temps, ce qui peut donner l'impression d'une ponte anormalement large. Dans ce cas de figure, même si les œufs de la première ponte sont incubés jusqu'au bout, ils n'éclosent pas. Des doubles pontes ont également été documentées, c'est-à-dire une deuxième ponte alors que la première a été menée jusqu'à l'envol des jeunes, notamment dans une population montagnarde du centre de l'Espagne.

#### Incubation

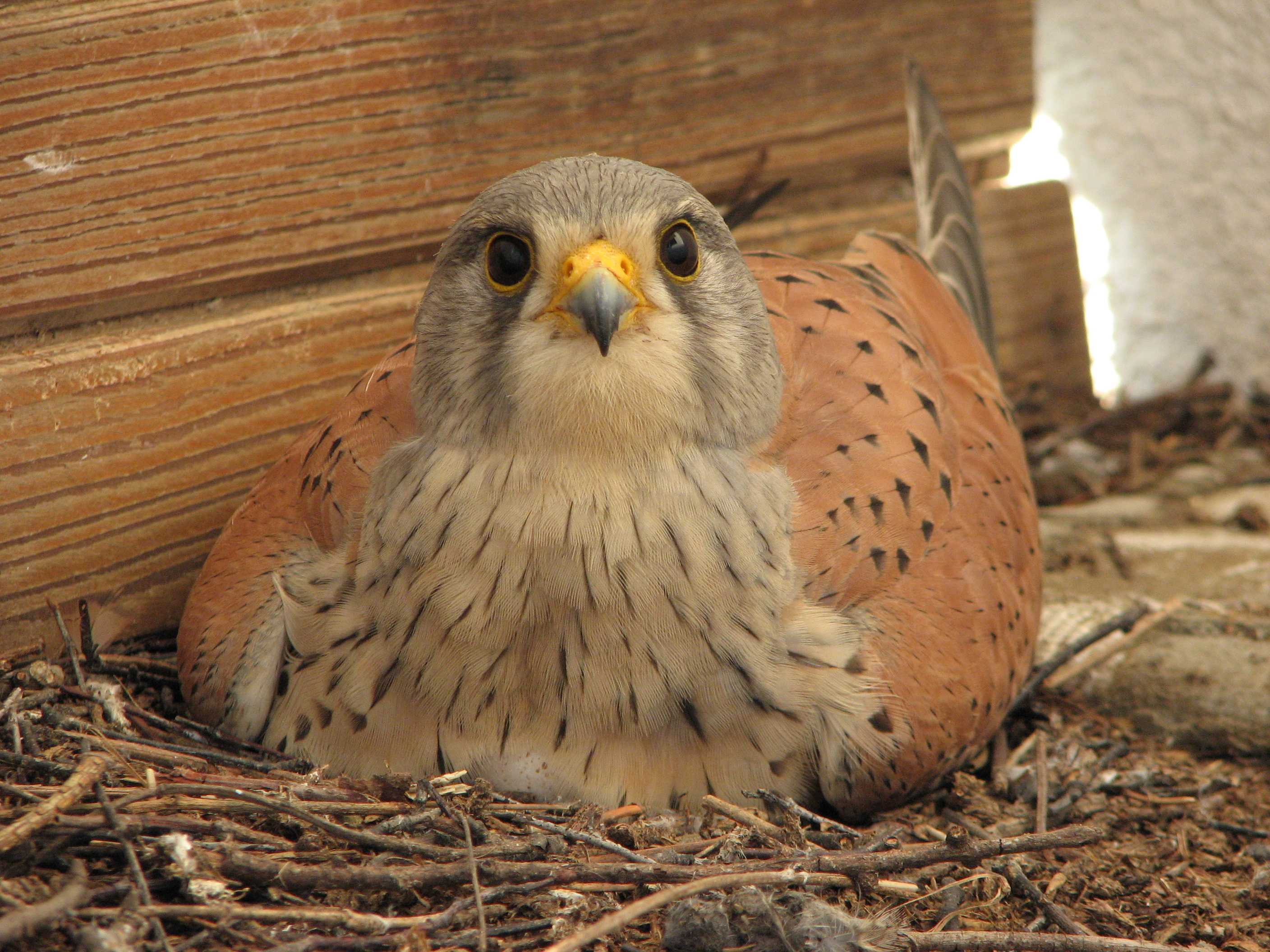
Mâle couvrant les œufs pendant l'absence de sa femelle, Tchéquie.

L'incubation commence normalement après la ponte du troisième œuf. La femelle commence à développer bien avant la ponte une plaque incubatrice, c'est-à-dire une zone de peau dénuée de plumes qui facilite la transmission de chaleur. Elle retourne les œufs périodiquement. Elle est la seule à incuber et consacre quasiment toute sa journée à cette tâche, ne s'absentant que pour se nourrir ou se toiletter. Toutefois, toutes les femelles ne sont pas aussi assidues. De même, certaines femelles restent sur leur ponte même à l'approche d'un danger, au point de se laisser capturer par l'homme, tandis que d'autres fuient.
À la différence de la Crécerelle d'Amérique, le mâle Faucon crécerelle n'a pas de plaque incubatrice et n'incube pas. Certains mâles passent très peu de temps avec les œufs quand leur femelle n'est pas au nid, tandis que d'autres les couvrent, parfois durant assez longtemps : dans une observation, le mâle a cumulé 14 heures et 38 minutes de couverture des œufs sur une période de 4 jours. Après l'éclosion, ce mâle n'a quasiment pas passé de temps avec les jeunes et ne les a pas couverts.
Les auteurs ne s'accordent pas sur la durée de l'incubation : 27 à 29 jours, 28 à 31 jours, 26 à 34 jours selon les sources. Cette disparité tient sans doute à la difficulté de définir précisément cette période, car l'incubation ne débute pas au premier œuf et les éclosions peuvent être asynchrones.

#### Jeunes au nid

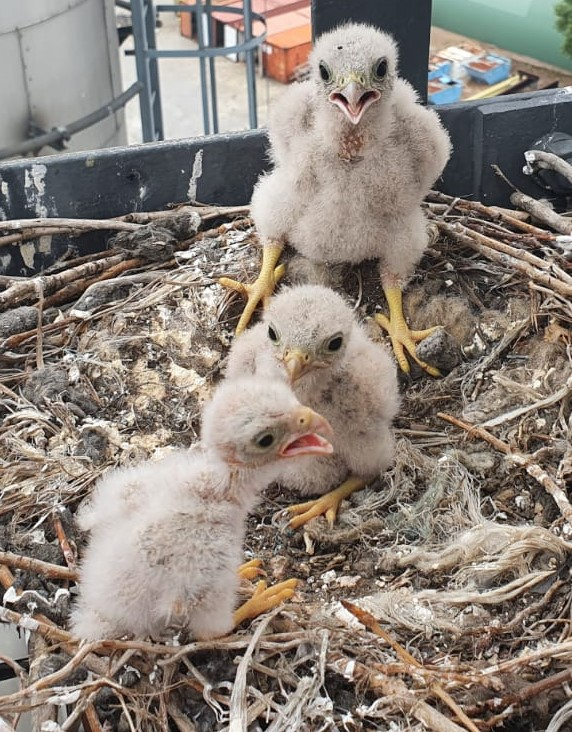
Jeunes au nid âgés de quelques jours, Allemagne.

Les jeunes à l'éclosion sont nidicoles : ils sont aveugles et n'ouvrent les yeux que trois ou quatre jours plus tard. Ils pèsent 14 à 18 g et sont couverts d'un duvet blanc et fin. Ils sont capables de lever la tête pour réclamer, ce qu'ils font bruyamment, et tentent d'avaler tout rond tout ce qu'on leur présente. La mère doit veiller à découper les proies en morceaux de taille convenable pour éviter qu'ils ne s'étouffent. Certaines femelles veillent à une distribution équitable de la nourriture entre tous les petits.
Grâce à leur appétit vorace, les jeunes prennent du poids rapidement : leur poids double le deuxième jour et certains atteignent les 100 g à la fin de leur première semaine. Parallèlement, leur premier duvet est remplacé par un second de couleur grise, qui à son tour disparaît au cours de la troisième semaine pour être remplacé par un plumage juvénile. À cette date, ils approchent de leur poids adulte, sachant qu'ils quitteront le nid avec un poids légèrement plus important que le poids adulte normal : ils constituent probablement des réserves de graisse pour survivre aux premières semaines hors du nid.
La femelle couvre les jeunes pour assurer leur régulation thermique pendant 10 à 14 jours après l'éclosion, en fonction de la météo. En effet, les jeunes restent inactifs et produisent très peu de chaleur pendant leurs premiers jours : leurs apports énergétiques sont presque entièrement convertis en croissance, essentiellement en gain de poids. Pendant ce temps, c'est le mâle qui assure le ravitaillement de la femelle et des jeunes. Il doit donc accroître à la fois son temps de chasse et son taux de livraison des proies, et ce jusqu'à l'indépendance des jeunes.
Des webcams, placées à l'intérieur des nids de Faucons crécerelles, permettent de suivre une portée jusqu'à son envol.

#### Envol

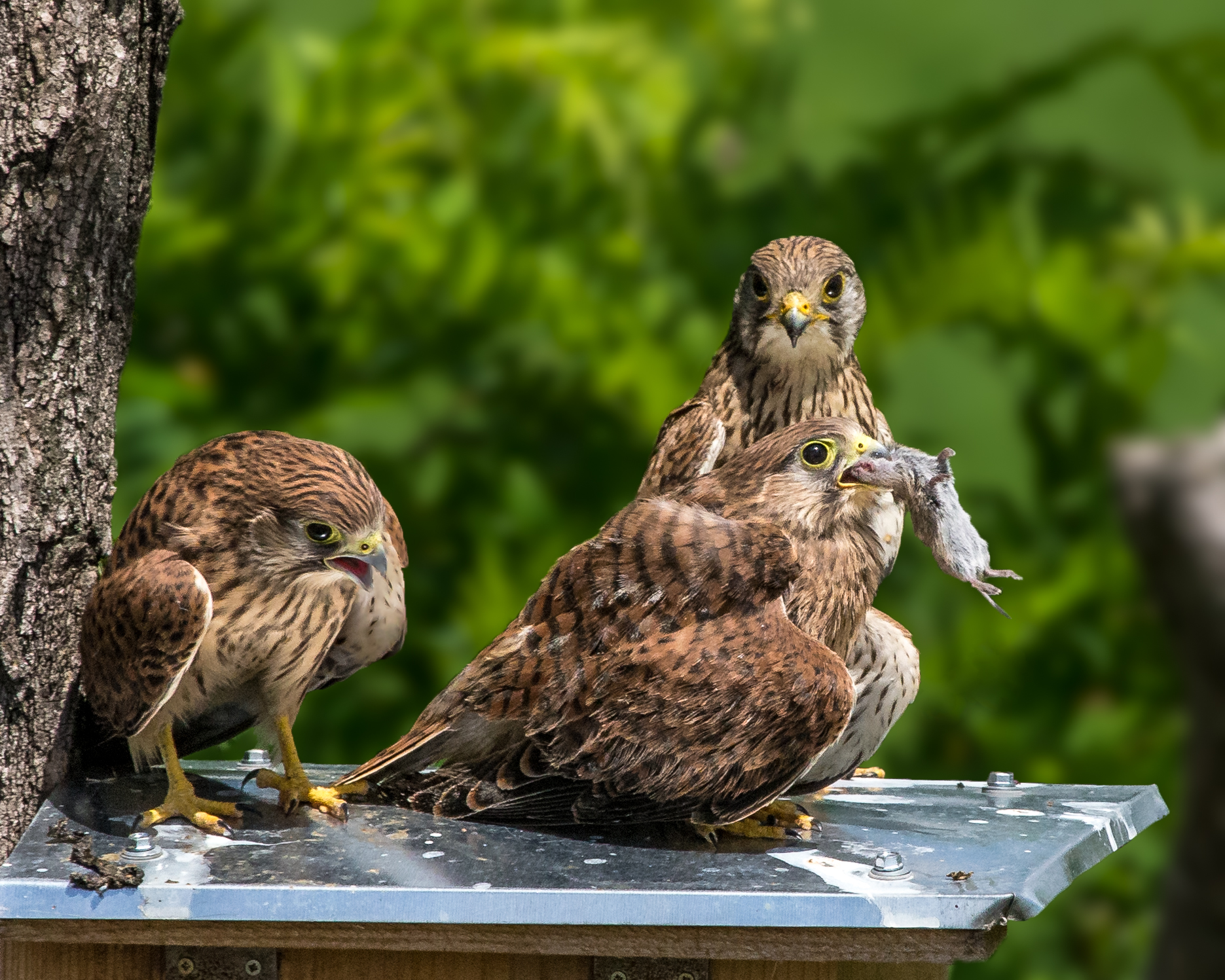
Jeune crécerelle (au premier plan) avalant une proie apportée par sa mère (à l'arrière-plan) et faisant le manteau (mantling) avec ses ailes pour protéger sa nourriture, Hongrie.

Les jeunes commencent à quitter le nid à partir de 28 jours, parfois bien avant de savoir voler. Ils restent perchés dans les branches alentour ou sur une vire voisine. Même après avoir commencé à voler, ils sont susceptibles de retourner au nid pendant quelques jours, parce que les parents continuent d'y apporter de la nourriture. Aussitôt qu'ils le peuvent, les jeunes volent à la rencontre des adultes pour être les premiers de la fratrie à obtenir les proies. La période durant laquelle ils continuent à se faire ravitailler par les adultes varie au sein de la même nichée et d'un parent à l'autre : elle est de 14 à 32 jours dans une étude néerlandaise et de 3 à 31 jours dans le marais de Moëze, dans l'ouest de la France.
Dix jours après avoir quitté le nid, les jeunes commencent à attraper des insectes au sol, puis en vol. Ces insectes, plus faciles à capturer que les autres proies, forment alors une part substantielle de leur apport énergétique. Environ vingt jours après avoir quitté le nid, les jeunes font leurs débuts en vol du Saint-Esprit. Leur période d'apprentissage dure tout l'automne. Durant ce temps, ils peuvent s'attaquer à des proies insolites pour des adultes expérimentés, pourchassant par exemple un faisan ou les oreilles frétillantes d'un lièvre couché dans les chaumes.
Parallèlement, les jeunes interagissent entre eux : ils se toilettent mutuellement pour enlever leurs restes de duvet et se pourchassent l'un l'autre. Comme beaucoup de jeunes rapaces, ils ont également des comportements de jeu : ils s'amusent à capturer et « tuer » des branchettes ou des plumes. Dans une observation dans le Gwent, au pays de Galles, des parents ont passé une vingtaine de minutes à larguer en vol des branchettes et des boules de laine de mouton pour que leurs jeunes les attrapent.

#### Dispersion juvénile
Les jeunes crécerelles se dispersent lorsque les parents cessent de les nourrir, plus ou moins aidés par l'agressivité parentale et par la rivalité avec leurs frères et sœurs. En Grande-Bretagne, cette dispersion débute en juillet. Les reprises de bagues posées au nid suivent un déclin exponentiel en fonction de la distance au nid. Ainsi, plus de 70 % des reprises durant cette première phase de dispersion se font dans un rayon de 75 km autour du nid, mais un jeune bagué dans le Dumfriesshire, en Écosse, a été retrouvé 24 jours plus tard à plus de 300 km, près d'Aberdeen. Les jeunes nés tôt dans la saison se dispersent moins que ceux qui sont nés tard. Les jeunes tendent également à se disperser plus loin les années où la nourriture manque.

#### Succès reproductif
Plusieurs critères déterminent le succès reproductif du Faucon crécerelle. Le taux de sédentarité en fait partie. Ainsi, en Angleterre et en Allemagne où les crécerelles sont sédentaires, la part des couples territoriaux n'ayant pas pondu est de 13 %, contre 6 à 7 % en Écosse, où elles sont partiellement migratrices, et 3 % en Finlande, où elles sont pleinement migratrices. Des études allemandes, montrent que les précipitations en mars et avril ont un effet négatif sur la reproduction, tandis que le succès reproducteur est corrélé positivement à la température en mai et juin. De même, la population de crécerelles qui pond est corrélée à celle des campagnols.
Des études en Grande-Bretagne, en Finlande et aux Pays-Bas montrent un lien entre d'une part la date de ponte du premier œuf et d'autre part la capacité du couple à élever des jeunes jusqu'à l'envol et le nombre de jeunes à l'envol : les couples qui pondent tôt dans la saison ont une ponte plus abondante que ceux qui pondent plus tard et ils ont un meilleur taux de succès. En Angleterre et en Écosse, seuls 20 à 30 % des couples parviennent à faire éclore tous leurs œufs et à mener tous les jeunes jusqu'à l'envol. 30 % des couples échouent après la ponte et 32 % des couples ayant réussi perdent quand même des œufs ou des jeunes. Les données historiques du BTO de 1950 à 1987 montrent que sur un total de 1 350 œufs dans 308 nids recensés, 67 % des nids comptent au moins un œuf éclos et 73 % des œufs pondus éclosent. 48 % des œufs ne débouchent pas sur des jeunes à l'envol, 64 % des pertes intervenant au stade de l'œuf.
L'échec complet est plus fréquent au stade de la ponte, principalement parce que la femelle abandonne ses œufs quand elle ne reçoit pas une nourriture suffisante de la part du mâle et doit chasser elle-même. Le taux de désertion est plus élevé les années où les campagnols sont peu nombreux et avec des printemps froids et pluvieux.
Parmi les autres causes de perte totale ou partielle de la couvée figurent les causes humaines : vol d'œufs ou de jeunes, dérangement du nid, adulte abattu, destruction volontaire pour protéger le gibier. On note ainsi une forte augmentation des captures de jeunes dans le Yorkshire après la sortie en 1969 du film Kes de Ken Loach, dans lequel un jeune homme déniche et dresse une crécerelle. La prédation joue un rôle minime, mais les corvidés (pies et corneilles), les belettes, les chats et les renards peuvent s'attaquer aux nids,. Historiquement, le DDE, un métabolite de l'insecticide DDT, a été responsable d'un amincissement de la coquille des œufs et donc de leur casse, avant que la molécule ne soit interdite. Enfin, l'expérience des parents est un facteur crucial dans le succès de la couvée : les couples les plus prospères sont les plus âgés, s'étant déjà reproduits sur leur territoire.

### Survie

#### Longévité

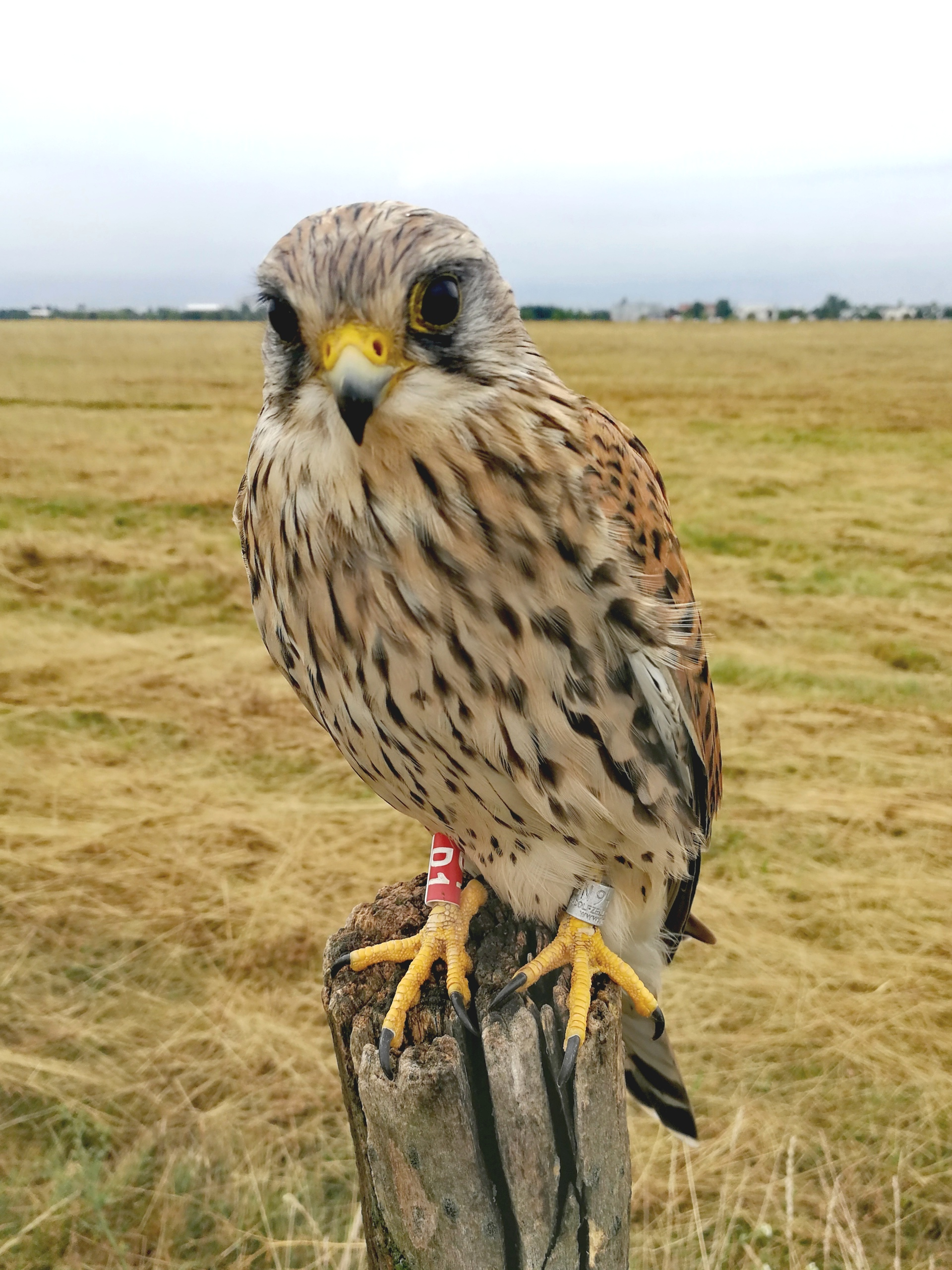
Le baguage des juvéniles, seule manière de connaître l'âge des oiseaux. Cette crécerelle était âgée de 4 ans au moment de la photo.

La plus grande longévité enregistrée chez une crécerelle baguée européenne est de 20 ans et 5 mois, pour un individu trouvé malade en Allemagne, suivi par une donnée danoise de 16 ans et 5 mois,.
Sur la base des données de baguage des jeunes au nid de 1912 à 1972 au Royaume-Uni, le taux de survie des crécerelles a été estimé à 32 % la première année, puis 66 % par an. Le taux de survie des jeunes est indépendant de la taille de la nichée, mais varie suivant la date d'envol : les jeunes envolés tôt dans l'année passent mieux l'hiver que ceux envolés plus tard. Le taux de survie des jeunes est également meilleur les années à campagnols et hiver doux que les autres années.
Une étude menée aux Pays-Bas en 1967-1973 suggère que la longévité d'une crécerelle ayant dépassé le cap des deux ans est de quatre à cinq ans, peu d'oiseaux atteignant les dix ans.

#### Mortalité

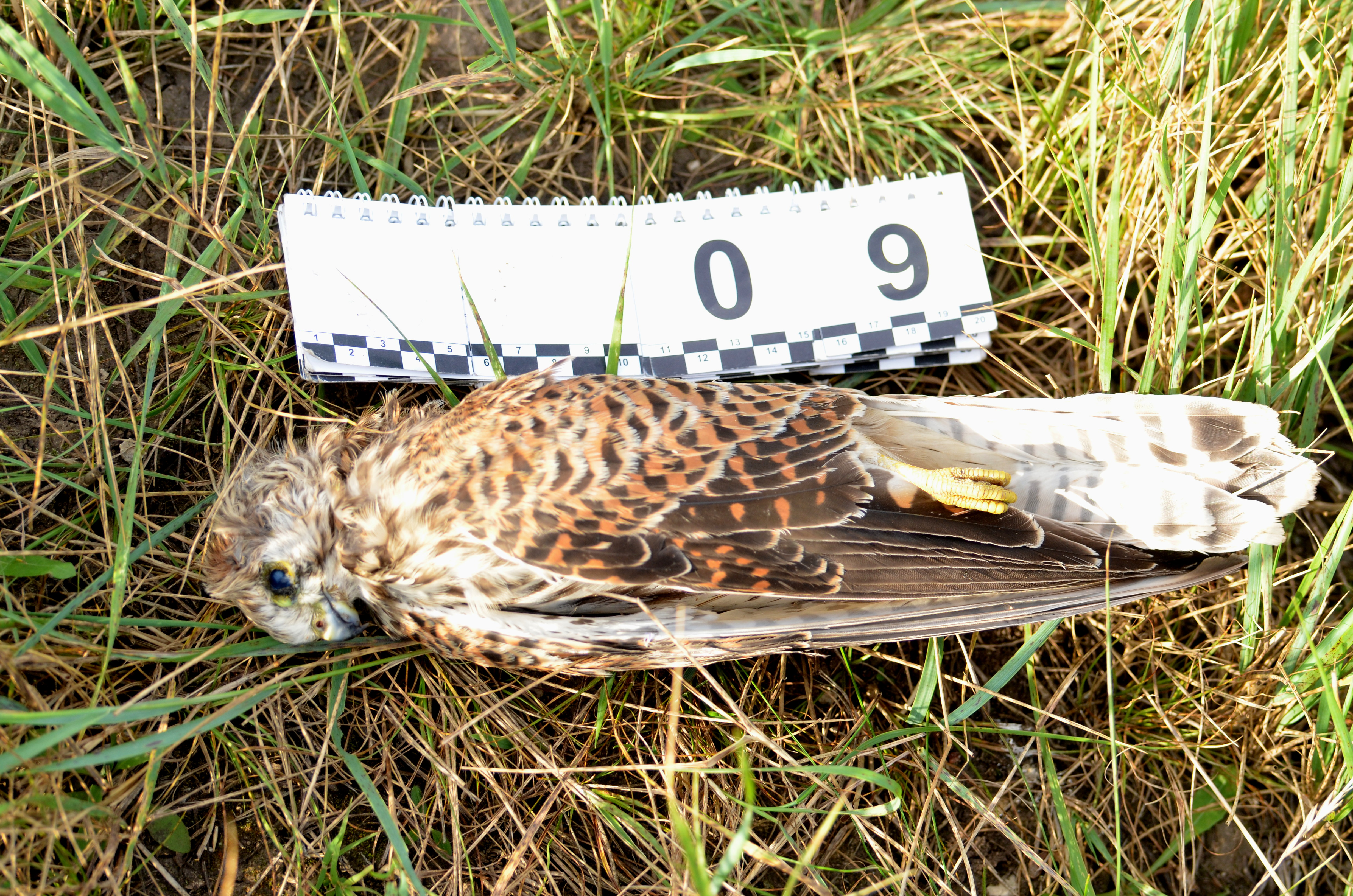
Crécerelle électrocutée par une ligne électrique dans le kraï de Krasnoïarsk en Russie.

Les principales sources sur les causes de mort des crécerelles sont les reprises de bagues ornithologiques et une étude menée à la station de recherche biologique expérimentale de Monks Wood, dans le Cambridgeshire, qui de 1963 à 1997 a collecté 1 483 cadavres de crécerelles ramassés dans l'ensemble de la Grande-Bretagne. Les reprises de bague n'offrent qu'une vue très partielle, car 90 % des crécerelles baguées ne sont jamais retrouvées. Les comptes rendus accompagnant les reprises de bagues peuvent être très succincts, « trouvé mort » étant la circonstance la plus fréquente, ou au contraire très détaillés. Les autopsies de cadavres de crécerelles sont plus éclairantes, mais peuvent être ambiguës : un oiseau lourdement infesté de parasites peut avoir succombé à ces derniers ou avoir été infesté parce qu'il était blessé ou affaibli.
La cause de mortalité la plus fréquente est le manque de nourriture, surtout lorsque l'oiseau est jeune : il manque d'expérience pour chasser, se constituer un territoire et le défendre. Les territoires acquis par les jeunes sont par ailleurs moins productifs que ceux des adultes. La mort de faim est souvent sous-représentée dans les données de baguage, peu de personnes étant capables de la diagnostiquer. Dans les données de Monks Wood, 40 % des crécerelles autopsiées ont été considérées comme mortes de faim parce qu'elles présentaient un poids faible, une poitrine émaciée, une absence de graisse corporelle et des intestins vides, noirâtres ou verdâtres. Ces chiffres sous-estiment certainement l'impact réel du manque de nourriture sur la survie des crécerelles : un individu affaibli par la faim est plus susceptible de succomber à la maladie ou à la prédation.
Les collisions et autres accidents constituent la deuxième cause de mortalité. Les collisions avec un véhicule n'ont cessé de croître depuis les années 1960, pour devenir le premier motif de mort relevé dans les reprises de bagues. Elles concernent 18 % des cadavres reçus à Monks Wood. En revanche, les collisions avec une vitre restent faibles : elles ne représentent que 0,5 % des données de Monks Wood, contre 29 % pour l'Épervier d'Europe. Là encore, la cause de décès avancée peut n'être que secondaire : un oiseau tenaillé par la faim prend plus de risques pour trouver des proies.
Les éoliennes sont une cause de mortalité nouvelle pour la crécerelle. Une étude menée à Campo de Gibraltar, au sud de l'Espagne, montre une mortalité de 0,19 crécerelle par éolienne et par an, un taux plus élevé que pour toute autre espèce d'oiseau. Il est possible que les crécerelles en chasse soient poussées dans les éoliennes par des bourrasques de vent ou qu'elles perdent de vue les pales en mouvement, sachant que les installations de Campo de Gibraltar sont situées sur des crêtes montagneuses, favorables à la chasse en Saint-Esprit, et sur des terrains privés, propices au développement des populations de rongeurs.
Selon la Ligue pour la protection des oiseaux, le Faucon crécerelle fait partie des trois oiseaux que l’on retrouve le plus fréquemment mort au pied des éoliennes en France.
Parmi les autres causes liées à l'homme, l'empoisonnement a été diagnostiqué chez 8 % des carcasses analysées à Monks Wood, c'est-à-dire qu'elles présentaient des signes d'hémorragie interne sans trace évidente d'impact et compatibles avec un empoisonnement aux composés organochlorés. Les crécerelles sont moins susceptibles d'être victimes d'empoisonnement secondaire que d'autres rapaces comme les buses ou les aigles, car leur nécrophagie est limitée. Néanmoins, leurs effectifs ont décliné dans les années 1960 dans les comtés britanniques de l'est, là où l'aldrine et la dieldrine étaient utilisées pour contrôler la mouche grise des céréales, avant de se reprendre dans les années 1970.
Avant leur protection par la loi en 1954, 50 % des crécerelles britanniques retrouvées mortes avaient été victimes de tirs. Cette proportion a ensuite fortement décru, mais des tirs illégaux persistent : dans les données de Monks Wood, 1,8 % des crécerelles ont été abattues.
La maladie est une cause de mortalité sous-représentée dans les reprises de bagues, car elle est difficile à diagnostiquer. Elle représente 6 % des comptes rendus de reprise, contre 5,2 % dans les données de Monks Wood.
Enfin, la prédation est un facteur de mortalité difficile à évaluer, car les cadavres sont rarement retrouvés. Des restes de crécerelles ont néanmoins été trouvés au nid d'autres rapaces ou dans leurs pelotes de réjection. Oiseau agile, la crécerelle peut généralement échapper à ses poursuivants en manœuvrant, mais elle peut être prise par surprise, par exemple alors qu'elle est en Saint-Esprit, concentrée sur sa recherche de proie, ou être affaiblie ou malade. Les adultes peuvent être tués par une large variété de rapaces : l'Autour des palombes, l'Épervier d'Europe, le Faucon pèlerin, le Hibou grand-duc ou la Chouette hulotte. Ils peuvent également être capturés au sol par des chats ou des renards.

#### Morbidité
Les maladies pouvant affecter les crécerelles sont connues par les travaux menés sur les oiseaux en centre de réhabilitation et par l'examen médical des cadavres d'oiseaux sauvages.
Dans une étude menée aux Pays-Bas sur 481 cadavres de crécerelles, 62 (soit 33 %) sont morts de maladies infectieuses : 19 de tuberculose aviaire, provoquée par le complexe Mycobacterium avium, et 32 d'« inflammation locale ». Les Faucons crécerelles peuvent également être atteints de choléra aviaire, causé par la bactérie Pasteurella multocida. Le Faucon crécerelle peut contracter l'herpès, une expérience montrant que l'infection mène à la mort en six jours environ. Les autres virus isolés à partir de crécerelles incluent le virus du Nil occidental, les poxvirus et les polyomavirus.
Parmi les maladies parasitaires relevées dans l'étude néerlandaise, la coccidiose représentait 67 % des cas, contre 27 % pour d'autres maladies liées à des vers. Les crécerelles peuvent porter des protozoaires du genre Caryospora : un jeune trouvé très affaibli à Berlin a développé une diarrhée hémorragique avant de mourir le lendemain. L'autopsie a montré qu'il était porteur d'une grave infection à plusieurs espèces de ce genre. Trichomonas gallinae peut affecter les crécerelles, occasionnant des abcès autour du bec et du nez. Les oiseaux ne peuvent plus s'alimenter correctement et finissent par mourir. Les crécerelles peuvent porter Haemoproteus tinnunculi et H. brachiatus, des parasites sanguins dont les vecteurs biologiques sont des diptères piqueurs du genre Culicoides. Des vers plats des genres Trematoda ou Cestoda, ainsi que des nématodes, ont également été trouvés sur des crécerelles en Slovénie. Ces parasites peuvent affaiblir l'oiseau, sans le tuer directement. Dans l'ensemble, toutefois, les crécerelles ne semblent pas présenter une charge parasitaire très élevée : dans une étude portant sur six espèces de rapaces britanniques, dont la crécerelle, seuls 20 % des oiseaux se sont révélés porter un ou plusieurs endoparasites, proportion qui a surpris les chercheurs eux-mêmes.
Le Faucon crécerelle peut également être porteur d'ectoparasites, notamment des hippoboscidés et des acariens susceptibles d'infester leurs plumes et leurs cavités nasales ou de se loger sous la peau.

## Taxonomie et phylogénie
Le Faucon crécerelle a été décrit par le naturaliste suédois Carl von Linné en 1758 et conserve le nom binominal établi par ce dernier, Falco tinnunculus. Il n'y a pas de synonyme junior. La sous-espèce Falco tinnunculus rupicolus a été élevée au rang d'espèce (Falco rupicolus) car elle n’est pas directement apparentée aux autres sous-espèces,,.
Le Faucon crécerelle appartient à la famille des Falconidae ou Falconidés, qui comprend les faucons et les caracaras. Elle est aujourd’hui rattachée à l'ordre des Falconiformes. Traditionnellement, les Falconidés étaient inclus dans l’ordre des Accipitriformes qui regroupait les rapaces, ou oiseaux de proie diurnes : faucons, éperviers, aigles, vautours, mais aussi le Messager sagittaire. Toutefois, des analyses phylogénétiques ont montré en 2008 que les faucons sont en réalité plus proches des perroquets et des passereaux, dont ils ont divergé il y a environ 60 millions d'années.
Le Faucon crécerelle appartient au genre Falco, le plus riche en espèces au sein des Falconidae. Ce genre a probablement commencé à se diversifier à la fin du Miocène tardif (il y a 11,6 à 5,3 millions d'années), avec le développement des habitats ouverts. En son sein, le Faucon crécerelle forme avec plusieurs autres petits faucons le groupe des crécerelles,, souvent regroupé dans le sous-genre Falco (Tinnunculus). Ce groupe serait le premier à avoir divergé du reste des Faucons, à la fin du Miocène. Les différentes espèces de crécerelles sont donc plus proches entre elles qu'elles ne le sont de toutes autres espèces de Faucons, et tous les autres faucons (pèlerin, gerfaut, émerillon, etc.) sont eux-mêmes plus proches entre eux qu’ils ne le sont des différentes crécerelles.
Position des Crécerelles au sein des faucons, :
|  | Crécerelle d'Amérique (F. sparverius) |
|  |                                       |
|  | Faucon bérigora (F. berigora)         |
|  |                                       |

|  | Faucon ardoisé (F. ardosiaceus)     |
|  |                                     |
|  | Faucon de Dickinson (F. dickinsoni) |
|  |                                     |

|  | Faucon hobereau (F. subbuteo) et espèces apparentées (F. (Hypotriorchis))                                                                                         |
|  | |
|  | \| \| Faucon gerfaut (F. rusticolus) et espèces apparentées (F. (Hierofalco)) \| \| \| \| \| \| Faucon pèlerin (F. peregrinus) et espèces apparentées \| \| \| \| |
|  | |
|  | Faucon gerfaut (F. rusticolus) et espèces apparentées (F. (Hierofalco))                                                                                           |
|  | |
|  | Faucon pèlerin (F. peregrinus) et espèces apparentées |
|  | |

|  | Faucon gerfaut (F. rusticolus) et espèces apparentées (F. (Hierofalco)) |
|  |                                                                         |
|  | Faucon pèlerin (F. peregrinus) et espèces apparentées                   |
|  |                                                                         |

|  | Faucon ardoisé (F. ardosiaceus)     |
|  |                                     |
|  | Faucon de Dickinson (F. dickinsoni) |
|  |                                     |

|  | Faucon hobereau (F. subbuteo) et espèces apparentées (F. (Hypotriorchis))                                                                                         |
|  | |
|  | \| \| Faucon gerfaut (F. rusticolus) et espèces apparentées (F. (Hierofalco)) \| \| \| \| \| \| Faucon pèlerin (F. peregrinus) et espèces apparentées \| \| \| \| |
|  | |
|  | Faucon gerfaut (F. rusticolus) et espèces apparentées (F. (Hierofalco))                                                                                           |
|  | |
|  | Faucon pèlerin (F. peregrinus) et espèces apparentées |
|  | |

|  | Faucon gerfaut (F. rusticolus) et espèces apparentées (F. (Hierofalco)) |
|  |                                                                         |
|  | Faucon pèlerin (F. peregrinus) et espèces apparentées                   |
|  |                                                                         |

|  | Crécerelle d'Amérique (F. sparverius) |
|  |                                       |
|  | Faucon bérigora (F. berigora)         |
|  |                                       |

|  | Faucon ardoisé (F. ardosiaceus)     |
|  |                                     |
|  | Faucon de Dickinson (F. dickinsoni) |
|  |                                     |

|  | Faucon hobereau (F. subbuteo) et espèces apparentées (F. (Hypotriorchis))                                                                                         |
|  | |
|  | \| \| Faucon gerfaut (F. rusticolus) et espèces apparentées (F. (Hierofalco)) \| \| \| \| \| \| Faucon pèlerin (F. peregrinus) et espèces apparentées \| \| \| \| |
|  | |
|  | Faucon gerfaut (F. rusticolus) et espèces apparentées (F. (Hierofalco))                                                                                           |
|  | |
|  | Faucon pèlerin (F. peregrinus) et espèces apparentées |
|  | |

|  | Faucon gerfaut (F. rusticolus) et espèces apparentées (F. (Hierofalco)) |
|  |                                                                         |
|  | Faucon pèlerin (F. peregrinus) et espèces apparentées                   |
|  |                                                                         |

|  | Faucon ardoisé (F. ardosiaceus)     |
|  |                                     |
|  | Faucon de Dickinson (F. dickinsoni) |
|  |                                     |

|  | Faucon hobereau (F. subbuteo) et espèces apparentées (F. (Hypotriorchis))                                                                                         |
|  | |
|  | \| \| Faucon gerfaut (F. rusticolus) et espèces apparentées (F. (Hierofalco)) \| \| \| \| \| \| Faucon pèlerin (F. peregrinus) et espèces apparentées \| \| \| \| |
|  | |
|  | Faucon gerfaut (F. rusticolus) et espèces apparentées (F. (Hierofalco))                                                                                           |
|  | |
|  | Faucon pèlerin (F. peregrinus) et espèces apparentées |
|  | |

|  | Faucon gerfaut (F. rusticolus) et espèces apparentées (F. (Hierofalco)) |
|  |                                                                         |
|  | Faucon pèlerin (F. peregrinus) et espèces apparentées                   |
|  |                                                                         |

|  | Crécerelle d'Amérique (F. sparverius) |
|  |                                       |
|  | Faucon bérigora (F. berigora)         |
|  |                                       |

|  | Faucon ardoisé (F. ardosiaceus)     |
|  |                                     |
|  | Faucon de Dickinson (F. dickinsoni) |
|  |                                     |

|  | Faucon hobereau (F. subbuteo) et espèces apparentées (F. (Hypotriorchis))                                                                                         |
|  | |
|  | \| \| Faucon gerfaut (F. rusticolus) et espèces apparentées (F. (Hierofalco)) \| \| \| \| \| \| Faucon pèlerin (F. peregrinus) et espèces apparentées \| \| \| \| |
|  | |
|  | Faucon gerfaut (F. rusticolus) et espèces apparentées (F. (Hierofalco))                                                                                           |
|  | |
|  | Faucon pèlerin (F. peregrinus) et espèces apparentées |
|  | |

|  | Faucon gerfaut (F. rusticolus) et espèces apparentées (F. (Hierofalco)) |
|  |                                                                         |
|  | Faucon pèlerin (F. peregrinus) et espèces apparentées                   |
|  |                                                                         |

|  | Faucon ardoisé (F. ardosiaceus)     |
|  |                                     |
|  | Faucon de Dickinson (F. dickinsoni) |
|  |                                     |

|  | Faucon hobereau (F. subbuteo) et espèces apparentées (F. (Hypotriorchis))                                                                                         |
|  | |
|  | \| \| Faucon gerfaut (F. rusticolus) et espèces apparentées (F. (Hierofalco)) \| \| \| \| \| \| Faucon pèlerin (F. peregrinus) et espèces apparentées \| \| \| \| |
|  | |
|  | Faucon gerfaut (F. rusticolus) et espèces apparentées (F. (Hierofalco))                                                                                           |
|  | |
|  | Faucon pèlerin (F. peregrinus) et espèces apparentées |
|  | |

|  | Faucon gerfaut (F. rusticolus) et espèces apparentées (F. (Hierofalco)) |
|  |                                                                         |
|  | Faucon pèlerin (F. peregrinus) et espèces apparentées                   |
|  |                                                                         |

|  | Crécerelle d'Amérique (F. sparverius) |
|  |                                       |
|  | Faucon bérigora (F. berigora)         |
|  |                                       |

|  | Faucon ardoisé (F. ardosiaceus)     |
|  |                                     |
|  | Faucon de Dickinson (F. dickinsoni) |
|  |                                     |

|  | Faucon hobereau (F. subbuteo) et espèces apparentées (F. (Hypotriorchis))                                                                                         |
|  | |
|  | \| \| Faucon gerfaut (F. rusticolus) et espèces apparentées (F. (Hierofalco)) \| \| \| \| \| \| Faucon pèlerin (F. peregrinus) et espèces apparentées \| \| \| \| |
|  | |
|  | Faucon gerfaut (F. rusticolus) et espèces apparentées (F. (Hierofalco))                                                                                           |
|  | |
|  | Faucon pèlerin (F. peregrinus) et espèces apparentées |
|  | |

|  | Faucon gerfaut (F. rusticolus) et espèces apparentées (F. (Hierofalco)) |
|  |                                                                         |
|  | Faucon pèlerin (F. peregrinus) et espèces apparentées                   |
|  |                                                                         |

|  | Faucon ardoisé (F. ardosiaceus)     |
|  |                                     |
|  | Faucon de Dickinson (F. dickinsoni) |
|  |                                     |

|  | Faucon hobereau (F. subbuteo) et espèces apparentées (F. (Hypotriorchis))                                                                                         |
|  | |
|  | \| \| Faucon gerfaut (F. rusticolus) et espèces apparentées (F. (Hierofalco)) \| \| \| \| \| \| Faucon pèlerin (F. peregrinus) et espèces apparentées \| \| \| \| |
|  | |
|  | Faucon gerfaut (F. rusticolus) et espèces apparentées (F. (Hierofalco))                                                                                           |
|  | |
|  | Faucon pèlerin (F. peregrinus) et espèces apparentées |
|  | |

|  | Faucon gerfaut (F. rusticolus) et espèces apparentées (F. (Hierofalco)) |
|  |                                                                         |
|  | Faucon pèlerin (F. peregrinus) et espèces apparentées                   |
|  |                                                                         |

Le groupe des crécerelles contiendrait onze espèces : le Faucon à ventre rayé serait le plus éloigné des autres espèces, suivi du Faucon crécerellette puis de la Crécerelle renard et de la Crécerelle aux yeux blancs. Les sept espèces restantes seraient réparties en deux groupes : l'un circonscrit à des îles de l’océan Indien et contenant la Crécerelle de Maurice, la Crécerelle des Seychelles et la Crécerelle malgache ; l'autre plus largement réparti contenant la Crécerelle des rochers, la Crécerelle d'Australie, la Crécerelle des Moluques et le Faucon crécerelle,,. Plusieurs autres espèces ont été par le passé incluses dans le groupe des crécerelles. La Crécerelle d'Amérique serait plus proche du Faucon bérigora que des « vraies » crécerelles. Le Faucon ardoisé, le Faucon de Dickinson et le Faucon à ventre rayé ont souvent été considérés comme des espèces très proches, et parfois associées aux crécerelles ; néanmoins, seul le Faucon à ventre rayé semble effectivement faire partie des crécerelles, tandis que le Faucon ardoisé et le Faucon de Dickinson, seraient en réalité plus proche du Faucon émerillon.
Phylogénie des Crécerelles « vraies », sous-genre Falco (Tinnunculus), :
|  | Crécerelle de Maurice (F. punctatus)                                                                       |
|  | |
|  | \| \| Crécerelle des Seychelles (F. araeus) \| \| \| \| \| \| Crécerelle malgache (F. newtoni) \| \| \| \| |
|  | |
|  | Crécerelle des Seychelles (F. araeus)                                                                      |
|  | |
|  | Crécerelle malgache (F. newtoni)                                                                           |
|  | |

|  | Crécerelle des Seychelles (F. araeus) |
|  |                                       |
|  | Crécerelle malgache (F. newtoni)      |
|  |                                       |

|  | Crécerelle d'Australie (F. cenchroides)                                                                         |
|  | |
|  | \| \| Crécerelle des Moluques (F. moluccensis) \| \| \| \| \| \| Faucon crécerelle (F. tinnunculus) \| \| \| \| |
|  | |
|  | Crécerelle des Moluques (F. moluccensis)                                                                        |
|  | |
|  | Faucon crécerelle (F. tinnunculus)                                                                              |
|  | |

|  | Crécerelle des Moluques (F. moluccensis) |
|  |                                          |
|  | Faucon crécerelle (F. tinnunculus)       |
|  |                                          |

|  | Crécerelle d'Australie (F. cenchroides)                                                                         |
|  | |
|  | \| \| Crécerelle des Moluques (F. moluccensis) \| \| \| \| \| \| Faucon crécerelle (F. tinnunculus) \| \| \| \| |
|  | |
|  | Crécerelle des Moluques (F. moluccensis)                                                                        |
|  | |
|  | Faucon crécerelle (F. tinnunculus)                                                                              |
|  | |

|  | Crécerelle des Moluques (F. moluccensis) |
|  |                                          |
|  | Faucon crécerelle (F. tinnunculus)       |
|  |                                          |

|  | Crécerelle de Maurice (F. punctatus)                                                                       |
|  | |
|  | \| \| Crécerelle des Seychelles (F. araeus) \| \| \| \| \| \| Crécerelle malgache (F. newtoni) \| \| \| \| |
|  | |
|  | Crécerelle des Seychelles (F. araeus)                                                                      |
|  | |
|  | Crécerelle malgache (F. newtoni)                                                                           |
|  | |

|  | Crécerelle des Seychelles (F. araeus) |
|  |                                       |
|  | Crécerelle malgache (F. newtoni)      |
|  |                                       |

|  | Crécerelle d'Australie (F. cenchroides)                                                                         |
|  | |
|  | \| \| Crécerelle des Moluques (F. moluccensis) \| \| \| \| \| \| Faucon crécerelle (F. tinnunculus) \| \| \| \| |
|  | |
|  | Crécerelle des Moluques (F. moluccensis)                                                                        |
|  | |
|  | Faucon crécerelle (F. tinnunculus)                                                                              |
|  | |

|  | Crécerelle des Moluques (F. moluccensis) |
|  |                                          |
|  | Faucon crécerelle (F. tinnunculus)       |
|  |                                          |

|  | Crécerelle d'Australie (F. cenchroides)                                                                         |
|  | |
|  | \| \| Crécerelle des Moluques (F. moluccensis) \| \| \| \| \| \| Faucon crécerelle (F. tinnunculus) \| \| \| \| |
|  | |
|  | Crécerelle des Moluques (F. moluccensis)                                                                        |
|  | |
|  | Faucon crécerelle (F. tinnunculus)                                                                              |
|  | |

|  | Crécerelle des Moluques (F. moluccensis) |
|  |                                          |
|  | Faucon crécerelle (F. tinnunculus)       |
|  |                                          |

|  | Crécerelle de Maurice (F. punctatus)                                                                       |
|  | |
|  | \| \| Crécerelle des Seychelles (F. araeus) \| \| \| \| \| \| Crécerelle malgache (F. newtoni) \| \| \| \| |
|  | |
|  | Crécerelle des Seychelles (F. araeus)                                                                      |
|  | |
|  | Crécerelle malgache (F. newtoni)                                                                           |
|  | |

|  | Crécerelle des Seychelles (F. araeus) |
|  |                                       |
|  | Crécerelle malgache (F. newtoni)      |
|  |                                       |

|  | Crécerelle d'Australie (F. cenchroides)                                                                         |
|  | |
|  | \| \| Crécerelle des Moluques (F. moluccensis) \| \| \| \| \| \| Faucon crécerelle (F. tinnunculus) \| \| \| \| |
|  | |
|  | Crécerelle des Moluques (F. moluccensis)                                                                        |
|  | |
|  | Faucon crécerelle (F. tinnunculus)                                                                              |
|  | |

|  | Crécerelle des Moluques (F. moluccensis) |
|  |                                          |
|  | Faucon crécerelle (F. tinnunculus)       |
|  |                                          |

|  | Crécerelle d'Australie (F. cenchroides)                                                                         |
|  | |
|  | \| \| Crécerelle des Moluques (F. moluccensis) \| \| \| \| \| \| Faucon crécerelle (F. tinnunculus) \| \| \| \| |
|  | |
|  | Crécerelle des Moluques (F. moluccensis)                                                                        |
|  | |
|  | Faucon crécerelle (F. tinnunculus)                                                                              |
|  | |

|  | Crécerelle des Moluques (F. moluccensis) |
|  |                                          |
|  | Faucon crécerelle (F. tinnunculus)       |
|  |                                          |

|  | Crécerelle de Maurice (F. punctatus)                                                                       |
|  | |
|  | \| \| Crécerelle des Seychelles (F. araeus) \| \| \| \| \| \| Crécerelle malgache (F. newtoni) \| \| \| \| |
|  | |
|  | Crécerelle des Seychelles (F. araeus)                                                                      |
|  | |
|  | Crécerelle malgache (F. newtoni)                                                                           |
|  | |

|  | Crécerelle des Seychelles (F. araeus) |
|  |                                       |
|  | Crécerelle malgache (F. newtoni)      |
|  |                                       |

|  | Crécerelle d'Australie (F. cenchroides)                                                                         |
|  | |
|  | \| \| Crécerelle des Moluques (F. moluccensis) \| \| \| \| \| \| Faucon crécerelle (F. tinnunculus) \| \| \| \| |
|  | |
|  | Crécerelle des Moluques (F. moluccensis)                                                                        |
|  | |
|  | Faucon crécerelle (F. tinnunculus)                                                                              |
|  | |

|  | Crécerelle des Moluques (F. moluccensis) |
|  |                                          |
|  | Faucon crécerelle (F. tinnunculus)       |
|  |                                          |

|  | Crécerelle d'Australie (F. cenchroides)                                                                         |
|  | |
|  | \| \| Crécerelle des Moluques (F. moluccensis) \| \| \| \| \| \| Faucon crécerelle (F. tinnunculus) \| \| \| \| |
|  | |
|  | Crécerelle des Moluques (F. moluccensis)                                                                        |
|  | |
|  | Faucon crécerelle (F. tinnunculus)                                                                              |
|  | |

|  | Crécerelle des Moluques (F. moluccensis) |
|  |                                          |
|  | Faucon crécerelle (F. tinnunculus)       |
|  |                                          |

|  | Crécerelle de Maurice (F. punctatus)                                                                       |
|  | |
|  | \| \| Crécerelle des Seychelles (F. araeus) \| \| \| \| \| \| Crécerelle malgache (F. newtoni) \| \| \| \| |
|  | |
|  | Crécerelle des Seychelles (F. araeus)                                                                      |
|  | |
|  | Crécerelle malgache (F. newtoni)                                                                           |
|  | |

|  | Crécerelle des Seychelles (F. araeus) |
|  |                                       |
|  | Crécerelle malgache (F. newtoni)      |
|  |                                       |

|  | Crécerelle d'Australie (F. cenchroides)                                                                         |
|  | |
|  | \| \| Crécerelle des Moluques (F. moluccensis) \| \| \| \| \| \| Faucon crécerelle (F. tinnunculus) \| \| \| \| |
|  | |
|  | Crécerelle des Moluques (F. moluccensis)                                                                        |
|  | |
|  | Faucon crécerelle (F. tinnunculus)                                                                              |
|  | |

|  | Crécerelle des Moluques (F. moluccensis) |
|  |                                          |
|  | Faucon crécerelle (F. tinnunculus)       |
|  |                                          |

|  | Crécerelle d'Australie (F. cenchroides)                                                                         |
|  | |
|  | \| \| Crécerelle des Moluques (F. moluccensis) \| \| \| \| \| \| Faucon crécerelle (F. tinnunculus) \| \| \| \| |
|  | |
|  | Crécerelle des Moluques (F. moluccensis)                                                                        |
|  | |
|  | Faucon crécerelle (F. tinnunculus)                                                                              |
|  | |

|  | Crécerelle des Moluques (F. moluccensis) |
|  |                                          |
|  | Faucon crécerelle (F. tinnunculus)       |
|  |                                          |

|  | Crécerelle de Maurice (F. punctatus)                                                                       |
|  | |
|  | \| \| Crécerelle des Seychelles (F. araeus) \| \| \| \| \| \| Crécerelle malgache (F. newtoni) \| \| \| \| |
|  | |
|  | Crécerelle des Seychelles (F. araeus)                                                                      |
|  | |
|  | Crécerelle malgache (F. newtoni)                                                                           |
|  | |

|  | Crécerelle des Seychelles (F. araeus) |
|  |                                       |
|  | Crécerelle malgache (F. newtoni)      |
|  |                                       |

|  | Crécerelle d'Australie (F. cenchroides)                                                                         |
|  | |
|  | \| \| Crécerelle des Moluques (F. moluccensis) \| \| \| \| \| \| Faucon crécerelle (F. tinnunculus) \| \| \| \| |
|  | |
|  | Crécerelle des Moluques (F. moluccensis)                                                                        |
|  | |
|  | Faucon crécerelle (F. tinnunculus)                                                                              |
|  | |

|  | Crécerelle des Moluques (F. moluccensis) |
|  |                                          |
|  | Faucon crécerelle (F. tinnunculus)       |
|  |                                          |

|  | Crécerelle d'Australie (F. cenchroides)                                                                         |
|  | |
|  | \| \| Crécerelle des Moluques (F. moluccensis) \| \| \| \| \| \| Faucon crécerelle (F. tinnunculus) \| \| \| \| |
|  | |
|  | Crécerelle des Moluques (F. moluccensis)                                                                        |
|  | |
|  | Faucon crécerelle (F. tinnunculus)                                                                              |
|  | |

|  | Crécerelle des Moluques (F. moluccensis) |
|  |                                          |
|  | Faucon crécerelle (F. tinnunculus)       |
|  |                                          |

|  | Crécerelle de Maurice (F. punctatus)                                                                       |
|  | |
|  | \| \| Crécerelle des Seychelles (F. araeus) \| \| \| \| \| \| Crécerelle malgache (F. newtoni) \| \| \| \| |
|  | |
|  | Crécerelle des Seychelles (F. araeus)                                                                      |
|  | |
|  | Crécerelle malgache (F. newtoni)                                                                           |
|  | |

|  | Crécerelle des Seychelles (F. araeus) |
|  |                                       |
|  | Crécerelle malgache (F. newtoni)      |
|  |                                       |

|  | Crécerelle d'Australie (F. cenchroides)                                                                         |
|  | |
|  | \| \| Crécerelle des Moluques (F. moluccensis) \| \| \| \| \| \| Faucon crécerelle (F. tinnunculus) \| \| \| \| |
|  | |
|  | Crécerelle des Moluques (F. moluccensis)                                                                        |
|  | |
|  | Faucon crécerelle (F. tinnunculus)                                                                              |
|  | |

|  | Crécerelle des Moluques (F. moluccensis) |
|  |                                          |
|  | Faucon crécerelle (F. tinnunculus)       |
|  |                                          |

|  | Crécerelle d'Australie (F. cenchroides)                                                                         |
|  | |
|  | \| \| Crécerelle des Moluques (F. moluccensis) \| \| \| \| \| \| Faucon crécerelle (F. tinnunculus) \| \| \| \| |
|  | |
|  | Crécerelle des Moluques (F. moluccensis)                                                                        |
|  | |
|  | Faucon crécerelle (F. tinnunculus)                                                                              |
|  | |

|  | Crécerelle des Moluques (F. moluccensis) |
|  |                                          |
|  | Faucon crécerelle (F. tinnunculus)       |
|  |                                          |

|  | Crécerelle de Maurice (F. punctatus)                                                                       |
|  | |
|  | \| \| Crécerelle des Seychelles (F. araeus) \| \| \| \| \| \| Crécerelle malgache (F. newtoni) \| \| \| \| |
|  | |
|  | Crécerelle des Seychelles (F. araeus)                                                                      |
|  | |
|  | Crécerelle malgache (F. newtoni)                                                                           |
|  | |

|  | Crécerelle des Seychelles (F. araeus) |
|  |                                       |
|  | Crécerelle malgache (F. newtoni)      |
|  |                                       |

|  | Crécerelle d'Australie (F. cenchroides)                                                                         |
|  | |
|  | \| \| Crécerelle des Moluques (F. moluccensis) \| \| \| \| \| \| Faucon crécerelle (F. tinnunculus) \| \| \| \| |
|  | |
|  | Crécerelle des Moluques (F. moluccensis)                                                                        |
|  | |
|  | Faucon crécerelle (F. tinnunculus)                                                                              |
|  | |

|  | Crécerelle des Moluques (F. moluccensis) |
|  |                                          |
|  | Faucon crécerelle (F. tinnunculus)       |
|  |                                          |

|  | Crécerelle d'Australie (F. cenchroides)                                                                         |
|  | |
|  | \| \| Crécerelle des Moluques (F. moluccensis) \| \| \| \| \| \| Faucon crécerelle (F. tinnunculus) \| \| \| \| |
|  | |
|  | Crécerelle des Moluques (F. moluccensis)                                                                        |
|  | |
|  | Faucon crécerelle (F. tinnunculus)                                                                              |
|  | |

|  | Crécerelle des Moluques (F. moluccensis) |
|  |                                          |
|  | Faucon crécerelle (F. tinnunculus)       |
|  |                                          |

|  | Crécerelle de Maurice (F. punctatus)                                                                       |
|  | |
|  | \| \| Crécerelle des Seychelles (F. araeus) \| \| \| \| \| \| Crécerelle malgache (F. newtoni) \| \| \| \| |
|  | |
|  | Crécerelle des Seychelles (F. araeus)                                                                      |
|  | |
|  | Crécerelle malgache (F. newtoni)                                                                           |
|  | |

|  | Crécerelle des Seychelles (F. araeus) |
|  |                                       |
|  | Crécerelle malgache (F. newtoni)      |
|  |                                       |

|  | Crécerelle d'Australie (F. cenchroides)                                                                         |
|  | |
|  | \| \| Crécerelle des Moluques (F. moluccensis) \| \| \| \| \| \| Faucon crécerelle (F. tinnunculus) \| \| \| \| |
|  | |
|  | Crécerelle des Moluques (F. moluccensis)                                                                        |
|  | |
|  | Faucon crécerelle (F. tinnunculus)                                                                              |
|  | |

|  | Crécerelle des Moluques (F. moluccensis) |
|  |                                          |
|  | Faucon crécerelle (F. tinnunculus)       |
|  |                                          |

|  | Crécerelle d'Australie (F. cenchroides)                                                                         |
|  | |
|  | \| \| Crécerelle des Moluques (F. moluccensis) \| \| \| \| \| \| Faucon crécerelle (F. tinnunculus) \| \| \| \| |
|  | |
|  | Crécerelle des Moluques (F. moluccensis)                                                                        |
|  | |
|  | Faucon crécerelle (F. tinnunculus)                                                                              |
|  | |

|  | Crécerelle des Moluques (F. moluccensis) |
|  |                                          |
|  | Faucon crécerelle (F. tinnunculus)       |
|  |                                          |

|  | Crécerelle de Maurice (F. punctatus)                                                                       |
|  | |
|  | \| \| Crécerelle des Seychelles (F. araeus) \| \| \| \| \| \| Crécerelle malgache (F. newtoni) \| \| \| \| |
|  | |
|  | Crécerelle des Seychelles (F. araeus)                                                                      |
|  | |
|  | Crécerelle malgache (F. newtoni)                                                                           |
|  | |

|  | Crécerelle des Seychelles (F. araeus) |
|  |                                       |
|  | Crécerelle malgache (F. newtoni)      |
|  |                                       |

|  | Crécerelle d'Australie (F. cenchroides)                                                                         |
|  | |
|  | \| \| Crécerelle des Moluques (F. moluccensis) \| \| \| \| \| \| Faucon crécerelle (F. tinnunculus) \| \| \| \| |
|  | |
|  | Crécerelle des Moluques (F. moluccensis)                                                                        |
|  | |
|  | Faucon crécerelle (F. tinnunculus)                                                                              |
|  | |

|  | Crécerelle des Moluques (F. moluccensis) |
|  |                                          |
|  | Faucon crécerelle (F. tinnunculus)       |
|  |                                          |

|  | Crécerelle d'Australie (F. cenchroides)                                                                         |
|  | |
|  | \| \| Crécerelle des Moluques (F. moluccensis) \| \| \| \| \| \| Faucon crécerelle (F. tinnunculus) \| \| \| \| |
|  | |
|  | Crécerelle des Moluques (F. moluccensis)                                                                        |
|  | |
|  | Faucon crécerelle (F. tinnunculus)                                                                              |
|  | |

|  | Crécerelle des Moluques (F. moluccensis) |
|  |                                          |
|  | Faucon crécerelle (F. tinnunculus)       |
|  |                                          |

|  | Crécerelle de Maurice (F. punctatus)                                                                       |
|  | |
|  | \| \| Crécerelle des Seychelles (F. araeus) \| \| \| \| \| \| Crécerelle malgache (F. newtoni) \| \| \| \| |
|  | |
|  | Crécerelle des Seychelles (F. araeus)                                                                      |
|  | |
|  | Crécerelle malgache (F. newtoni)                                                                           |
|  | |

|  | Crécerelle des Seychelles (F. araeus) |
|  |                                       |
|  | Crécerelle malgache (F. newtoni)      |
|  |                                       |

|  | Crécerelle d'Australie (F. cenchroides)                                                                         |
|  | |
|  | \| \| Crécerelle des Moluques (F. moluccensis) \| \| \| \| \| \| Faucon crécerelle (F. tinnunculus) \| \| \| \| |
|  | |
|  | Crécerelle des Moluques (F. moluccensis)                                                                        |
|  | |
|  | Faucon crécerelle (F. tinnunculus)                                                                              |
|  | |

|  | Crécerelle des Moluques (F. moluccensis) |
|  |                                          |
|  | Faucon crécerelle (F. tinnunculus)       |
|  |                                          |

|  | Crécerelle d'Australie (F. cenchroides)                                                                         |
|  | |
|  | \| \| Crécerelle des Moluques (F. moluccensis) \| \| \| \| \| \| Faucon crécerelle (F. tinnunculus) \| \| \| \| |
|  | |
|  | Crécerelle des Moluques (F. moluccensis)                                                                        |
|  | |
|  | Faucon crécerelle (F. tinnunculus)                                                                              |
|  | |

|  | Crécerelle des Moluques (F. moluccensis) |
|  |                                          |
|  | Faucon crécerelle (F. tinnunculus)       |
|  |                                          |

|  | Crécerelle de Maurice (F. punctatus)                                                                       |
|  | |
|  | \| \| Crécerelle des Seychelles (F. araeus) \| \| \| \| \| \| Crécerelle malgache (F. newtoni) \| \| \| \| |
|  | |
|  | Crécerelle des Seychelles (F. araeus)                                                                      |
|  | |
|  | Crécerelle malgache (F. newtoni)                                                                           |
|  | |

|  | Crécerelle des Seychelles (F. araeus) |
|  |                                       |
|  | Crécerelle malgache (F. newtoni)      |
|  |                                       |

|  | Crécerelle d'Australie (F. cenchroides)                                                                         |
|  | |
|  | \| \| Crécerelle des Moluques (F. moluccensis) \| \| \| \| \| \| Faucon crécerelle (F. tinnunculus) \| \| \| \| |
|  | |
|  | Crécerelle des Moluques (F. moluccensis)                                                                        |
|  | |
|  | Faucon crécerelle (F. tinnunculus)                                                                              |
|  | |

|  | Crécerelle des Moluques (F. moluccensis) |
|  |                                          |
|  | Faucon crécerelle (F. tinnunculus)       |
|  |                                          |

|  | Crécerelle d'Australie (F. cenchroides)                                                                         |
|  | |
|  | \| \| Crécerelle des Moluques (F. moluccensis) \| \| \| \| \| \| Faucon crécerelle (F. tinnunculus) \| \| \| \| |
|  | |
|  | Crécerelle des Moluques (F. moluccensis)                                                                        |
|  | |
|  | Faucon crécerelle (F. tinnunculus)                                                                              |
|  | |

|  | Crécerelle des Moluques (F. moluccensis) |
|  |                                          |
|  | Faucon crécerelle (F. tinnunculus)       |
|  |                                          |

|  | Crécerelle de Maurice (F. punctatus)                                                                       |
|  | |
|  | \| \| Crécerelle des Seychelles (F. araeus) \| \| \| \| \| \| Crécerelle malgache (F. newtoni) \| \| \| \| |
|  | |
|  | Crécerelle des Seychelles (F. araeus)                                                                      |
|  | |
|  | Crécerelle malgache (F. newtoni)                                                                           |
|  | |

|  | Crécerelle des Seychelles (F. araeus) |
|  |                                       |
|  | Crécerelle malgache (F. newtoni)      |
|  |                                       |

|  | Crécerelle d'Australie (F. cenchroides)                                                                         |
|  | |
|  | \| \| Crécerelle des Moluques (F. moluccensis) \| \| \| \| \| \| Faucon crécerelle (F. tinnunculus) \| \| \| \| |
|  | |
|  | Crécerelle des Moluques (F. moluccensis)                                                                        |
|  | |
|  | Faucon crécerelle (F. tinnunculus)                                                                              |
|  | |

|  | Crécerelle des Moluques (F. moluccensis) |
|  |                                          |
|  | Faucon crécerelle (F. tinnunculus)       |
|  |                                          |

|  | Crécerelle d'Australie (F. cenchroides)                                                                         |
|  | |
|  | \| \| Crécerelle des Moluques (F. moluccensis) \| \| \| \| \| \| Faucon crécerelle (F. tinnunculus) \| \| \| \| |
|  | |
|  | Crécerelle des Moluques (F. moluccensis)                                                                        |
|  | |
|  | Faucon crécerelle (F. tinnunculus)                                                                              |
|  | |

|  | Crécerelle des Moluques (F. moluccensis) |
|  |                                          |
|  | Faucon crécerelle (F. tinnunculus)       |
|  |                                          |

|  | Crécerelle de Maurice (F. punctatus)                                                                       |
|  | |
|  | \| \| Crécerelle des Seychelles (F. araeus) \| \| \| \| \| \| Crécerelle malgache (F. newtoni) \| \| \| \| |
|  | |
|  | Crécerelle des Seychelles (F. araeus)                                                                      |
|  | |
|  | Crécerelle malgache (F. newtoni)                                                                           |
|  | |

|  | Crécerelle des Seychelles (F. araeus) |
|  |                                       |
|  | Crécerelle malgache (F. newtoni)      |
|  |                                       |

|  | Crécerelle d'Australie (F. cenchroides)                                                                         |
|  | |
|  | \| \| Crécerelle des Moluques (F. moluccensis) \| \| \| \| \| \| Faucon crécerelle (F. tinnunculus) \| \| \| \| |
|  | |
|  | Crécerelle des Moluques (F. moluccensis)                                                                        |
|  | |
|  | Faucon crécerelle (F. tinnunculus)                                                                              |
|  | |

|  | Crécerelle des Moluques (F. moluccensis) |
|  |                                          |
|  | Faucon crécerelle (F. tinnunculus)       |
|  |                                          |

|  | Crécerelle d'Australie (F. cenchroides)                                                                         |
|  | |
|  | \| \| Crécerelle des Moluques (F. moluccensis) \| \| \| \| \| \| Faucon crécerelle (F. tinnunculus) \| \| \| \| |
|  | |
|  | Crécerelle des Moluques (F. moluccensis)                                                                        |
|  | |
|  | Faucon crécerelle (F. tinnunculus)                                                                              |
|  | |

|  | Crécerelle des Moluques (F. moluccensis) |
|  |                                          |
|  | Faucon crécerelle (F. tinnunculus)       |
|  |                                          |

|  | Crécerelle de Maurice (F. punctatus)                                                                       |
|  | |
|  | \| \| Crécerelle des Seychelles (F. araeus) \| \| \| \| \| \| Crécerelle malgache (F. newtoni) \| \| \| \| |
|  | |
|  | Crécerelle des Seychelles (F. araeus)                                                                      |
|  | |
|  | Crécerelle malgache (F. newtoni)                                                                           |
|  | |

|  | Crécerelle des Seychelles (F. araeus) |
|  |                                       |
|  | Crécerelle malgache (F. newtoni)      |
|  |                                       |

|  | Crécerelle d'Australie (F. cenchroides)                                                                         |
|  | |
|  | \| \| Crécerelle des Moluques (F. moluccensis) \| \| \| \| \| \| Faucon crécerelle (F. tinnunculus) \| \| \| \| |
|  | |
|  | Crécerelle des Moluques (F. moluccensis)                                                                        |
|  | |
|  | Faucon crécerelle (F. tinnunculus)                                                                              |
|  | |

|  | Crécerelle des Moluques (F. moluccensis) |
|  |                                          |
|  | Faucon crécerelle (F. tinnunculus)       |
|  |                                          |

|  | Crécerelle d'Australie (F. cenchroides)                                                                         |
|  | |
|  | \| \| Crécerelle des Moluques (F. moluccensis) \| \| \| \| \| \| Faucon crécerelle (F. tinnunculus) \| \| \| \| |
|  | |
|  | Crécerelle des Moluques (F. moluccensis)                                                                        |
|  | |
|  | Faucon crécerelle (F. tinnunculus)                                                                              |
|  | |

|  | Crécerelle des Moluques (F. moluccensis) |
|  |                                          |
|  | Faucon crécerelle (F. tinnunculus)       |
|  |                                          |

|  | Crécerelle de Maurice (F. punctatus)                                                                       |
|  | |
|  | \| \| Crécerelle des Seychelles (F. araeus) \| \| \| \| \| \| Crécerelle malgache (F. newtoni) \| \| \| \| |
|  | |
|  | Crécerelle des Seychelles (F. araeus)                                                                      |
|  | |
|  | Crécerelle malgache (F. newtoni)                                                                           |
|  | |

|  | Crécerelle des Seychelles (F. araeus) |
|  |                                       |
|  | Crécerelle malgache (F. newtoni)      |
|  |                                       |

|  | Crécerelle d'Australie (F. cenchroides)                                                                         |
|  | |
|  | \| \| Crécerelle des Moluques (F. moluccensis) \| \| \| \| \| \| Faucon crécerelle (F. tinnunculus) \| \| \| \| |
|  | |
|  | Crécerelle des Moluques (F. moluccensis)                                                                        |
|  | |
|  | Faucon crécerelle (F. tinnunculus)                                                                              |
|  | |

|  | Crécerelle des Moluques (F. moluccensis) |
|  |                                          |
|  | Faucon crécerelle (F. tinnunculus)       |
|  |                                          |

|  | Crécerelle d'Australie (F. cenchroides)                                                                         |
|  | |
|  | \| \| Crécerelle des Moluques (F. moluccensis) \| \| \| \| \| \| Faucon crécerelle (F. tinnunculus) \| \| \| \| |
|  | |
|  | Crécerelle des Moluques (F. moluccensis)                                                                        |
|  | |
|  | Faucon crécerelle (F. tinnunculus)                                                                              |
|  | |

|  | Crécerelle des Moluques (F. moluccensis) |
|  |                                          |
|  | Faucon crécerelle (F. tinnunculus)       |
|  |                                          |

|  | Crécerelle de Maurice (F. punctatus)                                                                       |
|  | |
|  | \| \| Crécerelle des Seychelles (F. araeus) \| \| \| \| \| \| Crécerelle malgache (F. newtoni) \| \| \| \| |
|  | |
|  | Crécerelle des Seychelles (F. araeus)                                                                      |
|  | |
|  | Crécerelle malgache (F. newtoni)                                                                           |
|  | |

|  | Crécerelle des Seychelles (F. araeus) |
|  |                                       |
|  | Crécerelle malgache (F. newtoni)      |
|  |                                       |

|  | Crécerelle d'Australie (F. cenchroides)                                                                         |
|  | |
|  | \| \| Crécerelle des Moluques (F. moluccensis) \| \| \| \| \| \| Faucon crécerelle (F. tinnunculus) \| \| \| \| |
|  | |
|  | Crécerelle des Moluques (F. moluccensis)                                                                        |
|  | |
|  | Faucon crécerelle (F. tinnunculus)                                                                              |
|  | |

|  | Crécerelle des Moluques (F. moluccensis) |
|  |                                          |
|  | Faucon crécerelle (F. tinnunculus)       |
|  |                                          |

|  | Crécerelle d'Australie (F. cenchroides)                                                                         |
|  | |
|  | \| \| Crécerelle des Moluques (F. moluccensis) \| \| \| \| \| \| Faucon crécerelle (F. tinnunculus) \| \| \| \| |
|  | |
|  | Crécerelle des Moluques (F. moluccensis)                                                                        |
|  | |
|  | Faucon crécerelle (F. tinnunculus)                                                                              |
|  | |

|  | Crécerelle des Moluques (F. moluccensis) |
|  |                                          |
|  | Faucon crécerelle (F. tinnunculus)       |
|  |                                          |

|  | Crécerelle de Maurice (F. punctatus)                                                                       |
|  | |
|  | \| \| Crécerelle des Seychelles (F. araeus) \| \| \| \| \| \| Crécerelle malgache (F. newtoni) \| \| \| \| |
|  | |
|  | Crécerelle des Seychelles (F. araeus)                                                                      |
|  | |
|  | Crécerelle malgache (F. newtoni)                                                                           |
|  | |

|  | Crécerelle des Seychelles (F. araeus) |
|  |                                       |
|  | Crécerelle malgache (F. newtoni)      |
|  |                                       |

|  | Crécerelle d'Australie (F. cenchroides)                                                                         |
|  | |
|  | \| \| Crécerelle des Moluques (F. moluccensis) \| \| \| \| \| \| Faucon crécerelle (F. tinnunculus) \| \| \| \| |
|  | |
|  | Crécerelle des Moluques (F. moluccensis)                                                                        |
|  | |
|  | Faucon crécerelle (F. tinnunculus)                                                                              |
|  | |

|  | Crécerelle des Moluques (F. moluccensis) |
|  |                                          |
|  | Faucon crécerelle (F. tinnunculus)       |
|  |                                          |

|  | Crécerelle d'Australie (F. cenchroides)                                                                         |
|  | |
|  | \| \| Crécerelle des Moluques (F. moluccensis) \| \| \| \| \| \| Faucon crécerelle (F. tinnunculus) \| \| \| \| |
|  | |
|  | Crécerelle des Moluques (F. moluccensis)                                                                        |
|  | |
|  | Faucon crécerelle (F. tinnunculus)                                                                              |
|  | |

|  | Crécerelle des Moluques (F. moluccensis) |
|  |                                          |
|  | Faucon crécerelle (F. tinnunculus)       |
|  |                                          |

|  | Crécerelle de Maurice (F. punctatus)                                                                       |
|  | |
|  | \| \| Crécerelle des Seychelles (F. araeus) \| \| \| \| \| \| Crécerelle malgache (F. newtoni) \| \| \| \| |
|  | |
|  | Crécerelle des Seychelles (F. araeus)                                                                      |
|  | |
|  | Crécerelle malgache (F. newtoni)                                                                           |
|  | |

|  | Crécerelle des Seychelles (F. araeus) |
|  |                                       |
|  | Crécerelle malgache (F. newtoni)      |
|  |                                       |

|  | Crécerelle d'Australie (F. cenchroides)                                                                         |
|  | |
|  | \| \| Crécerelle des Moluques (F. moluccensis) \| \| \| \| \| \| Faucon crécerelle (F. tinnunculus) \| \| \| \| |
|  | |
|  | Crécerelle des Moluques (F. moluccensis)                                                                        |
|  | |
|  | Faucon crécerelle (F. tinnunculus)                                                                              |
|  | |

|  | Crécerelle des Moluques (F. moluccensis) |
|  |                                          |
|  | Faucon crécerelle (F. tinnunculus)       |
|  |                                          |

|  | Crécerelle d'Australie (F. cenchroides)                                                                         |
|  | |
|  | \| \| Crécerelle des Moluques (F. moluccensis) \| \| \| \| \| \| Faucon crécerelle (F. tinnunculus) \| \| \| \| |
|  | |
|  | Crécerelle des Moluques (F. moluccensis)                                                                        |
|  | |
|  | Faucon crécerelle (F. tinnunculus)                                                                              |
|  | |

|  | Crécerelle des Moluques (F. moluccensis) |
|  |                                          |
|  | Faucon crécerelle (F. tinnunculus)       |
|  |                                          |

|  | Crécerelle de Maurice (F. punctatus)                                                                       |
|  | |
|  | \| \| Crécerelle des Seychelles (F. araeus) \| \| \| \| \| \| Crécerelle malgache (F. newtoni) \| \| \| \| |
|  | |
|  | Crécerelle des Seychelles (F. araeus)                                                                      |
|  | |
|  | Crécerelle malgache (F. newtoni)                                                                           |
|  | |

|  | Crécerelle des Seychelles (F. araeus) |
|  |                                       |
|  | Crécerelle malgache (F. newtoni)      |
|  |                                       |

|  | Crécerelle d'Australie (F. cenchroides)                                                                         |
|  | |
|  | \| \| Crécerelle des Moluques (F. moluccensis) \| \| \| \| \| \| Faucon crécerelle (F. tinnunculus) \| \| \| \| |
|  | |
|  | Crécerelle des Moluques (F. moluccensis)                                                                        |
|  | |
|  | Faucon crécerelle (F. tinnunculus)                                                                              |
|  | |

|  | Crécerelle des Moluques (F. moluccensis) |
|  |                                          |
|  | Faucon crécerelle (F. tinnunculus)       |
|  |                                          |

|  | Crécerelle d'Australie (F. cenchroides)                                                                         |
|  | |
|  | \| \| Crécerelle des Moluques (F. moluccensis) \| \| \| \| \| \| Faucon crécerelle (F. tinnunculus) \| \| \| \| |
|  | |
|  | Crécerelle des Moluques (F. moluccensis)                                                                        |
|  | |
|  | Faucon crécerelle (F. tinnunculus)                                                                              |
|  | |

|  | Crécerelle des Moluques (F. moluccensis) |
|  |                                          |
|  | Faucon crécerelle (F. tinnunculus)       |
|  |                                          |

|  | Crécerelle de Maurice (F. punctatus)                                                                       |
|  | |
|  | \| \| Crécerelle des Seychelles (F. araeus) \| \| \| \| \| \| Crécerelle malgache (F. newtoni) \| \| \| \| |
|  | |
|  | Crécerelle des Seychelles (F. araeus)                                                                      |
|  | |
|  | Crécerelle malgache (F. newtoni)                                                                           |
|  | |

|  | Crécerelle des Seychelles (F. araeus) |
|  |                                       |
|  | Crécerelle malgache (F. newtoni)      |
|  |                                       |

|  | Crécerelle d'Australie (F. cenchroides)                                                                         |
|  | |
|  | \| \| Crécerelle des Moluques (F. moluccensis) \| \| \| \| \| \| Faucon crécerelle (F. tinnunculus) \| \| \| \| |
|  | |
|  | Crécerelle des Moluques (F. moluccensis)                                                                        |
|  | |
|  | Faucon crécerelle (F. tinnunculus)                                                                              |
|  | |

|  | Crécerelle des Moluques (F. moluccensis) |
|  |                                          |
|  | Faucon crécerelle (F. tinnunculus)       |
|  |                                          |

|  | Crécerelle d'Australie (F. cenchroides)                                                                         |
|  | |
|  | \| \| Crécerelle des Moluques (F. moluccensis) \| \| \| \| \| \| Faucon crécerelle (F. tinnunculus) \| \| \| \| |
|  | |
|  | Crécerelle des Moluques (F. moluccensis)                                                                        |
|  | |
|  | Faucon crécerelle (F. tinnunculus)                                                                              |
|  | |

|  | Crécerelle des Moluques (F. moluccensis) |
|  |                                          |
|  | Faucon crécerelle (F. tinnunculus)       |
|  |                                          |

|  | Crécerelle de Maurice (F. punctatus)                                                                       |
|  | |
|  | \| \| Crécerelle des Seychelles (F. araeus) \| \| \| \| \| \| Crécerelle malgache (F. newtoni) \| \| \| \| |
|  | |
|  | Crécerelle des Seychelles (F. araeus)                                                                      |
|  | |
|  | Crécerelle malgache (F. newtoni)                                                                           |
|  | |

|  | Crécerelle des Seychelles (F. araeus) |
|  |                                       |
|  | Crécerelle malgache (F. newtoni)      |
|  |                                       |

|  | Crécerelle d'Australie (F. cenchroides)                                                                         |
|  | |
|  | \| \| Crécerelle des Moluques (F. moluccensis) \| \| \| \| \| \| Faucon crécerelle (F. tinnunculus) \| \| \| \| |
|  | |
|  | Crécerelle des Moluques (F. moluccensis)                                                                        |
|  | |
|  | Faucon crécerelle (F. tinnunculus)                                                                              |
|  | |

|  | Crécerelle des Moluques (F. moluccensis) |
|  |                                          |
|  | Faucon crécerelle (F. tinnunculus)       |
|  |                                          |

|  | Crécerelle d'Australie (F. cenchroides)                                                                         |
|  | |
|  | \| \| Crécerelle des Moluques (F. moluccensis) \| \| \| \| \| \| Faucon crécerelle (F. tinnunculus) \| \| \| \| |
|  | |
|  | Crécerelle des Moluques (F. moluccensis)                                                                        |
|  | |
|  | Faucon crécerelle (F. tinnunculus)                                                                              |
|  | |

|  | Crécerelle des Moluques (F. moluccensis) |
|  |                                          |
|  | Faucon crécerelle (F. tinnunculus)       |
|  |                                          |

|  | Crécerelle de Maurice (F. punctatus)                                                                       |
|  | |
|  | \| \| Crécerelle des Seychelles (F. araeus) \| \| \| \| \| \| Crécerelle malgache (F. newtoni) \| \| \| \| |
|  | |
|  | Crécerelle des Seychelles (F. araeus)                                                                      |
|  | |
|  | Crécerelle malgache (F. newtoni)                                                                           |
|  | |

|  | Crécerelle des Seychelles (F. araeus) |
|  |                                       |
|  | Crécerelle malgache (F. newtoni)      |
|  |                                       |

|  | Crécerelle d'Australie (F. cenchroides)                                                                         |
|  | |
|  | \| \| Crécerelle des Moluques (F. moluccensis) \| \| \| \| \| \| Faucon crécerelle (F. tinnunculus) \| \| \| \| |
|  | |
|  | Crécerelle des Moluques (F. moluccensis)                                                                        |
|  | |
|  | Faucon crécerelle (F. tinnunculus)                                                                              |
|  | |

|  | Crécerelle des Moluques (F. moluccensis) |
|  |                                          |
|  | Faucon crécerelle (F. tinnunculus)       |
|  |                                          |

|  | Crécerelle d'Australie (F. cenchroides)                                                                         |
|  | |
|  | \| \| Crécerelle des Moluques (F. moluccensis) \| \| \| \| \| \| Faucon crécerelle (F. tinnunculus) \| \| \| \| |
|  | |
|  | Crécerelle des Moluques (F. moluccensis)                                                                        |
|  | |
|  | Faucon crécerelle (F. tinnunculus)                                                                              |
|  | |

|  | Crécerelle des Moluques (F. moluccensis) |
|  |                                          |
|  | Faucon crécerelle (F. tinnunculus)       |
|  |                                          |

|  | Crécerelle de Maurice (F. punctatus)                                                                       |
|  | |
|  | \| \| Crécerelle des Seychelles (F. araeus) \| \| \| \| \| \| Crécerelle malgache (F. newtoni) \| \| \| \| |
|  | |
|  | Crécerelle des Seychelles (F. araeus)                                                                      |
|  | |
|  | Crécerelle malgache (F. newtoni)                                                                           |
|  | |

|  | Crécerelle des Seychelles (F. araeus) |
|  |                                       |
|  | Crécerelle malgache (F. newtoni)      |
|  |                                       |

|  | Crécerelle d'Australie (F. cenchroides)                                                                         |
|  | |
|  | \| \| Crécerelle des Moluques (F. moluccensis) \| \| \| \| \| \| Faucon crécerelle (F. tinnunculus) \| \| \| \| |
|  | |
|  | Crécerelle des Moluques (F. moluccensis)                                                                        |
|  | |
|  | Faucon crécerelle (F. tinnunculus)                                                                              |
|  | |

|  | Crécerelle des Moluques (F. moluccensis) |
|  |                                          |
|  | Faucon crécerelle (F. tinnunculus)       |
|  |                                          |

|  | Crécerelle d'Australie (F. cenchroides)                                                                         |
|  | |
|  | \| \| Crécerelle des Moluques (F. moluccensis) \| \| \| \| \| \| Faucon crécerelle (F. tinnunculus) \| \| \| \| |
|  | |
|  | Crécerelle des Moluques (F. moluccensis)                                                                        |
|  | |
|  | Faucon crécerelle (F. tinnunculus)                                                                              |
|  | |

|  | Crécerelle des Moluques (F. moluccensis) |
|  |                                          |
|  | Faucon crécerelle (F. tinnunculus)       |
|  |                                          |

|  | Crécerelle de Maurice (F. punctatus)                                                                       |
|  | |
|  | \| \| Crécerelle des Seychelles (F. araeus) \| \| \| \| \| \| Crécerelle malgache (F. newtoni) \| \| \| \| |
|  | |
|  | Crécerelle des Seychelles (F. araeus)                                                                      |
|  | |
|  | Crécerelle malgache (F. newtoni)                                                                           |
|  | |

|  | Crécerelle des Seychelles (F. araeus) |
|  |                                       |
|  | Crécerelle malgache (F. newtoni)      |
|  |                                       |

|  | Crécerelle d'Australie (F. cenchroides)                                                                         |
|  | |
|  | \| \| Crécerelle des Moluques (F. moluccensis) \| \| \| \| \| \| Faucon crécerelle (F. tinnunculus) \| \| \| \| |
|  | |
|  | Crécerelle des Moluques (F. moluccensis)                                                                        |
|  | |
|  | Faucon crécerelle (F. tinnunculus)                                                                              |
|  | |

|  | Crécerelle des Moluques (F. moluccensis) |
|  |                                          |
|  | Faucon crécerelle (F. tinnunculus)       |
|  |                                          |

|  | Crécerelle d'Australie (F. cenchroides)                                                                         |
|  | |
|  | \| \| Crécerelle des Moluques (F. moluccensis) \| \| \| \| \| \| Faucon crécerelle (F. tinnunculus) \| \| \| \| |
|  | |
|  | Crécerelle des Moluques (F. moluccensis)                                                                        |
|  | |
|  | Faucon crécerelle (F. tinnunculus)                                                                              |
|  | |

|  | Crécerelle des Moluques (F. moluccensis) |
|  |                                          |
|  | Faucon crécerelle (F. tinnunculus)       |
|  |                                          |

|  | Crécerelle de Maurice (F. punctatus)                                                                       |
|  | |
|  | \| \| Crécerelle des Seychelles (F. araeus) \| \| \| \| \| \| Crécerelle malgache (F. newtoni) \| \| \| \| |
|  | |
|  | Crécerelle des Seychelles (F. araeus)                                                                      |
|  | |
|  | Crécerelle malgache (F. newtoni)                                                                           |
|  | |

|  | Crécerelle des Seychelles (F. araeus) |
|  |                                       |
|  | Crécerelle malgache (F. newtoni)      |
|  |                                       |

|  | Crécerelle d'Australie (F. cenchroides)                                                                         |
|  | |
|  | \| \| Crécerelle des Moluques (F. moluccensis) \| \| \| \| \| \| Faucon crécerelle (F. tinnunculus) \| \| \| \| |
|  | |
|  | Crécerelle des Moluques (F. moluccensis)                                                                        |
|  | |
|  | Faucon crécerelle (F. tinnunculus)                                                                              |
|  | |

|  | Crécerelle des Moluques (F. moluccensis) |
|  |                                          |
|  | Faucon crécerelle (F. tinnunculus)       |
|  |                                          |

|  | Crécerelle d'Australie (F. cenchroides)                                                                         |
|  | |
|  | \| \| Crécerelle des Moluques (F. moluccensis) \| \| \| \| \| \| Faucon crécerelle (F. tinnunculus) \| \| \| \| |
|  | |
|  | Crécerelle des Moluques (F. moluccensis)                                                                        |
|  | |
|  | Faucon crécerelle (F. tinnunculus)                                                                              |
|  | |

|  | Crécerelle des Moluques (F. moluccensis) |
|  |                                          |
|  | Faucon crécerelle (F. tinnunculus)       |
|  |                                          |

|  | Crécerelle de Maurice (F. punctatus)                                                                       |
|  | |
|  | \| \| Crécerelle des Seychelles (F. araeus) \| \| \| \| \| \| Crécerelle malgache (F. newtoni) \| \| \| \| |
|  | |
|  | Crécerelle des Seychelles (F. araeus)                                                                      |
|  | |
|  | Crécerelle malgache (F. newtoni)                                                                           |
|  | |

|  | Crécerelle des Seychelles (F. araeus) |
|  |                                       |
|  | Crécerelle malgache (F. newtoni)      |
|  |                                       |

|  | Crécerelle d'Australie (F. cenchroides)                                                                         |
|  | |
|  | \| \| Crécerelle des Moluques (F. moluccensis) \| \| \| \| \| \| Faucon crécerelle (F. tinnunculus) \| \| \| \| |
|  | |
|  | Crécerelle des Moluques (F. moluccensis)                                                                        |
|  | |
|  | Faucon crécerelle (F. tinnunculus)                                                                              |
|  | |

|  | Crécerelle des Moluques (F. moluccensis) |
|  |                                          |
|  | Faucon crécerelle (F. tinnunculus)       |
|  |                                          |

|  | Crécerelle d'Australie (F. cenchroides)                                                                         |
|  | |
|  | \| \| Crécerelle des Moluques (F. moluccensis) \| \| \| \| \| \| Faucon crécerelle (F. tinnunculus) \| \| \| \| |
|  | |
|  | Crécerelle des Moluques (F. moluccensis)                                                                        |
|  | |
|  | Faucon crécerelle (F. tinnunculus)                                                                              |
|  | |

|  | Crécerelle des Moluques (F. moluccensis) |
|  |                                          |
|  | Faucon crécerelle (F. tinnunculus)       |
|  |                                          |

|  | Crécerelle de Maurice (F. punctatus)                                                                       |
|  | |
|  | \| \| Crécerelle des Seychelles (F. araeus) \| \| \| \| \| \| Crécerelle malgache (F. newtoni) \| \| \| \| |
|  | |
|  | Crécerelle des Seychelles (F. araeus)                                                                      |
|  | |
|  | Crécerelle malgache (F. newtoni)                                                                           |
|  | |

|  | Crécerelle des Seychelles (F. araeus) |
|  |                                       |
|  | Crécerelle malgache (F. newtoni)      |
|  |                                       |

|  | Crécerelle d'Australie (F. cenchroides)                                                                         |
|  | |
|  | \| \| Crécerelle des Moluques (F. moluccensis) \| \| \| \| \| \| Faucon crécerelle (F. tinnunculus) \| \| \| \| |
|  | |
|  | Crécerelle des Moluques (F. moluccensis)                                                                        |
|  | |
|  | Faucon crécerelle (F. tinnunculus)                                                                              |
|  | |

|  | Crécerelle des Moluques (F. moluccensis) |
|  |                                          |
|  | Faucon crécerelle (F. tinnunculus)       |
|  |                                          |

|  | Crécerelle d'Australie (F. cenchroides)                                                                         |
|  | |
|  | \| \| Crécerelle des Moluques (F. moluccensis) \| \| \| \| \| \| Faucon crécerelle (F. tinnunculus) \| \| \| \| |
|  | |
|  | Crécerelle des Moluques (F. moluccensis)                                                                        |
|  | |
|  | Faucon crécerelle (F. tinnunculus)                                                                              |
|  | |

|  | Crécerelle des Moluques (F. moluccensis) |
|  |                                          |
|  | Faucon crécerelle (F. tinnunculus)       |
|  |                                          |

|  | Crécerelle de Maurice (F. punctatus)                                                                       |
|  | |
|  | \| \| Crécerelle des Seychelles (F. araeus) \| \| \| \| \| \| Crécerelle malgache (F. newtoni) \| \| \| \| |
|  | |
|  | Crécerelle des Seychelles (F. araeus)                                                                      |
|  | |
|  | Crécerelle malgache (F. newtoni)                                                                           |
|  | |

|  | Crécerelle des Seychelles (F. araeus) |
|  |                                       |
|  | Crécerelle malgache (F. newtoni)      |
|  |                                       |

|  | Crécerelle d'Australie (F. cenchroides)                                                                         |
|  | |
|  | \| \| Crécerelle des Moluques (F. moluccensis) \| \| \| \| \| \| Faucon crécerelle (F. tinnunculus) \| \| \| \| |
|  | |
|  | Crécerelle des Moluques (F. moluccensis)                                                                        |
|  | |
|  | Faucon crécerelle (F. tinnunculus)                                                                              |
|  | |

|  | Crécerelle des Moluques (F. moluccensis) |
|  |                                          |
|  | Faucon crécerelle (F. tinnunculus)       |
|  |                                          |

|  | Crécerelle d'Australie (F. cenchroides)                                                                         |
|  | |
|  | \| \| Crécerelle des Moluques (F. moluccensis) \| \| \| \| \| \| Faucon crécerelle (F. tinnunculus) \| \| \| \| |
|  | |
|  | Crécerelle des Moluques (F. moluccensis)                                                                        |
|  | |
|  | Faucon crécerelle (F. tinnunculus)                                                                              |
|  | |

|  | Crécerelle des Moluques (F. moluccensis) |
|  |                                          |
|  | Faucon crécerelle (F. tinnunculus)       |
|  |                                          |

|  | Crécerelle de Maurice (F. punctatus)                                                                       |
|  | |
|  | \| \| Crécerelle des Seychelles (F. araeus) \| \| \| \| \| \| Crécerelle malgache (F. newtoni) \| \| \| \| |
|  | |
|  | Crécerelle des Seychelles (F. araeus)                                                                      |
|  | |
|  | Crécerelle malgache (F. newtoni)                                                                           |
|  | |

|  | Crécerelle des Seychelles (F. araeus) |
|  |                                       |
|  | Crécerelle malgache (F. newtoni)      |
|  |                                       |

|  | Crécerelle d'Australie (F. cenchroides)                                                                         |
|  | |
|  | \| \| Crécerelle des Moluques (F. moluccensis) \| \| \| \| \| \| Faucon crécerelle (F. tinnunculus) \| \| \| \| |
|  | |
|  | Crécerelle des Moluques (F. moluccensis)                                                                        |
|  | |
|  | Faucon crécerelle (F. tinnunculus)                                                                              |
|  | |

|  | Crécerelle des Moluques (F. moluccensis) |
|  |                                          |
|  | Faucon crécerelle (F. tinnunculus)       |
|  |                                          |

|  | Crécerelle d'Australie (F. cenchroides)                                                                         |
|  | |
|  | \| \| Crécerelle des Moluques (F. moluccensis) \| \| \| \| \| \| Faucon crécerelle (F. tinnunculus) \| \| \| \| |
|  | |
|  | Crécerelle des Moluques (F. moluccensis)                                                                        |
|  | |
|  | Faucon crécerelle (F. tinnunculus)                                                                              |
|  | |

|  | Crécerelle des Moluques (F. moluccensis) |
|  |                                          |
|  | Faucon crécerelle (F. tinnunculus)       |
|  |                                          |

|  | Crécerelle de Maurice (F. punctatus)                                                                       |
|  | |
|  | \| \| Crécerelle des Seychelles (F. araeus) \| \| \| \| \| \| Crécerelle malgache (F. newtoni) \| \| \| \| |
|  | |
|  | Crécerelle des Seychelles (F. araeus)                                                                      |
|  | |
|  | Crécerelle malgache (F. newtoni)                                                                           |
|  | |

|  | Crécerelle des Seychelles (F. araeus) |
|  |                                       |
|  | Crécerelle malgache (F. newtoni)      |
|  |                                       |

|  | Crécerelle d'Australie (F. cenchroides)                                                                         |
|  | |
|  | \| \| Crécerelle des Moluques (F. moluccensis) \| \| \| \| \| \| Faucon crécerelle (F. tinnunculus) \| \| \| \| |
|  | |
|  | Crécerelle des Moluques (F. moluccensis)                                                                        |
|  | |
|  | Faucon crécerelle (F. tinnunculus)                                                                              |
|  | |

|  | Crécerelle des Moluques (F. moluccensis) |
|  |                                          |
|  | Faucon crécerelle (F. tinnunculus)       |
|  |                                          |

|  | Crécerelle d'Australie (F. cenchroides)                                                                         |
|  | |
|  | \| \| Crécerelle des Moluques (F. moluccensis) \| \| \| \| \| \| Faucon crécerelle (F. tinnunculus) \| \| \| \| |
|  | |
|  | Crécerelle des Moluques (F. moluccensis)                                                                        |
|  | |
|  | Faucon crécerelle (F. tinnunculus)                                                                              |
|  | |

|  | Crécerelle des Moluques (F. moluccensis) |
|  |                                          |
|  | Faucon crécerelle (F. tinnunculus)       |
|  |                                          |

|  | Crécerelle de Maurice (F. punctatus)                                                                       |
|  | |
|  | \| \| Crécerelle des Seychelles (F. araeus) \| \| \| \| \| \| Crécerelle malgache (F. newtoni) \| \| \| \| |
|  | |
|  | Crécerelle des Seychelles (F. araeus)                                                                      |
|  | |
|  | Crécerelle malgache (F. newtoni)                                                                           |
|  | |

|  | Crécerelle des Seychelles (F. araeus) |
|  |                                       |
|  | Crécerelle malgache (F. newtoni)      |
|  |                                       |

|  | Crécerelle d'Australie (F. cenchroides)                                                                         |
|  | |
|  | \| \| Crécerelle des Moluques (F. moluccensis) \| \| \| \| \| \| Faucon crécerelle (F. tinnunculus) \| \| \| \| |
|  | |
|  | Crécerelle des Moluques (F. moluccensis)                                                                        |
|  | |
|  | Faucon crécerelle (F. tinnunculus)                                                                              |
|  | |

|  | Crécerelle des Moluques (F. moluccensis) |
|  |                                          |
|  | Faucon crécerelle (F. tinnunculus)       |
|  |                                          |

|  | Crécerelle d'Australie (F. cenchroides)                                                                         |
|  | |
|  | \| \| Crécerelle des Moluques (F. moluccensis) \| \| \| \| \| \| Faucon crécerelle (F. tinnunculus) \| \| \| \| |
|  | |
|  | Crécerelle des Moluques (F. moluccensis)                                                                        |
|  | |
|  | Faucon crécerelle (F. tinnunculus)                                                                              |
|  | |

|  | Crécerelle des Moluques (F. moluccensis) |
|  |                                          |
|  | Faucon crécerelle (F. tinnunculus)       |
|  |                                          |

Selon des analyses cytogénétiques, le Faucon crécerelle possède le plus grand nombre de chromosomes (2n = 52) parmi la sous-famille des Falconinae et aurait donc conservé le caryotype ancestral de ces derniers. Des analyses génétiques montrent une affinité étroite avec la Crécerelle d'Australie, suggérant une spéciation récente, probablement lors de la dernière période glaciaire,.
En raison de la proximité génétique entre membres du genre Falco, leurs hybrides sont totalement ou partiellement fertiles. Des hybrides ont été documentés entre le Faucon crécerelle d'une part et le Faucon émerillon, le Faucon crécerellette, le Faucon pèlerin et la Crécerelle d'Amérique d'autre part.

### Liste des sous-espèces

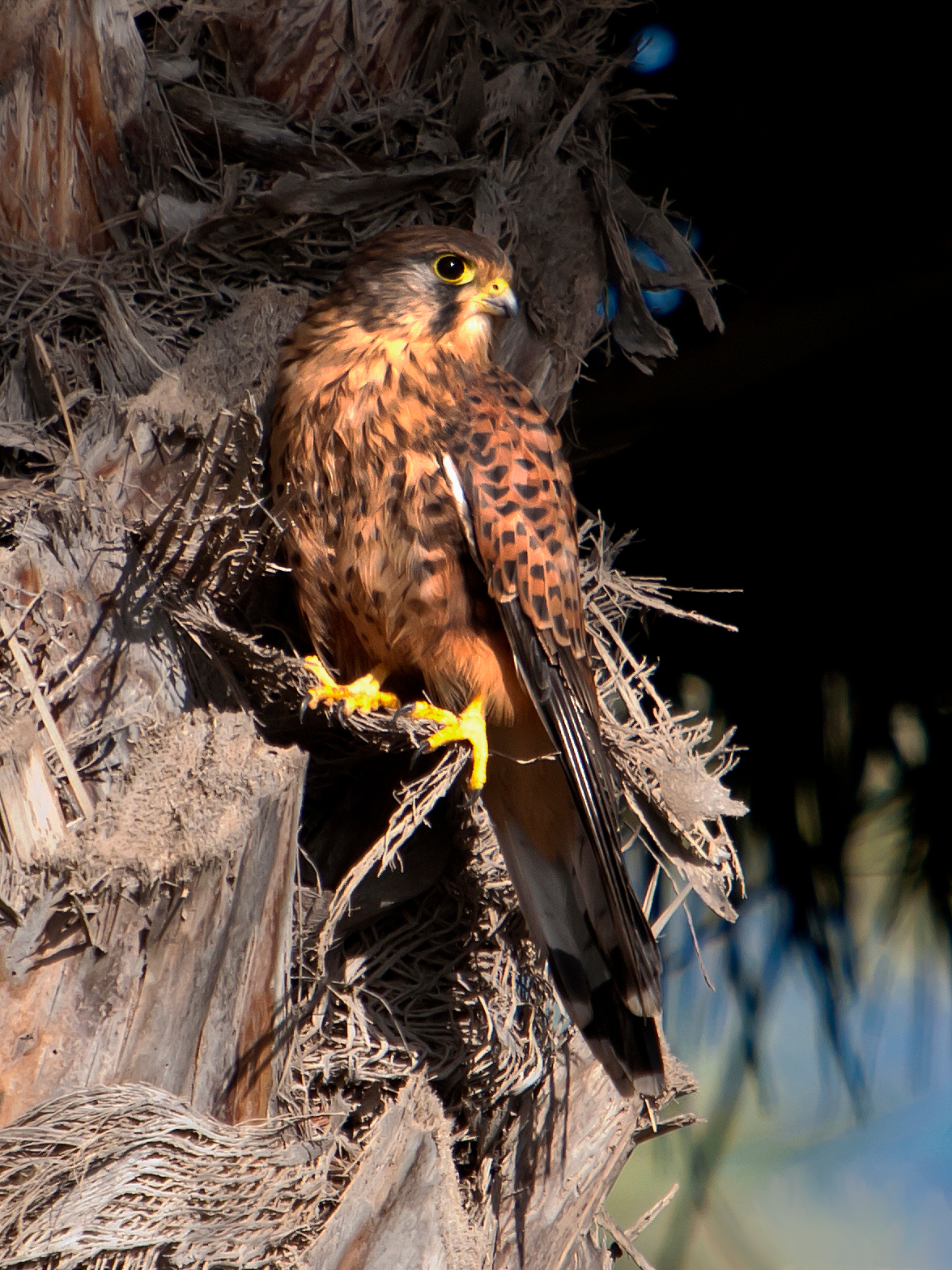
F. t. canariensis, Grande Canarie.

Onze sous-espèces sont distinguées selon ITIS et la classification de référence du Congrès ornithologique international (version 12.2, 2022) :
- Falco tinnunculus tinnunculus Linnaeus, 1758

Zones tempérées à semi-désertiques d'Europe, d'Afrique du Nord et d'Asie centrale. La plus grande des sous-espèces avec F. t. interstinctus.
- Falco tinnunculus perpallidus Clark, 1907

Se reproduit de la Sibérie de l'Est (est du bassin de la Léna) à la Corée et à la Chine du Nord. Passe l'hiver en Chine de l'Est et en Asie du Sud-Est.
- Falco tinnunculus interstinctus McClelland, 1840

Se reproduit du Tibet à la Chine et au Japon. Passe l'hiver en Inde, en Malaisie péninsulaire et aux Philippines.
- Falco tinnunculus objurgatus Baker, 1927

Inde du Sud et Sri Lanka. Plus petit que F. t. tinnunculus ; mâle avec barres bien marquées sur le dos roux sombre, dessous tacheté bien contrasté.
- Falco tinnunculus canariensis Koenig, 1890

Madère et les îles Canaries. Sous-espèce plus colorée et contrastée que F. t. tinnunculus, présente une bande subterminale noire plus large à la queue (jusqu'à 25 % de la longueur de la queue). Les ailes sont également plus courtes et plus larges, et la queue moins longue.
- Falco tinnunculus dacotiae Hartert, 1913.

Est des îles Canaries (Fuerteventura, Lanzarote et l'archipel de Chinijo), récemment distinguée de F. t. canariensis. La plus pâle des quatre sous-espèces insulaires des Canaries et du Cap-Vert, proche morphologiquement des formes méridionales de F. t. tinnunculus mais, comme F. t. canariensis, présente une bande subterminale noire plus large à la queue que la sous-espèce nominale. Selon des analyses mitochondriales publiées en 2018, ces deux sous-espèces sont génétiquement distinctes de leurs conspécifiques du pourtour méditerranéen.
- Falco tinnunculus neglectus Schlegel, 1873

Localement connu comme la Crécerelle des rochers, nord-ouest du Cap-Vert. Plus petite sous-espèce des îles de l'Atlantique, très sombre, mâles et femelles semblables.
- Falco tinnunculus alexandri Bourne, 1955

Sud-est du Cap-Vert. Sous-espèce de petite taille, mais plus grande que F. t. neglectus. Dimorphisme sexuel très faible, mâles et femelles ressemblant tous deux au type femelle de F. t. tinnunculus.
- Falco tinnunculus rupicolaeformis Brehm, 1855

Nord-est de l'Afrique et Arabie. Sous-espèce plus colorée et contrastée que F. t. tinnunculus. Présence en Égypte, dans les zones touristiques des rives de la mer Rouge, d'oiseaux très foncés et fortement marqués dont il reste à déterminer s'il s'agit de F. t. tinnunculus en expansion, de F. t. rupicolaeformis ou d'hybrides.
- Falco tinnunculus archeri Hartert & Neumann, 1932

Somalie, côte du Kenya et Socotra.
- Falco tinnunculus rufescens Swainson, 1837

De l'Afrique de l'Ouest jusqu'à l'Éthiopie, la Tanzanie et le nord de l'Angola. Plus coloré et sombre, avec des marques globalement plus prononcées, que F. t. tinnunculus.
Cette liste est controversée, certains auteurs ne reconnaissant que dix sous-espèces ou moins.
L'analyse des séquences du gène du cytochrome b a conduit à élever la sous-espèce F. t. rupicolus, qui vit depuis l'Angola, la République démocratique du Congo et la Tanzanie jusqu'en Afrique du Sud, au rang d'espèce sous le nom de Falco rupicolus ; ce statut a été confirmé par le Congrès ornithologique international dès sa première liste et par Clements en 2015, mais HBW la considère toujours comme une sous-espèce de tinnunculus dans sa version 7.0 (2022).

## Fossiles
Selon la Paleobiology Database en 2023, vingt-trois collections de fossiles du Quaternaire sont référencées dans dix pays soit Azerbaïdjan (une collection), France (une), Grèce (neuf), Hongrie (deux dont la plus ancienne), Italie (deux), Monaco (une), Portugal (une), Roumanie (une), Espagne (quatre), Royaume-Uni (une). Ces fossiles permettent d'affirmer que l'espèce est présente depuis le Calabrien du Pléistocène inférieur (période s'étendant de 1,806 million d'années à 781 000 ans avant le présent).

## Le Faucon crécerelle et l'être humain
Les oiseaux du genre Falco revêtent une grande importance culturelle, politique et économique dans l'histoire humaine.

### Le Faucon crécerelle dans la culture

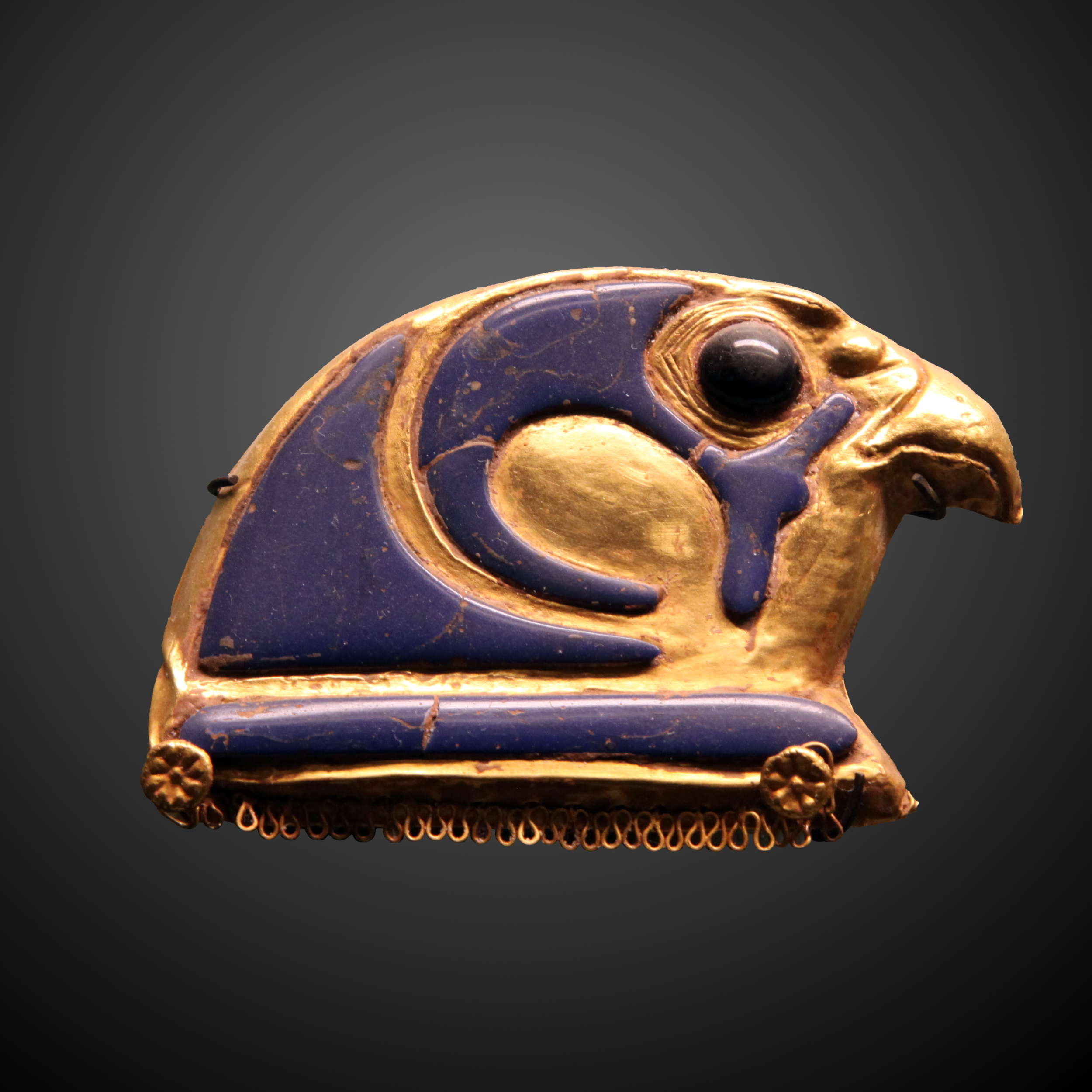
Fermoir de collier à tête de faucon, musée du Louvre (E 25380 B).

Le Faucon crécerelle fait partie des oiseaux dont les ossements ont été retrouvés dans des grottes du Néolithique moyen, notamment à Gibraltar, portant des traces d'exploitation non-alimentaire par l'Homme de Néandertal, possiblement comme ornements (plumes, griffes).
Dès l'Âge du bronze, le faucon est associé à plusieurs divinités égyptiennes antiques, au premier rang desquels le dieu Horus. Sa représentation en faucon avec un trait malaire noir sur la joue claire, une dent tomiale et de grands yeux noirs a conduit à reconnaître plusieurs faucons actuels, comme le Faucon pèlerin et le Faucon crécerelle ou le Faucon lanier. Les déesses Isis et Nephtys sont également représentées comme des crécerelles femelles, avec la tête rousse, sur la tombe de Sennedjem, sous la XIXe dynastie égyptienne. Vénérée par les Égyptiens comme une manifestation d'Horus, la crécerelle a été embaumée et enterrée comme offrande votive dans des lieux sacrés de la vallée du Nil.
Les faucons sont étroitement liés à l'homme au travers de la fauconnerie, à laquelle ils ont donné leur nom. L'origine de cette pratique est sujette à débats, mais il semble que son berceau se situe en Mésopotamie ou en Asie intérieure, il y a au moins 5 000 ans. Elle atteint son apogée au Moyen Âge en Eurasie et en Afrique du nord et donne lieu à une multitude de traités. L'un d'entre eux, le Livre de saint Alban, contient une liste de rangs nobiliaires et d'oiseaux de proie considérés comme dignes d'eux : « un aigle pour un empereur, un gerfaut pour un roi, un pèlerin pour un prince », etc. Le manuscrit Harley MS 2340 y ajoute la mention « une crécerelle pour un valet » (a kestrel for a knave), qui a servi au romancier Barry Hines pour intituler son roman de 1968 sur un jeune homme d'un milieu défavorisé du nord de l'Angleterre qui trouve consolation dans le dressage d'une crécerelle juvénile. Le roman a ensuite été adapté au cinéma par Ken Loach sous le titre Kes.
La liste de saint Alban et du manuscrit Harley ne reflète probablement pas les véritables pratiques de la fauconnerie médiévale, le type d'oiseau étant plutôt choisi en fonction de la proie ou de la localisation de la chasse. Elle montre néanmoins que le Faucon crécerelle est peu utilisé en fauconnerie. Dans son traité L'Art et la pratique de la fauconnerie (The Art and Practice of Hawking), en 1900, Edward Michell écrit que la crécerelle « n'a aucune utilité pratique sur le terrain » et ne la recommande qu'aux débutants.

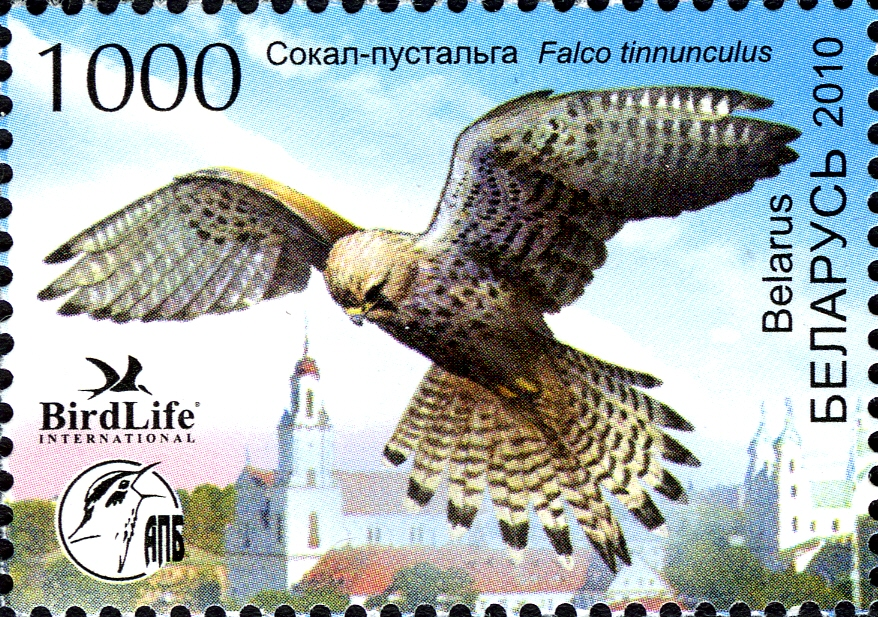
Timbre biélorusse de 2010 montrant un Faucon crécerelle en Saint-Esprit.

Les capacités du Faucon crécerelle ont inspiré certains écrivains. Le jésuite et poète victorien Gerard Manley Hopkins lui a consacré un poème, « Le faucon » (« The Windhover », 1877) :
…le mignon du matin, le dauphin

Du royaume du jour, le faucon-phaéton de l’aube miroitée comme il montait

L’air roulant sous lui, ferme, étale, et bondissait

Là-haut : pour quelles spires, de la rêne d’une aile ruchée d’émoi décrire

En son extase ! Et puis hardi, hardi, en plein ballant :

Tel le patin qui glisse à fleur de vire : élan

Puis plané rebuffaient le vent bouffant.
— Gerard Manley Hopkins traduit par Pierre Leyris, Poèmes et proses (Seuil, coll. « Points », 2007)
Le Faucon crécerelle est parfois présenté comme l'oiseau national de la Belgique,. Il a été représenté sur près d'une centaine de timbres émis par 59 administrations postales différentes : Albanie (1966), Angola (1996), Arménie (2016), Aurigny (2008, 2020), Bahreïn (1991), Bangladesh (2013), Belgique (1972, 2007), Biélorussie (2010), Bonaire (2021, 2022), Bosnie-Herzégovine (2008), Bulgarie (1980), Burundi (2011), Cap-Vert (2008), Chine (2014), Corée du Nord (1992), Corée du Sud (2002), Chypre du Nord (1997), Danemark (2004), Espagne (2008), France (2020), Gambie (1996, 2000, 2001, 2014), Géorgie (1996), Gibraltar (1999), Guernesey (1990), Guinée (2002, 2014), Guinée-Bissau (2006, 2011, 2013, 2016), Hongrie (1962), Irlande (2002), Jersey (2019), Kirghizistan (1998, 2018), Kosovo (2018), Koweït (2002), Lesotho (2004), Liberia (1996, 2003), Maldives (1993, 2014), Malte (2001), Mongolie (1970, 1999), Mozambique (2002, 2014), Namibie (1999), Niger (2015), Ouganda (2014), Ouzbékistan (1999), Pays-Bas (2020), Pologne (1975, 1977), République centrafricaine (1999), République démocratique allemande (1965), République démocratique du Congo (2000), République du Congo (1990), Roumanie (2022), Royaume-Uni (2003-2019), Saint-Marin (1959, 1978, 1986), Saint-Vincent-et-les-Grenadines (1998), Sao Tomé-et-Principe (1991), Sierra Leone (2000), Tchécoslovaquie (1955), Togo (2016), Turkménistan (2000), Turquie (1967, 2004), Union des républiques socialistes soviétiques (1965) et Viêt Nam (1982).

### Statut juridique

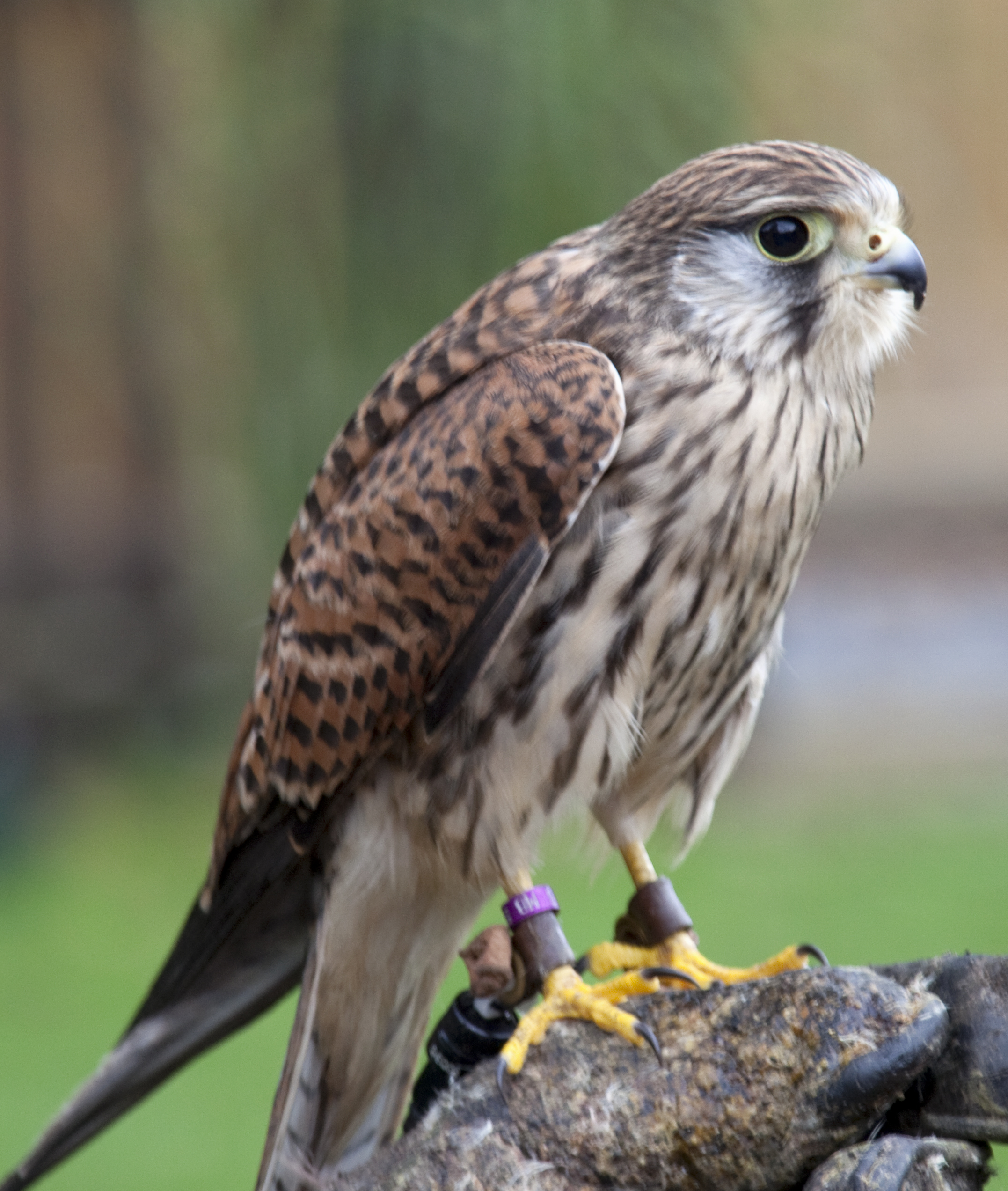
Crécerelle femelle britannique portant des jets de fauconnerie et une bague fermée.

Le Faucon crécerelle est classé parmi les espèces de préoccupation mineure malgré le déclin de ses effectifs en raison de son aire de répartition très vaste. Comme tous les Falconiformes, il relève de l'annexe II de la Convention sur le commerce international des espèces de faune et de flore sauvages menacées d'extinction (CITES).
Dans l'Union européenne, il connaît un déclin modéré continu (-26 % de 1980 à 2015) et a été rangé dans la catégorie SPEC (Species of European Conservation Concern) 3, qui regroupe les oiseaux dont la majorité de la population mondiale se trouve hors d'Europe et présentant un état de conservation défavorable en Europe. Il est classé à l'annexe B du règlement européen 338/97, qui reprend et harmonise la CITES.
En France, le Faucon crécerelle est une espèce protégée. Il relève de la réglementation sur les animaux d'espèces non domestiques : sa détention est soumise à autorisation préfectorale pour les élevages d'agrément (six oiseaux maximum) et, en sus, à un certificat de capacité pour les établissements d'élevage. Sa population connaît un déclin de 18 % depuis 2001 et de 62 % depuis 1989.
Au Royaume-Uni, la crécerelle est protégée par le Wildlife and Countryside Act de 1981. Elle est classée sur la liste orange (amber list) des espèces en déclin modéré en raison de la baisse de ses effectifs depuis les années 1970. Sa détention n'est pas soumise à des formalités particulières.

### Le Faucon crécerelle et la science
Parmi les premiers travaux modernes sur le Faucon crécerelle figurent ceux du Néerlandais Luuk Tinbergen, en 1940, sur le comportement de reproduction de l'espèce. Dans les années 1960, la chute brutale des effectifs de rapaces en Europe, notamment ceux de Faucon pèlerin et d'Épervier d'Europe, entraîne la nécessité de mieux comprendre leurs déterminants démographiques. En 1967, la thèse de doctorat du Néerlandais Anton Cavé sur la reproduction du Faucon crécerelle dans le polder du Flevoland de l'Est joue un rôle fondateur en posant de nouvelles bases méthodologiques pour l'étude des faucons. Un groupe « rapaces » se forme au sein de l'université de Groningue, travaillant notamment sur le budget énergétique de la crécerelle.
Le Britannique Andrew Village lui a consacré en 1990 une monographie, The Kestrel, qui reste le principal texte scientifique de référence. Des ouvrages de vulgarisation ont suivi, notamment Seasons with the Kestrel de Gordon Riddle en 1991, The Kestrel de Michael Shrubb en 1993 ou Pustułka de Paweł Śliwa et Łukasz Rejt en 2006. Enfin, l'année 2020 a vu la parution de deux livres qui reprennent les recherches effectuées depuis l'ouvrage d'Andrew Village : The Common Kestrel de Richard Sale et The Kestrel: Ecology, Behaviour and Conservation of an Open-land Predator de David Costantini et Giacomo Dell'Omo.
Grâce à sa propension à s'installer en nichoir à son abondance dans les lieux qui lui sont propices, le Faucon crécerelle est aujourd'hui l'un des faucons les plus étudiés, aussi bien sur le terrain qu'en laboratoire,.

### Enjeux de conservation
Le Faucon crécerelle a été historiquement favorisé par la déforestation et le développement de l'élevage ovin à grande échelle au Moyen Âge occidental, qui lui ont permis de devenir l'un des oiseaux de proie les plus communs en Europe. Sa faible utilisation en fauconnerie a également contribué à le préserver pendant cette période. Au XIXe siècle, il a été considéré, comme d'autres prédateurs, comme nuisible aux intérêts de chasse, ce qui lui a valu d'être empoisonné, piégé, tiré et pendu à des gibets. Malgré de fortes baisses d'effectifs, la crécerelle n'a toutefois jamais été menacée d'extinction, contrairement par exemple au Balbuzard pêcheur ou à l'Autour des palombes dans les îles Britanniques.
La pression s'est relâchée après la Première Guerre mondiale et la fin des grands domaines de chasse, mais a repris après la Seconde Guerre mondiale avec l'avènement de l'agriculture intensive et le large usage de pesticides. Or, les rapaces sont particulièrement sujets à la bioaccumulation des produits chimiques, en raison de l'effet de bioamplification, par lequel la concentration d'une substance va croissant du bas vers le haut de la chaîne alimentaire. Ainsi, les crécerelles ont fait partie des victimes du pesticide DDT. Son métabolite plus stable, le DDE, ne tue pas directement les faucons, mais réduit la biodisponibilité du carbonate de calcium pendant la formation de la coquille. Les œufs sont alors si fragiles qu'ils peuvent casser avant l'éclosion. L'interdiction du DDT dans la plupart des pays dans les années 1970 et 1980 a permis aux effectifs de se reprendre.
Les crécerelles ont été affectées par d'autres composés organochlorés, comme l'aldrine, la dieldrine et l'heptachlore, utilisés pour enrober les grains. Là encore, les interdictions progressives à partir de 1962 ont débouché sur une hausse des effectifs. Ces composés restent toutefois présents dans l'environnement. L'analyse d'œufs non éclos collectés en Italie centrale a ainsi montré des concentrations plus élevées de polluants organiques persistants près d'une portion urbaine de l'Aniene, un affluent du Tibre, qu'en pleine campagne.
Les Faucons crécerelles peuvent être victimes d'empoisonnement secondaire, en particulier à la bromadiolone, utilisée pour se débarrasser notamment des campagnols. Une étude menée dans le centre de l'Espagne suggère un effet nocif de ce rodenticide sur la condition physique des juvéniles.
Au-delà, le Faucon crécerelle est menacé par l'intensification de l'agriculture, qui débouche sur un appauvrissement et une homogénéisation des milieux. Ainsi, ses effectifs et son aire de répartition sont en contraction en France depuis les années 1990, ce qui pourrait traduire une disparition des milieux utilisables pour lui. Une étude réalisée dans l'Ouest de la France montre que l'espèce est plus abondante dans les paysages agricoles où les haies, les bois et les prairies sont préservées et inversement qu'elle se raréfie là où les cultures excèdent 50 % de la surface totale.
Si le déploiement de nichoirs permet de compenser en partie la perte de sites naturels de nidification dans les terres agricoles, d'autres facteurs entrent également en jeu. Ainsi, une étude menée auprès d'une population de crécerelles en nichoirs dans la plaine du Pô, en Italie, montre que les couples nichant dans les zones d'agriculture intensive retardent la ponte, ont un succès reproductif moindre et produisent des jeunes en moins bonne condition physique que les couples nichant dans des prairies, temporaires ou permanentes. Dans ces zones d'agriculture intensive, l'idéal pour la crécerelle porte sur une mosaïque de différents types de prairies, fauchées à différents moments de l'année et incluant des bandes intactes de graminées et de fleurs sauvages (surfaces de compensation écologique).